# Indian
Pour l’article homonyme, voir Indian Grove.
Indian est une des plus anciennes marques de motos dont le premier modèle, l'Indian Single, est lancé en 1901 par la société américaine Hendee Manufacturing Company (HMC) de Springfield (Massachusetts). HMC, numéro un des constructeurs de motos jusqu'à la Première Guerre mondiale, est l'un des deux seuls constructeurs américains à avoir survécu à la Grande Dépression du début des années 1930. La société, rebaptisée « Indian Motocycle Company » (Indian) en 1923, et la marque jouissent d'une forte réputation basée sur l'innovation et les résultats en compétition jusqu'à la faillite d'Indian en 1953. La marque fait l'objet de plusieurs tentatives de relance et d'utilisation jusqu'à la fin des années 1990. La fabrication aux États-Unis de motos Indian reprend en 1999. Depuis avril 2011, la société est une filiale de Polaris Industries dont les usines sont à Spirit Lake, dans l’Iowa.

## Histoire

### Fondation et premier modèle: l'Indian Single
George M. Hendee, originaire du Connecticut et ancien coureur cycliste, crée en 1895 une société de fabrication de vélos, basée à Springfield (Massachusets). Il fait faillite, puis relance en 1898 une autre société, dénommée « Hendee Manufacturing Company », qui fabrique une gamme de vélos sous la marque Indian.

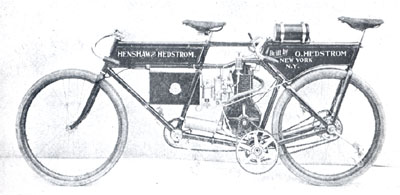
Hedström Tandem Pacer (1900).

Oscar Hedström, immigré de Suède à l'âge de neuf ans, est un passionné de mécanique. Il conçoit et construit des vélos de haut de gamme et des tandems à Middletown (Connecticut), ainsi qu'un carburateur puis un « Tandem Pacer » motorisé destiné à précéder les coureurs cyclistes sur les vélodromes.

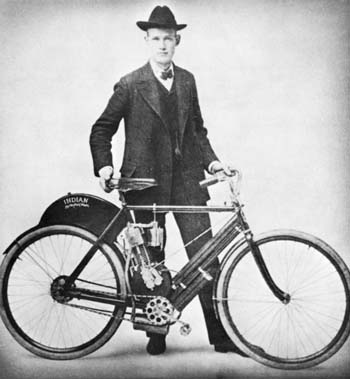
Oscar Hedström avec son premier prototype Indian Single de 1901.

Hendee, qui sponsorise des courses et coureurs cyclistes, est impressionné par cette réalisation et propose à Hedström de se lancer ensemble dans la fabrication de motos. Ils deviennent partenaires dans la Hendee Manufacturing Company (HMC) en janvier 1901. Leur premier modèle, l'Indian Single, est présenté en juin 1901.
La Single est dotée d'un moteur monocylindre à quatre temps de 17,6 ci (288 cm3) délivrant 1,75 ch. Elle pèse 52 kg et peut atteindre 48 km/h. Sa technologie est avancée pour l'époque : carburateur concentrique, transmission par chaîne, allumage par bobine et cadre intégrant le moteur. L'allumage est assuré par batteries à recharger, selon l'utilisation, entre 1300 et 3 000 km, et la lubrification est à réglage manuel « à huile perdue ». La Single est en outre dotée d'un innovant système de réglage de l'allumage, actionné par une poignée sur le côté droit du guidon : il permet de faire démarrer ou d'arrêter le moteur et fait office d'accélérateur. Le cadre rigide est semblable à celui d'un vélo. La Single est d'ailleurs dotée de pédales permettant de la démarrer et d'actionner par rétropédalage le frein arrière. La forme de son réservoir d'essence et d'huile, situé au-dessus de la roue arrière, lui vaudra d'être surnommée « Camelback ». La marque et les références de HMC sont inscrites en lettres typographiées dorées sur le réservoir, selon une esthétique qui perdurera longtemps.

### Années 1900: innovation et premier rang mondial
La Single rencontre un grand succès : la production passe de trois unités en 1901 à plus de cinq cents en 1904. Elle sera commercialisée jusqu'en 1909.

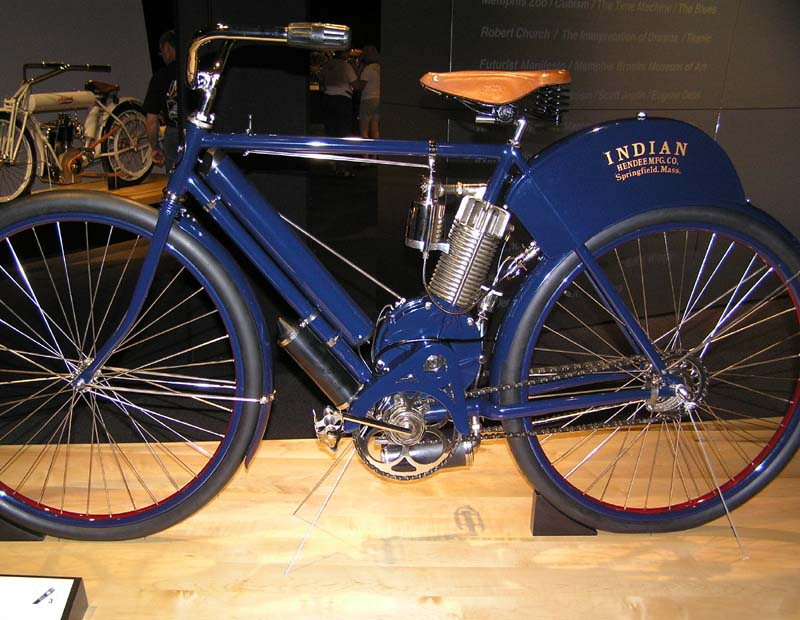
Indian Single camelback bleu royal (1902).

En 1904, la couleur rouge vermillon, qui deviendra plus tard l'un des symboles visuels de la marque, est proposée en option en sus du noir et du bleu royal déjà au catalogue.
En 1907, le premier bicylindre en V est mis en production de série. De faible cylindrée (600 cm3), ce moteur est calé à 42° et équipé d'une distribution « semi-culbutée » où les soupapes d'admission et d'échappement sont opposées. HMC a longuement testé ses performances et sa fiabilité en compétition à partir de 1905, notamment lors d'une épreuve « coast to coast » en 1906 : le prototype ainsi doté mettra un mois pour relier San Francisco à New York. Les bicylindres Indian remportent immédiatement un réel succès commercial.
En 1907, HMC, avec sa gamme de mono- et bicylindres, vend près de 2 200 machines, ce qui en fait le plus important constructeur de l'époque, rang que la marque conservera jusqu'à la Première Guerre mondiale.

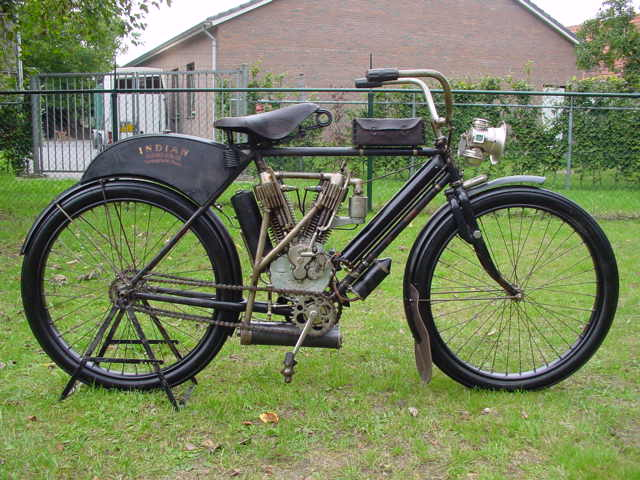
L'un des tout premiers twins Indian, encore dans un cadre camelback (1908).

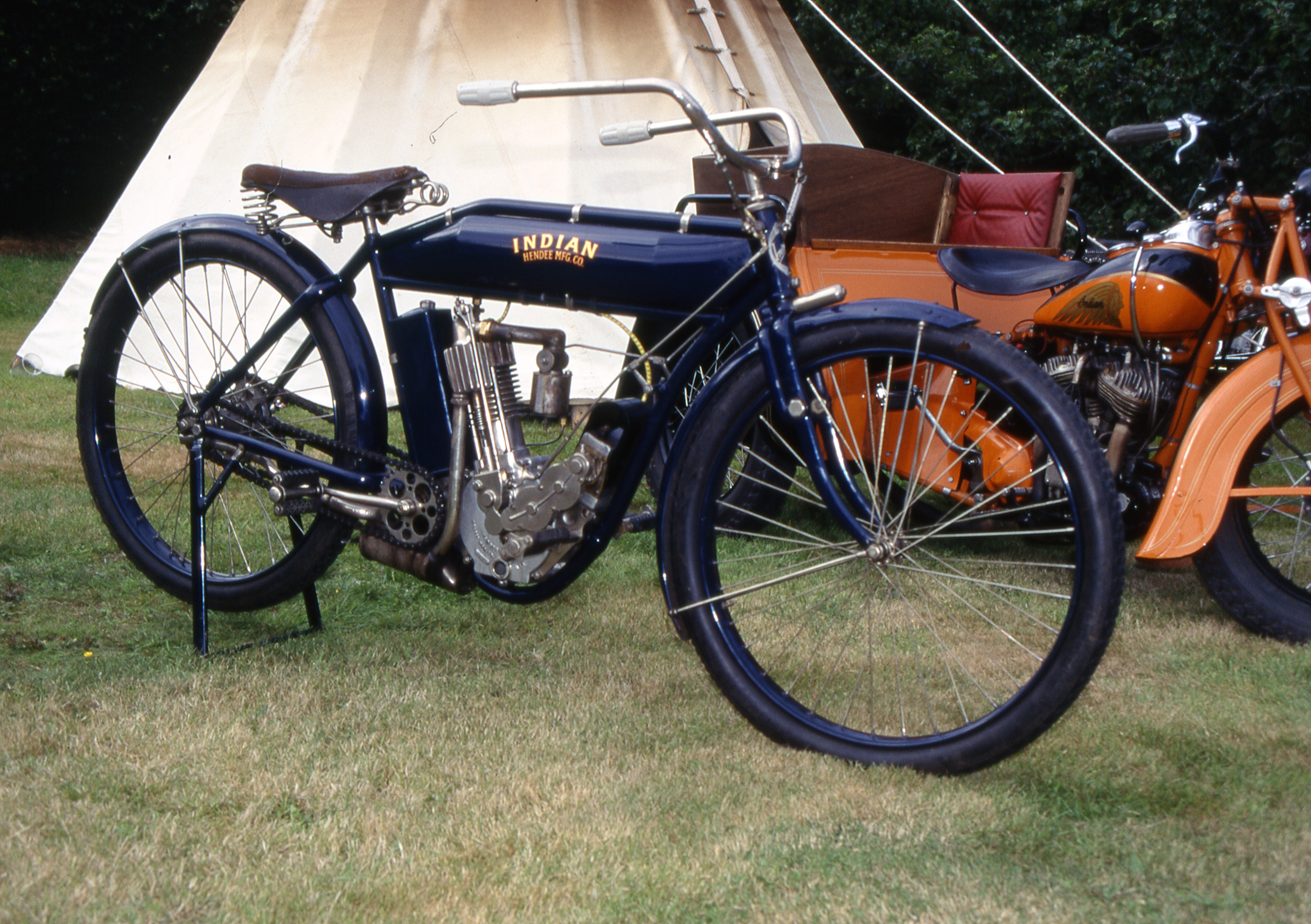
Un des tout premiers Indian Single dans le nouveau cadre berceau (1909).

En 1909, HMC introduit pour tous ses modèles un cadre berceau. Le réservoir camelback disparait, remplacé par deux réservoirs séparés : l'un, pour l'essence, est situé horizontalement entre deux tubes du cadre ; l'autre, pour l'huile, est disposé verticalement derrière le moteur.
La même année, l'Américain Wells décide d'importer des Indian en Angleterre, où il s'est installé. Pour en promouvoir les qualités, il en engage dans le célèbre Tourist Trophy de l'ile de Man : l'une d'elles terminera deuxième de l'épreuve dès la première tentative.

### Années 1910: apogée puis premières difficultés

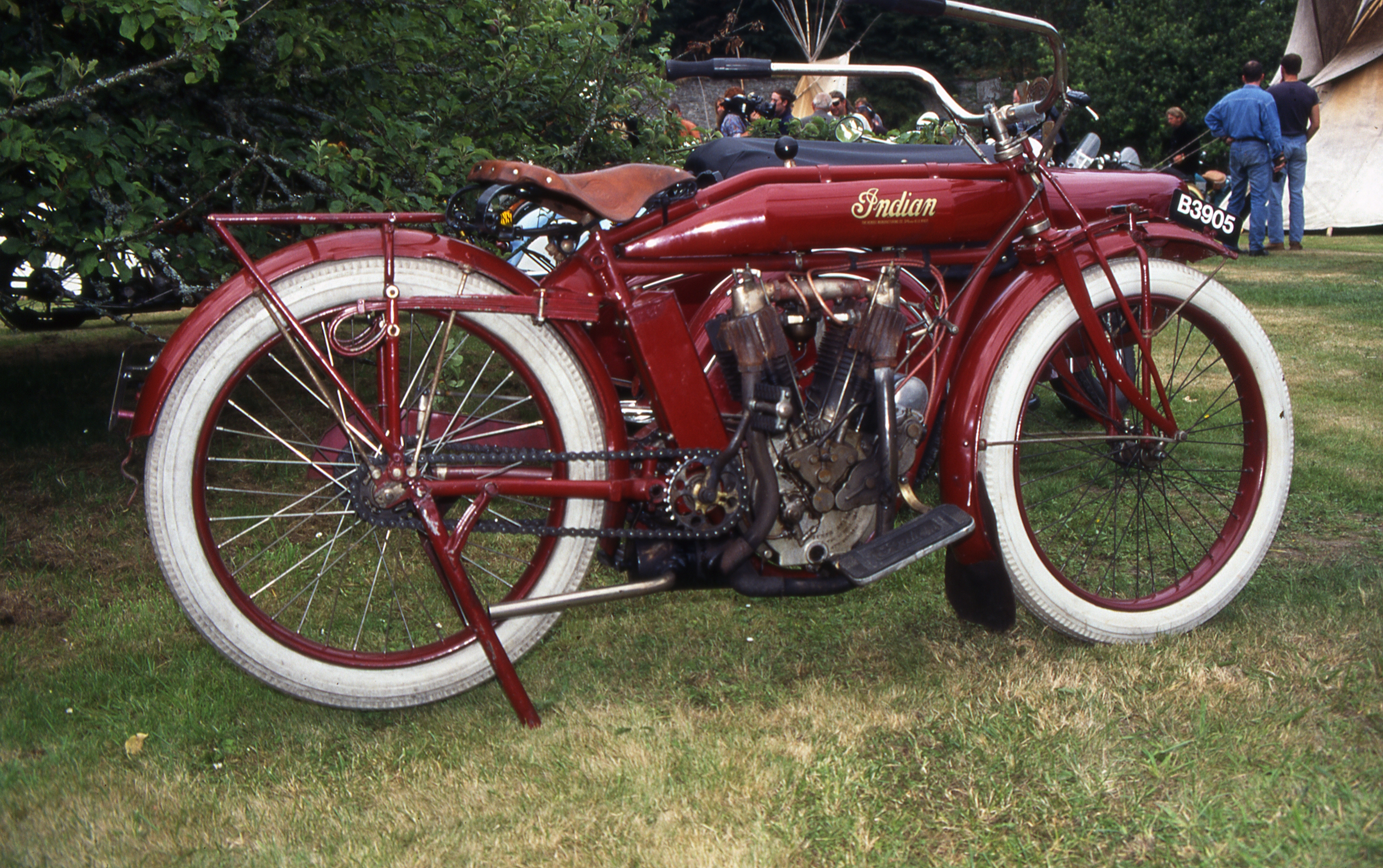
Indian Twin avec cadre entièrement suspendu (1913).

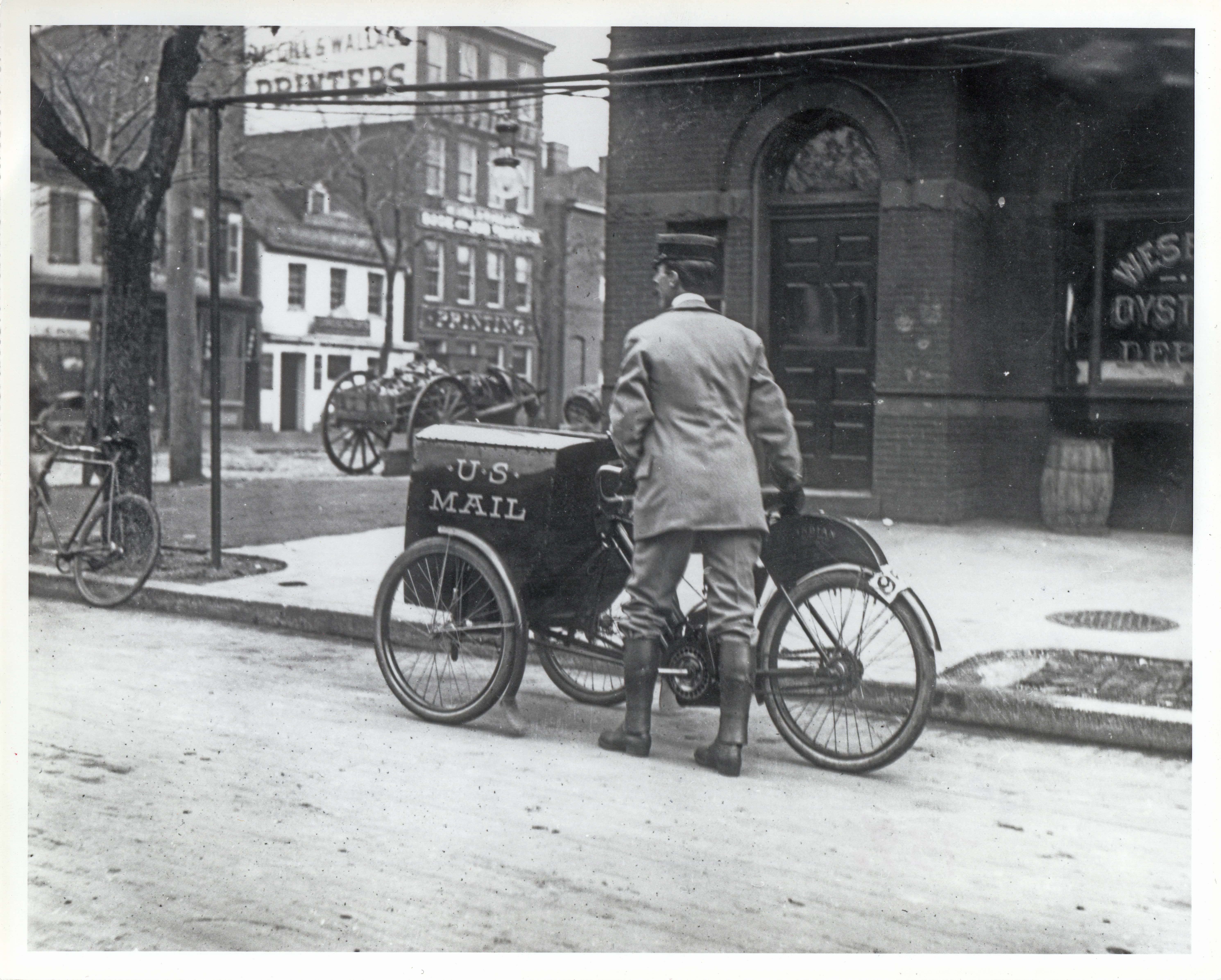
Triporteur Indian pour la Poste (1912).

La première moitié des années 1910 est exceptionnelle pour Indian, qui accumule les innovations ainsi que les succès commerciaux et sportifs.

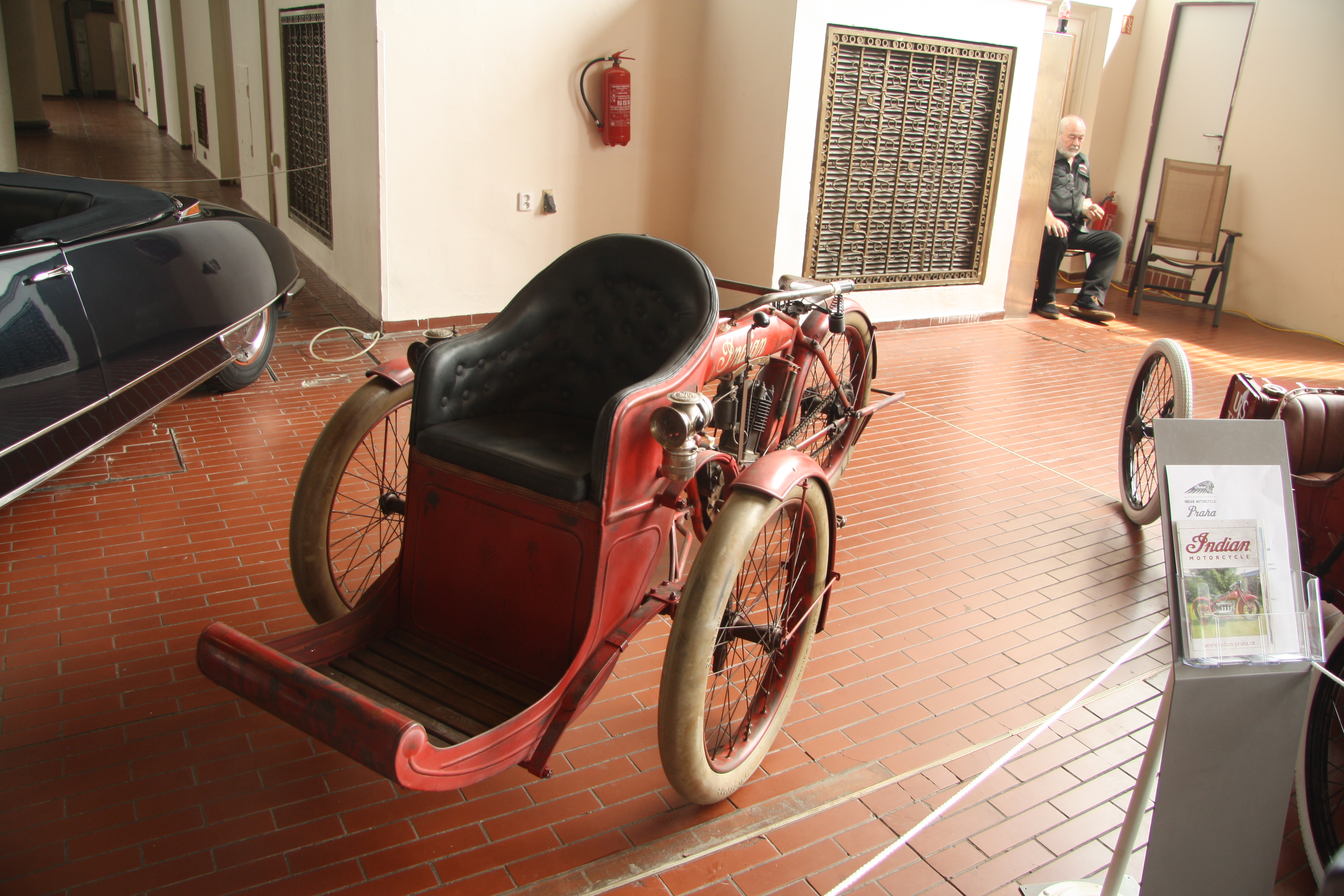
Indian Tricar (1910).

Dès 1910 le cadre berceau, lancé l'année précédente, est doté d'une fourche amortie par ressort à lames, puis, en 1913, devient entièrement suspendu, l'arrière du cadre bénéficiant également d'un amortissement par ressort à lames. L'allumage par magnéto est de série à partie de 1912, une boîte à deux vitesses est proposée à partir de 1910, puis à trois vitesses en 1915, année où tous les modèles sont désormais livrés avec un kick, et ne sont plus équipés de pédales. Une version du bicylindre avec démarreur électrique est même produite à quelques exemplaires en 1914 sous la dénomination « Hendee Special »,.
La première moitié des années 1910 voit HMC explorer de multiples variantes de modèles, notamment des triporteurs pour la Poste ou le Tricar pour le transport de personnes. HMC devient également un fournisseur des services de Police, qui seront durablement d'importants clients de la marque.

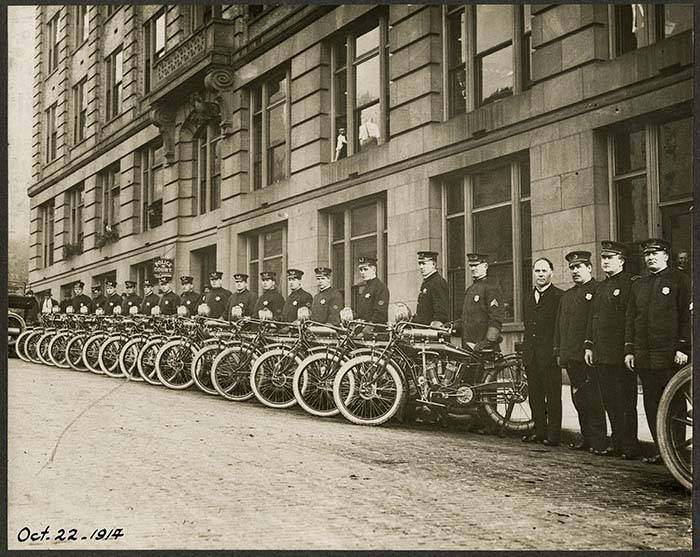
Policiers de Seattle avec leurs Indian (1914).

La décoration des réservoirs évolue en 1911 : le mot « Indian », toujours doré, est en lettres cursives. Cette esthétique est ensuite déclinée en plusieurs couleurs et utilisée comme logo officiel de la marque. Les options disponibles se multiplient et comprennent notamment siège passager, porte-bagage, éclairage à acétylène ou électrique, ou encore compteur de vitesse.
En 1912, HMC domine le marché mondial et détient un tiers du marché américain, qu'il sert à travers un réseau de 1 200 concessionnaires. Sa publicité utilise le slogan « Count Indians on the Road» qui met en avant son avance sur ses dizaines de concurrents. Et en 1913 la production atteint un record de 32 000 machines, dont plus de 90 % sont des bicylindres.
```
                                   
Indian, première marque mondiale en 1915
```

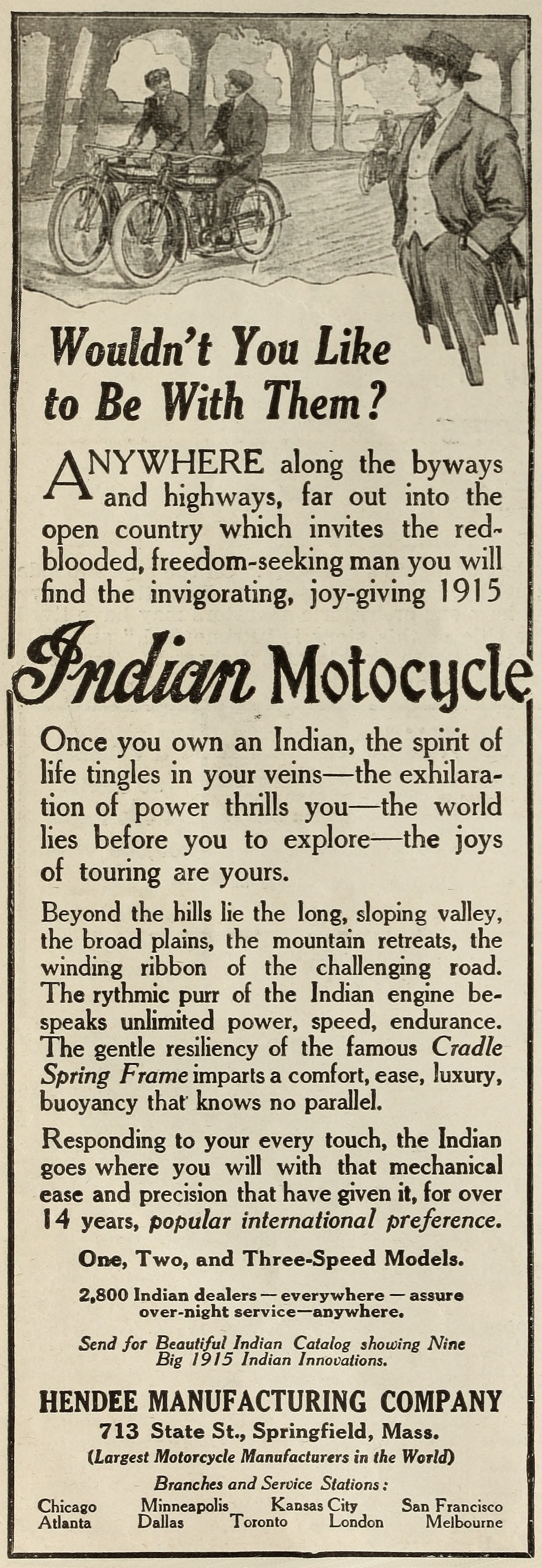

En 1915, Indian, avec 2 800 concessionnaires, est à son apogée. Le catalogue détaillé de la marque, un document de 26 pages abondamment illustrées, décrit précisément les innovations et solutions techniques d'Indian ainsi que les dix modèles de la gamme, présentés en quatre familles :
- monocylindres E1 (1 vitesse), E2 (2 vitesses) et E3 (3 vitesses) de 30,5 ci et 7,5 ch vendus de 185 à 235 $ ;
- bicylindres légers « Little Twin » B1 (1 vitesse), B2 (2 vitesses) et B3 (3 vitesses) de 41,5 ci et 10 ch vendus de 210 à 260 $ ;
- bicylindres plus puissants « BigTwin » C1 (1 vitesse), C2 (2 vitesses) et C3 (3 vitesses) de 61 ci et 15 ch proposés de 225 à 275 $ ;
- bicylindre Speedway D1 de 61 ci et 20 ch à vocation sportive proposé à 250 $. Sa vitesse dépasse 70 mph (113 km/h)[21].

Tous ces modèles bénéficient d'une garantie constructeur d'un an. Ils partagent également de nombreuses caractéristiques de série, notamment : cadre berceau entièrement suspendu (sauf pour la Speedway qui n'a pas de suspension arrière), démarrage au kick (sauf sur le modèle d'entrée de gamme E1), allumage par magnéto et bougies, roues de 28" rapidement démontables, moteur et guidon nickelés, boîte à outils fixée sur le réservoir ou sous le porte-bagages, cadre, réservoir et garde-boue peints du rouge emblématique de la marque.
Plusieurs options sont proposées :
- side-car pour passager à 70 $ ;
- side-car pour le transport de marchandises (« Parcel Car ») à 65 $ ;
- éclairage électrique avant et arrière à 30 $, avec boîtier de commande ;
- porte-bagages arrière : de série sur certains modèles, il peut être ajouté en option sur les autres pour 2 à 3 $ ;
- choix de l'étagement des rapports sur certains modèles à boîte de vitesses ;
- nickelage de parties supplémentaires ;
- guidon route ou racing pour la Speedway.

D'autres options sont disponibles sur demande au constructeur.
Durant cette première moitié de décennie Indian brille également en compétition, accumulant records et victoires en endurance ainsi qu'en course officielle, avec notamment les trois premières places au Tourist Trophy de l'île de Man en 1911. Ces nombreux succès renforcent la notoriété et les ventes d'Indian en Amérique du Nord et en Europe.
Cette période voit aussi une page se tourner dans l'histoire de la marque : Hedström, l'un des deux fondateurs de HMC, quitte l'entreprise en 1912, et Hendee, l'autre fondateur, en 1915.

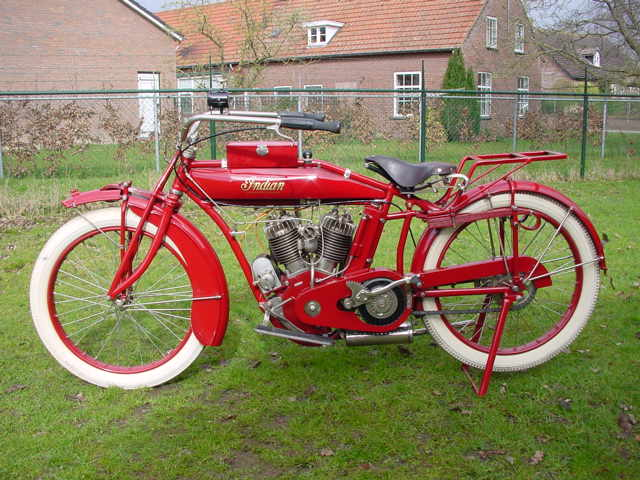
Indian Powerplus (1916).

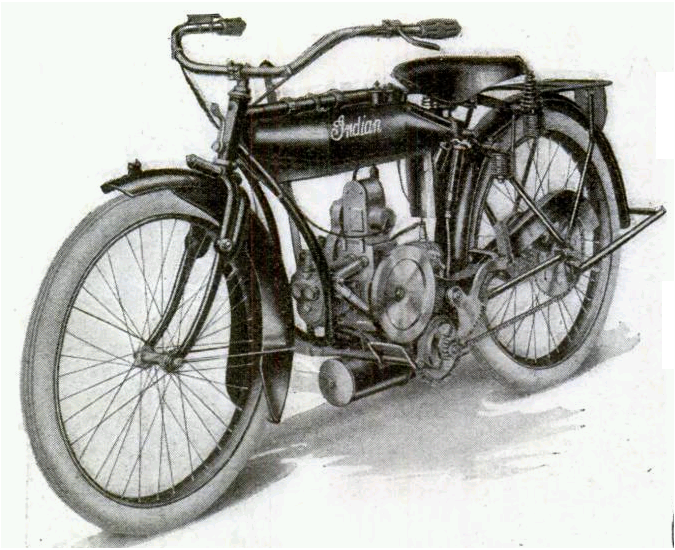
Indian O Light Twin (1917).

Une innovation majeure est introduite en 1916 : un nouveau moteur, le Powerplus, renouvelle la gamme des bicylindres. C'est toujours un V-twin de 61 ci calé à 42° mais désormais à soupapes latérales et délivrant 18 ch, qui connaît un excellent accueil tant aux États-Unis qu'à l'étranger.
La même année, un nouveau modèle d'entrée de gamme est lancé au prix catalogue de 150 $ : la Featherweight Model K, dotée d'un moteur monocylindre à deux temps de 13,5 ci (221 cm3) et d'une boîte à trois rapports. C'est le premier et le seul modèle Indian à deux temps jamais fabriqué aux États-Unis, et c'est un échec commercial. Il est remplacé dès l'année suivante par la O Light Twin, dotée d'un moteur très différent des V-twins de la marque : un bicylindre à quatre temps à plat de 260 cm3 avec une boîte à deux ou trois rapports. Ce modèle ne rencontre pas non plus de succès commercial et sa commercialisation s'arrête en 1918.
La concurrence des automobiles pèse de façon croissante sur les volumes de ventes et les prix des motos : en 1916, HMC ne vend plus que 21 000 machines.

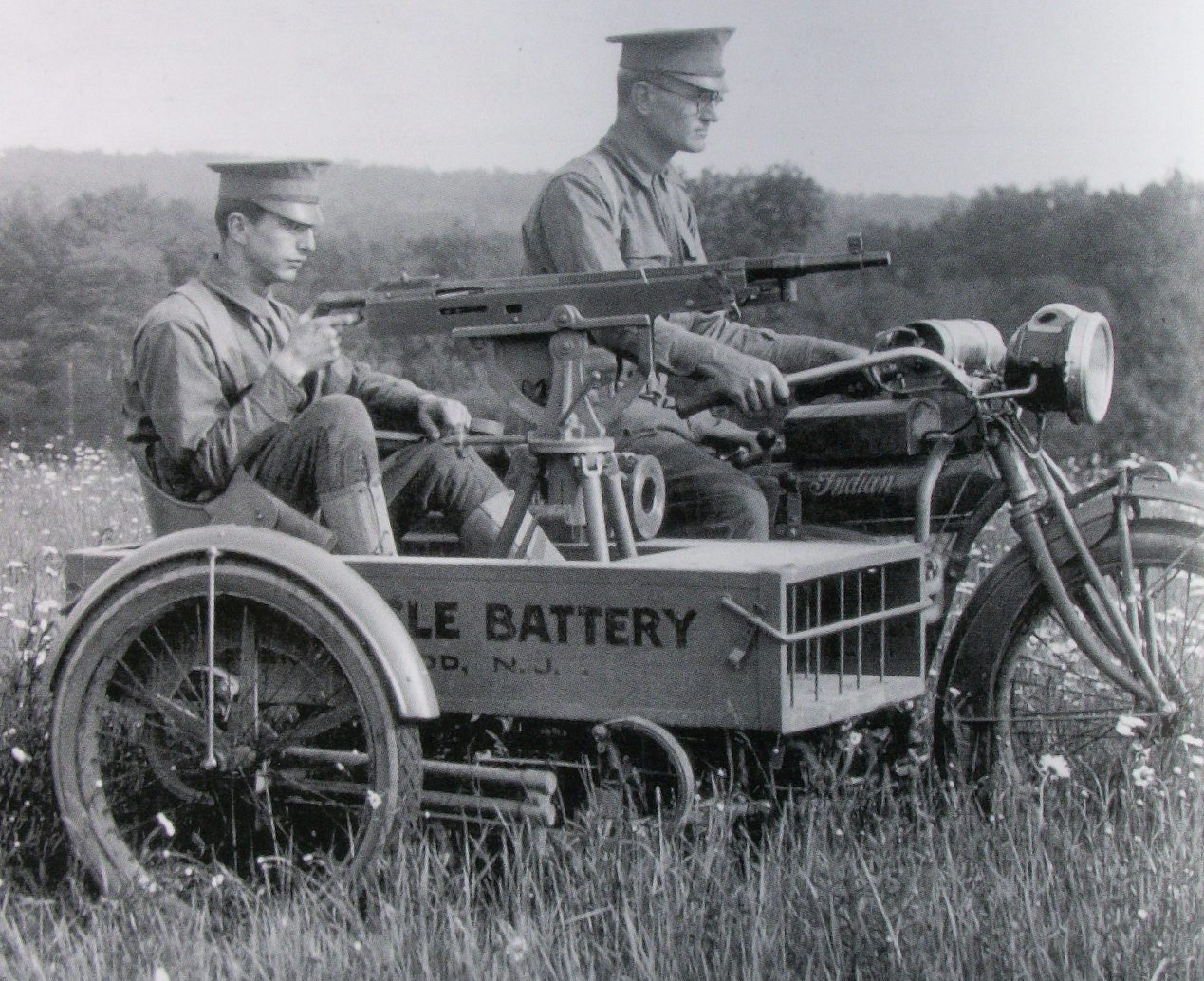
Indian porte-mitrailleuse (1917).

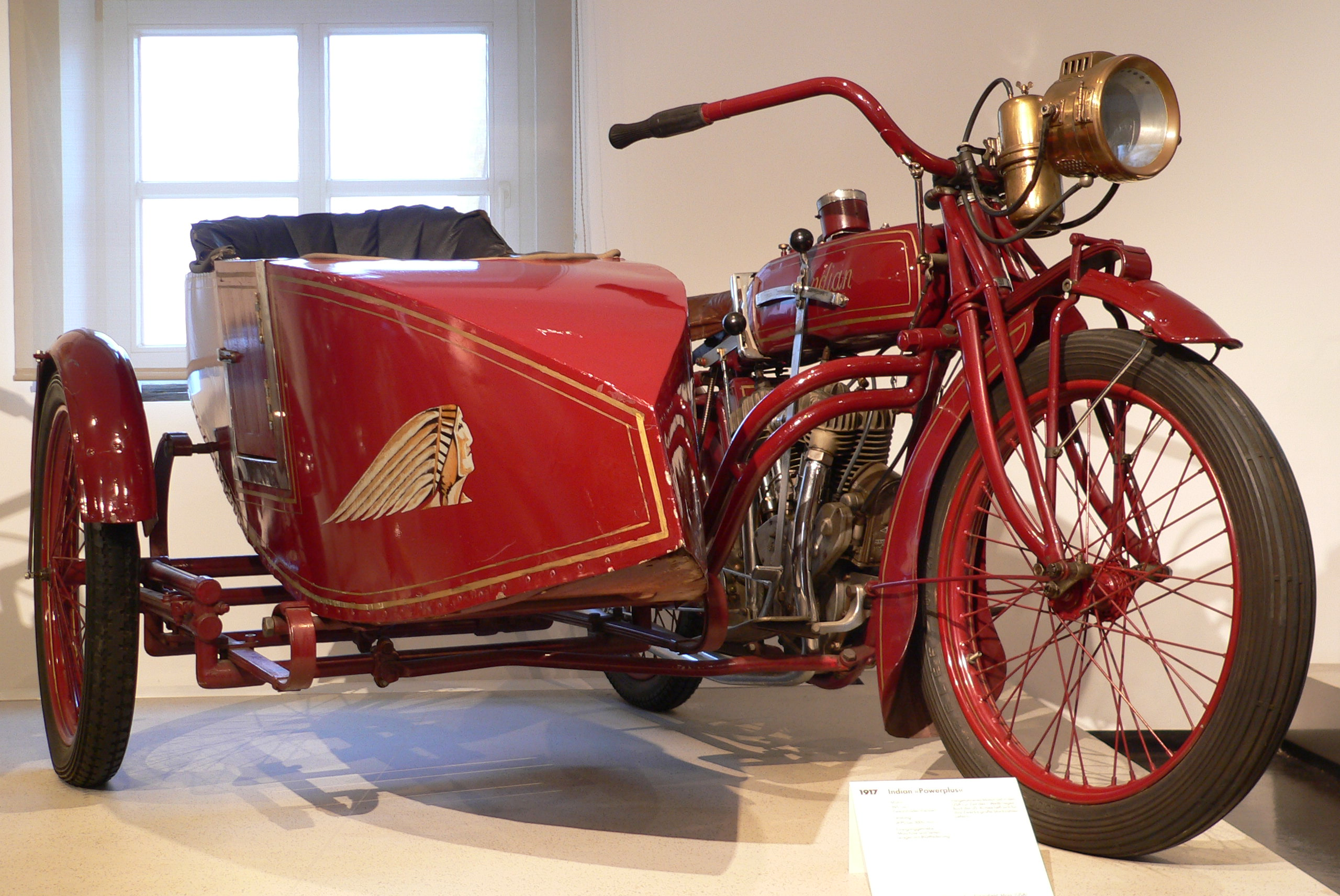
Indian Powerplus avec side-car (1917).

En 1917, les États-Unis entrent en guerre en Europe. Les forces armées américaines demandent des motos : elles en avaient déjà utilisé dans des escarmouches avec Pancho Villa, mais la Première Guerre mondiale est le premier conflit en faisant une utilisation massive. HMC signe avec l'armée américaine un contrat portant sur 20 000 Indian Powerplus par an. Mais environ 10 000 seulement — en plusieurs versions solo, porte-mitrailleuse ou side-car — lui sont finalement commandées et payées durant la guerre. Le bilan de cette période est catastrophique pour HMC qui avait dédié toute sa capacité de production aux modèles militaires : la firme se retrouve avec de très gros stocks de pièces militaires impayées et quasiment aucun modèle civil à vendre. De nombreux concessionnaires se détournent alors de HMC pour rejoindre ses concurrents, Excelsior et surtout Harley-Davidson : la marque Indian perd son rang de numéro 1 au profit de Harley.

### Années 1920: naissance de la Scout, de la Chief et élargissement de la gamme

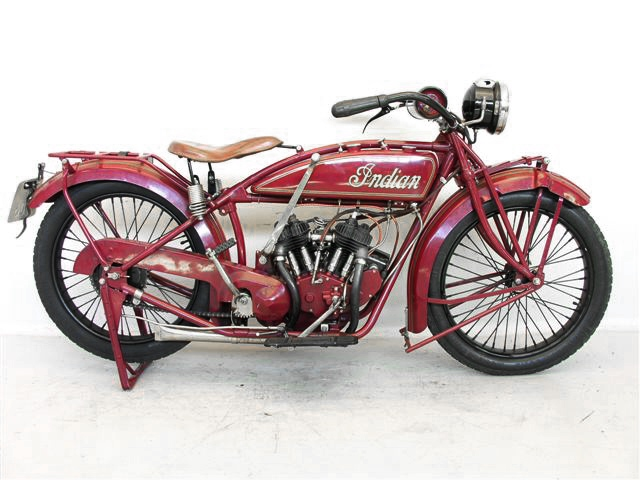
Indian Scout (1920).

La firme de Springfield est toujours convaincue qu'il existe un marché pour une machine de cylindrée moyenne et lance en 1919 la Scout, première version d'une famille de modèles qui seront produits jusqu'en 1942. Conçue par Charles B Franklin qui a pris la tête de la direction technique au départ de Hedström, elle est dotée d'un V-twin de 37 ci (600 cm3), d'une boîte de vitesses à trois rapports, d'un cadre à double berceau et d'une transmission primaire, innovante pour l'époque, intégrée à trois pignons. Son poids léger (154 kg), sa selle basse, sa fiabilité et son agilité lui assurent immédiatement un réel succès. La cylindrée de la Scout sera portée à 45 ci en 1927, lui autorisant une vitesse de 121 km/h.
Mais la gamme Indian n'est pas suffisante pour attirer suffisamment de clients et la production totale d'Indian en 1920 n'atteint pas 14 000 unités,.
En 1922, HMC décide, pour pouvoir concurrencer l'offre de Harley-Davidson, de lancer un nouveau modèle plus puissant : la Chief, qui sera produite quasiment sans interruption jusqu'en 1953.

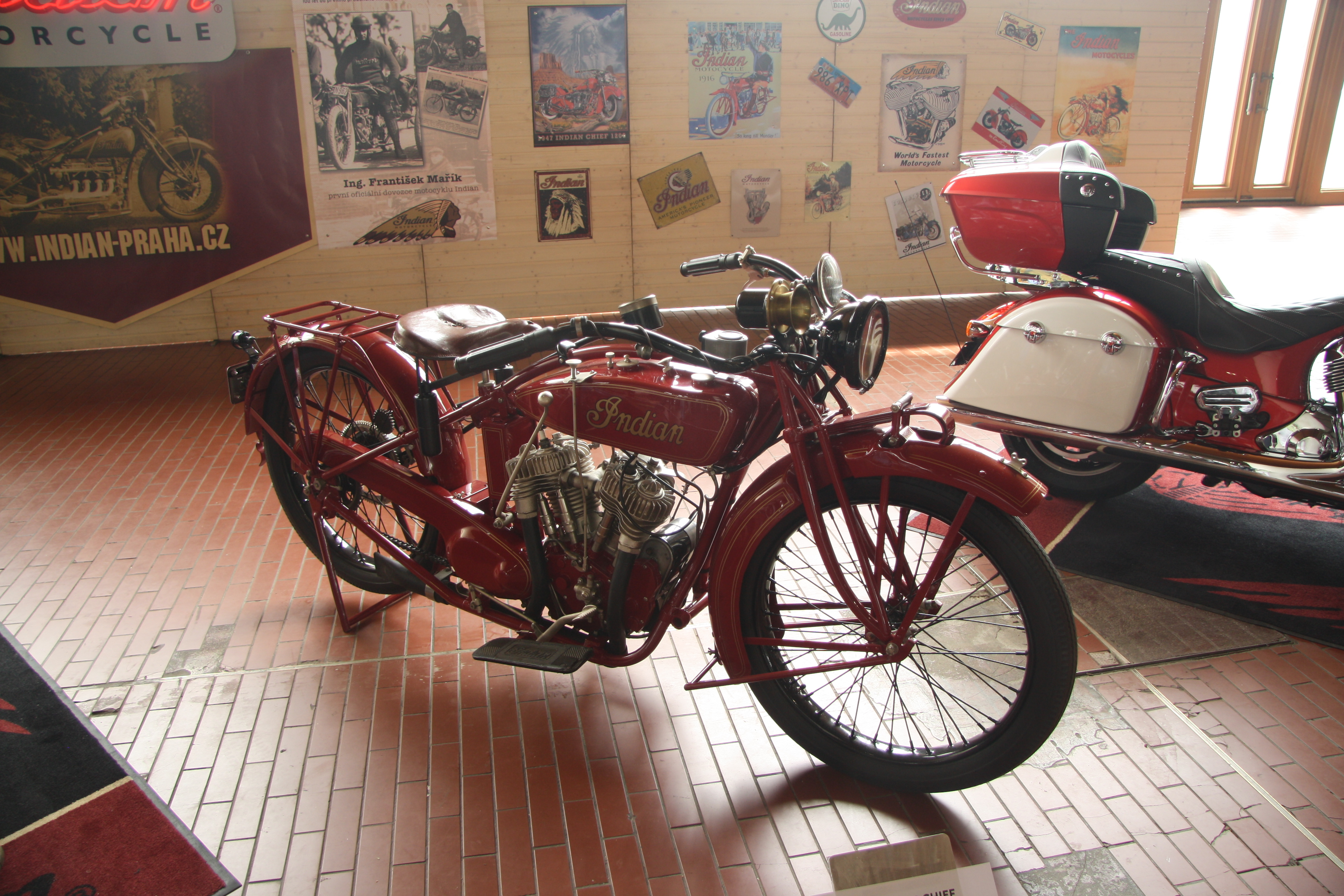
Indian Big Chief (1924).

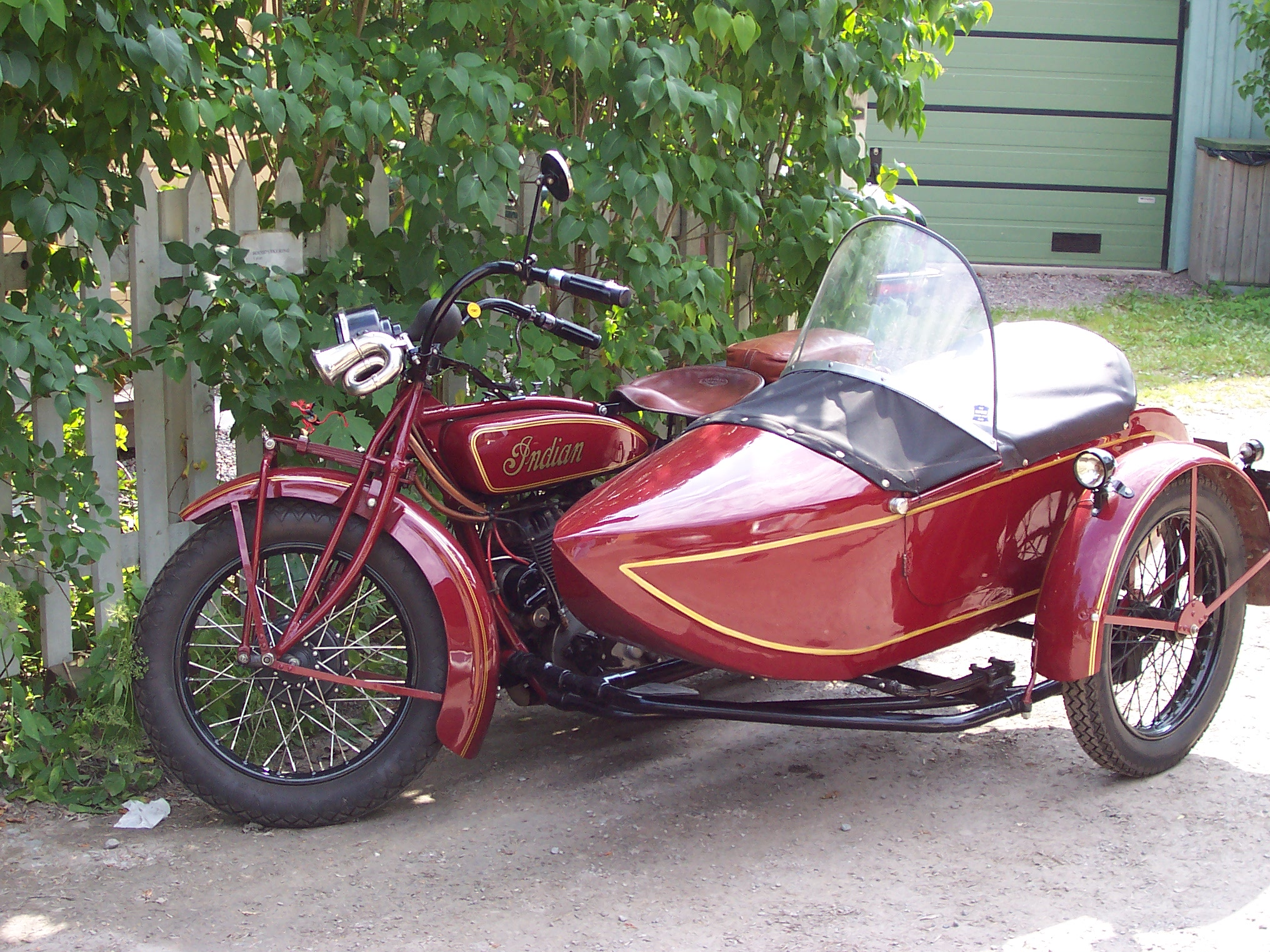
Indian Big Chief avec side-car (1928)

La Chief est dotée initialement d'un moteur V-twin de 61 ci (1 000 cm3) à soupapes latérales. Elle a un cadre berceau rigide à l'arrière, une fourche suspendue, un kick positionné côté gauche, une selle monoplace, un porte bagage arrière et un levier de changement de vitesses du côté droit du réservoir commandant une boîte à trois rapports. Une version avec side-car Princess est également proposée. Dès 1923, Indian propose en outre une version Big Chief équipée du même moteur dont la cylindrée est portée à 74 ci (1 200 cm3). La Chief rencontre immédiatement un grand succès commercial, y compris chez les forces de police.
Plusieurs améliorations sont apportées à la Chief jusqu'en 1926 : pneus plus gros, nouvelle fourche, nouveaux kick, système de lubrification et frein arrière, embrayage ou encore boîte de vitesses. Et à partir de 1924 Indian permet à ses clients de commander des versions aux performances améliorées en usine dotées de moteurs dits « B ».

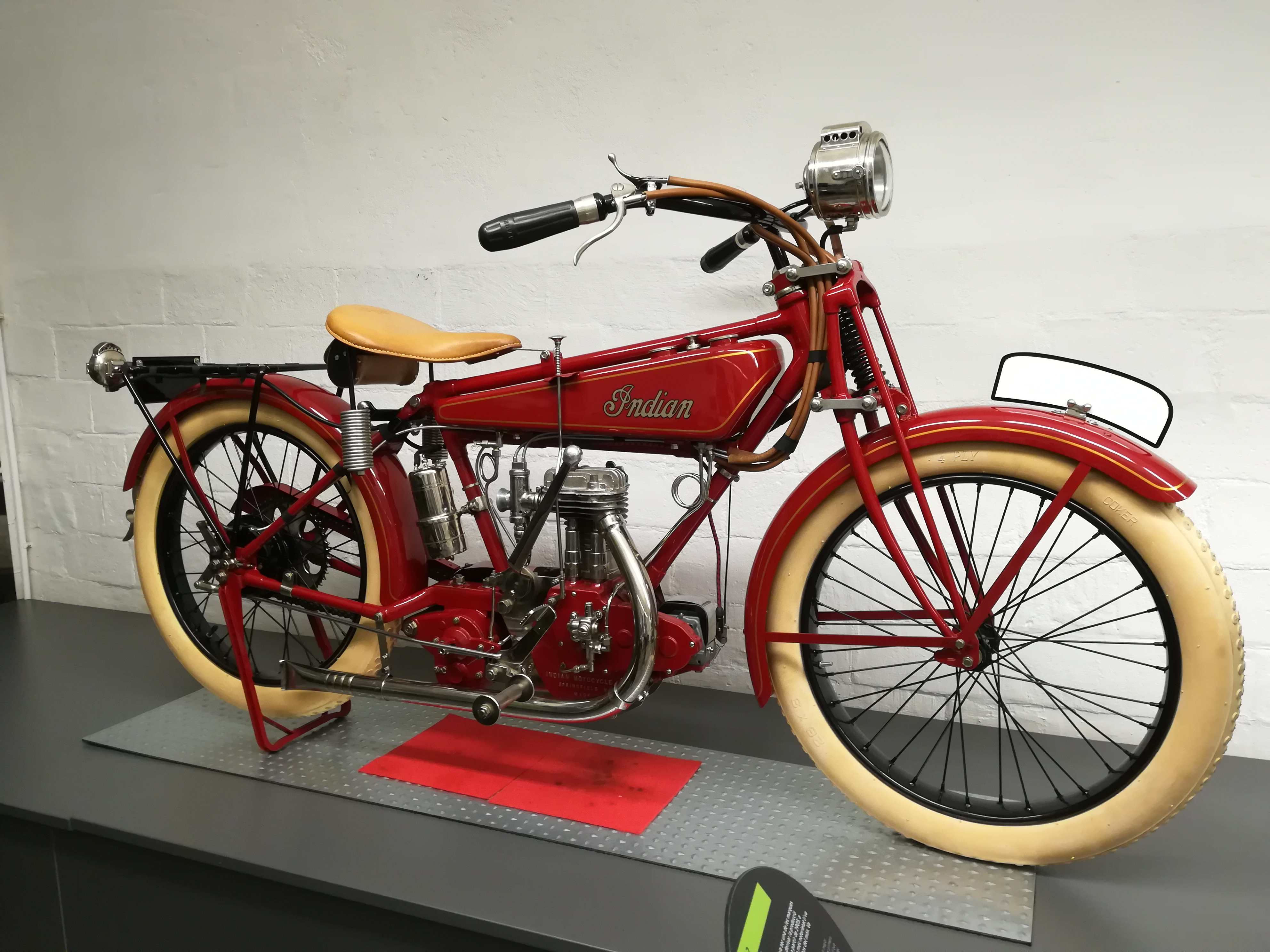
Indian Prince (1925).

En 1925, Indian complète sa gamme vers le bas avec la Prince. Dotée d'un monocylindre à quatre temps à soupapes latérales de 21,3 ci (350 cm3) et 6 ch, d'une fourche à amortisseur Girder et d'une boîte à trois rapports, elle pèse 123 kg et peut atteindre 97 km/h.
En 1927, Indian rachète la technologie et les outillages de Ace, dont il incorpore le modèle phare à sa gamme sous le nom d'« Indian Ace » puis « Indian Four ». L'Indian Four est une luxueuse et puissante moto dotée d'un moteur quatre cylindres en ligne de 1 250 cm3, réputée comme la plus rapide moto de son époque.

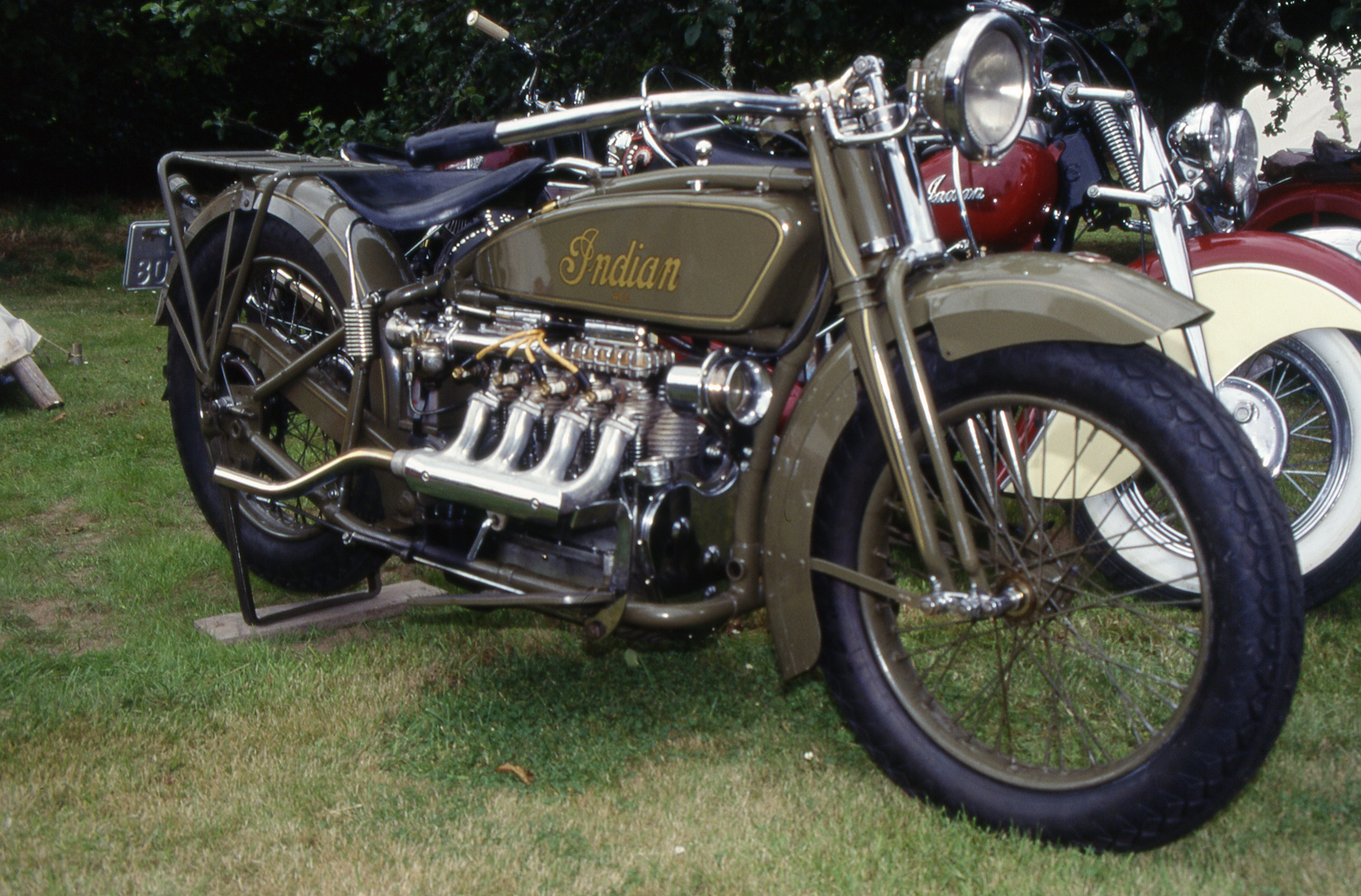
Indian Four (1927).

L'année 1928 est riche en nouveautés : tous les modèles sont équipés d'un frein avant, la Four est totalement intégrée à la gamme Indian en adoptant l'emblématique livrée rouge vermillon et une nouvelle version de la Scout est lancée : la Scout 101. Elle est dotée d'un nouveau cadre lui assurant une bonne tenue de route, et propose deux motorisations : 37 ci (600 cm3) et 45 ci (740 cm3). La version la plus puissante, surnommée « 740 », devient le modèle sportif de la gamme.

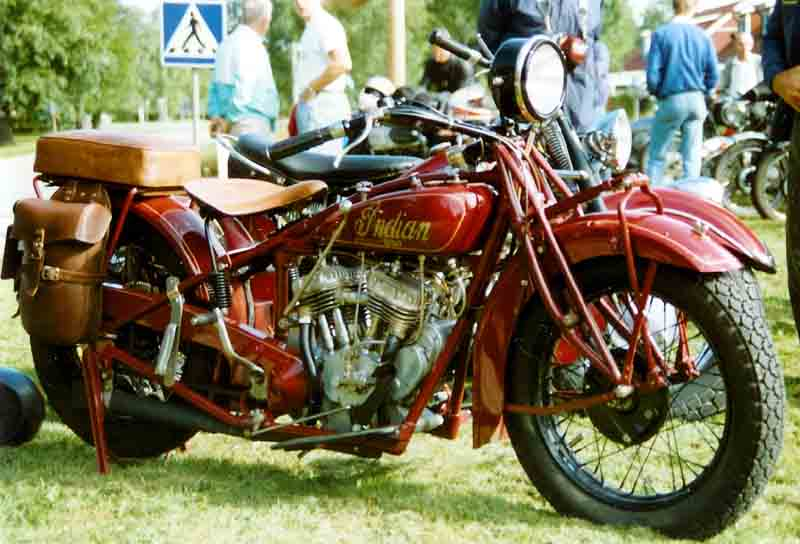
Indian Scout 740 (1928).

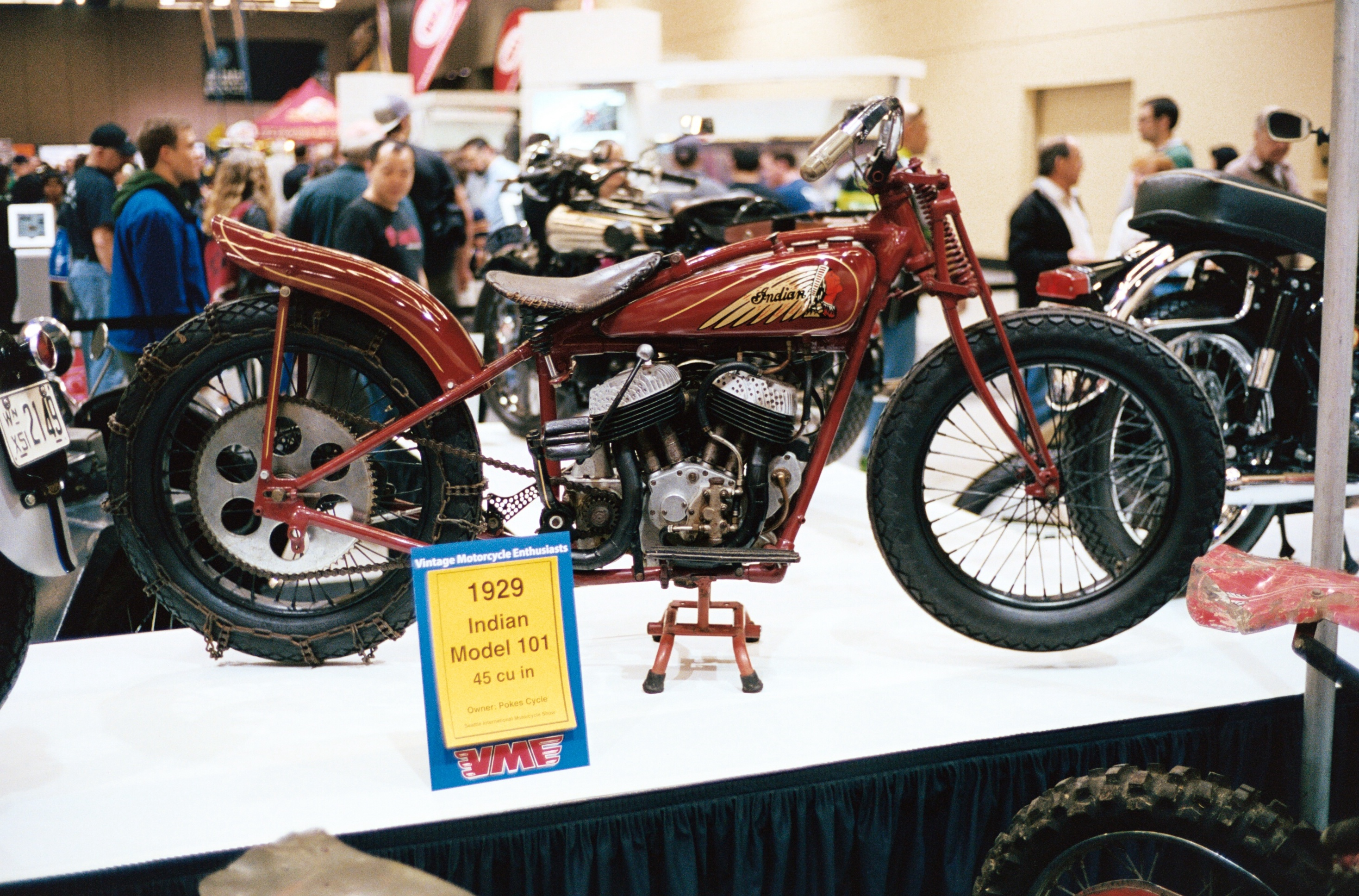
Indian Scout 101 en version en (1929).

En 1928, Indian propose une gamme complète allant du monocylindre de 350 cm3 au quadricylindre de 1 250 cm3 et a repris l'ascendant technique aux États-Unis. Mais ses ressources de recherche et développement sont, dès 1927, concentrées sur la Scout et la fiabilisation de l'Indian Four, au détriment de la Chief qui perd progressivement sa compétitivité par rapport à ses rivales Harley. Le positionnement de la Scout par Indian amène en outre à une cannibalisation de la Chief par la Scout, y compris sur le marché des forces de Police.
Quant à la Prince, elle ne rencontre qu'un succès limité, notamment à cause de la compétition avec l'offre correspondante de Harley et ne sera plus commercialisée après 1928.
En 1929, le marché automobile est à son pic historique aux États-Unis, alors que le marché des motos stagne. C'est alors que la grande dépression arrive, qui va frapper de plein fouet toute l'économie américaine, puis mondiale.

### Années 1930: lutte pour la survie et relance
En 1930, l'industriel Eleuthère Paul Du Pont, dont la famille a fondé le groupe industriel DuPont, rachète Indian et en prend la direction. La situation de l'entreprise est très difficile : le marché s'effondre, les clients comme les concessionnaires se plaignent de la faible qualité de la Chief, et l'Indian Four, dont la fiabilité est également critiquée, est désormais bien trop chère compte tenu de la crise économique en cours,.
Le nouveau dirigeant définit et met en place une stratégie commerciale et technique qui se base sur la relance, après de substantielles améliorations de son moteur et de sa finition, de la Chief, la mise en commun systématique d'un maximum de pièces entre les familles Scout, Chief et Four, et l'élargissement de la gamme vers un modèle de moyenne cylindrée.
Excelsior, troisième constructeur américain derrière Harley-Davidson et Indian, cesse ses activités en septembre 1931 : Indian et Harley sont désormais les deux seuls constructeurs américains.

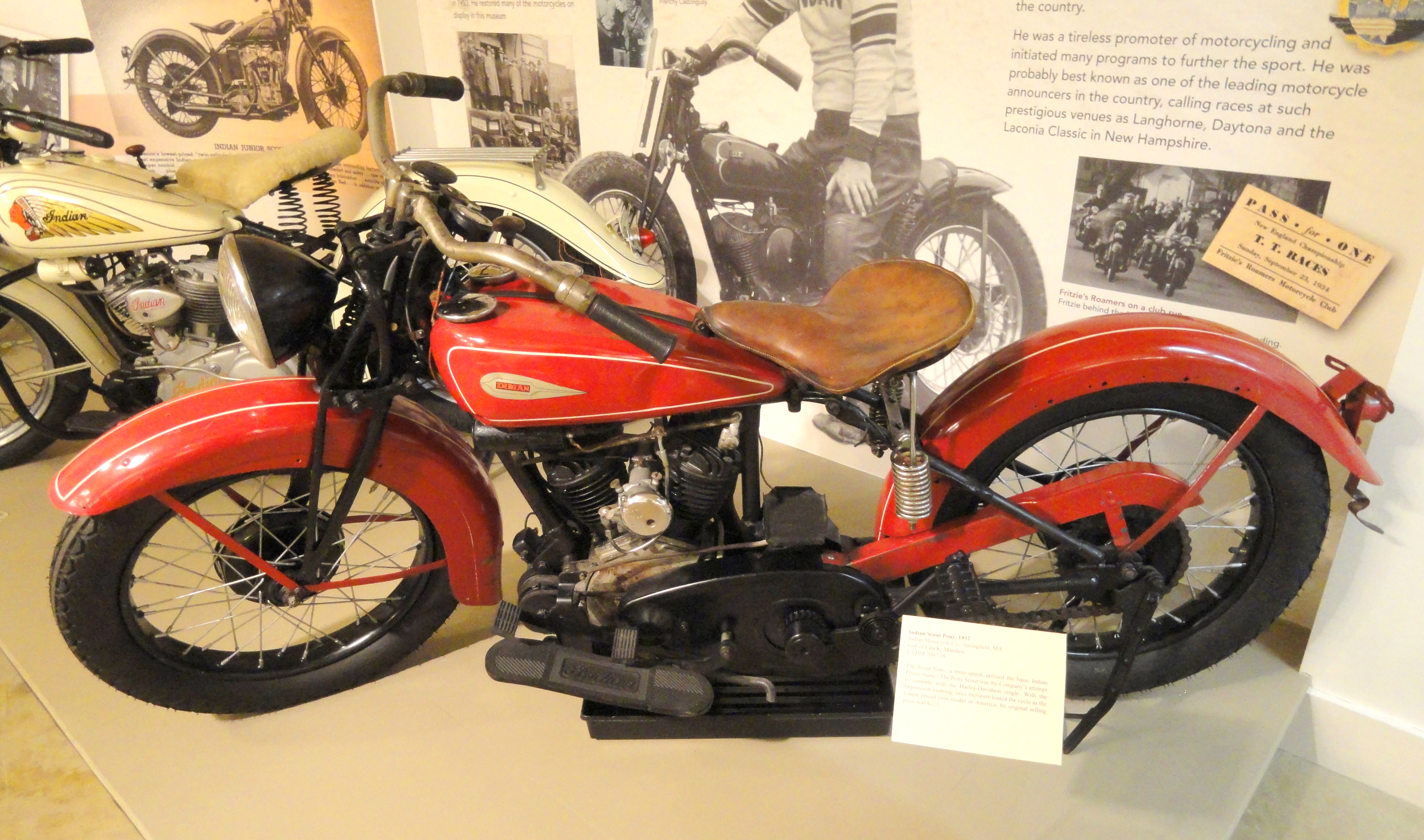
Indian Scout Pony (1932).

Dès 1932, toute la gamme est profondément modifiée :
- la Four, déjà améliorée en 1929, reçoit une nouvelle selle et un nouveau réservoir. Son prix baisse à 400 $ ;
- la Chief a un nouveau cadre, une selle abaissée, des roues plus grandes et une nouvelle peinture. Pour attirer les clients de Harley, Indian propose en option d'avoir le levier de changement de vitesses côté gauche du réservoir comme sur les modèles concurrents ;
- la Standard Scout remplace la Scout 101. Pour des raisons d'économie, la Standard reçoit le même cadre que celui de la Chief, au détriment de son poids et de son agilité. Elle sera produite jusqu'en 1937[27] ;
- la Scout Pony est lancée et, à 225 $, constitue l'entrée de gamme Indian[41]. Elle est dotée d'un V-twin de 30,5 ci (500 cm3). Elle sera produite jusqu'en 1934[27]. Une éphémère version de 45 ci, dénommée « Motoplane », n'est produite qu'en 1933[42].

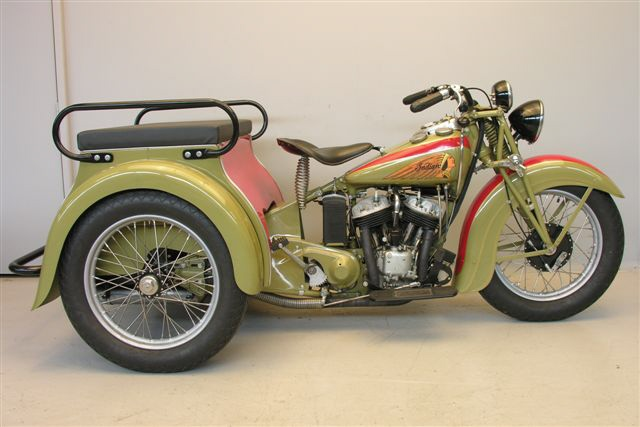
Indian Dispatch Tow (1939).

Le Dispatch Tow, lancé en 1931, complète la gamme en visant le marché des professionnels ayant besoin de capacité de transport de marchandises et d'équipement. C'est un trike, avec un coffre situé entre les deux roues arrière, dont la mécanique, initialement dérivée de celle de la Scout 101, est remplacée par celle de la Sport Scout en 1934. Le Dispatch Tow sera fabriqué jusqu'au début des années 1940.
Malgré ces efforts, Indian ne vend que 1 667 motos en 1933, soit 5 % environ de sa capacité de production.

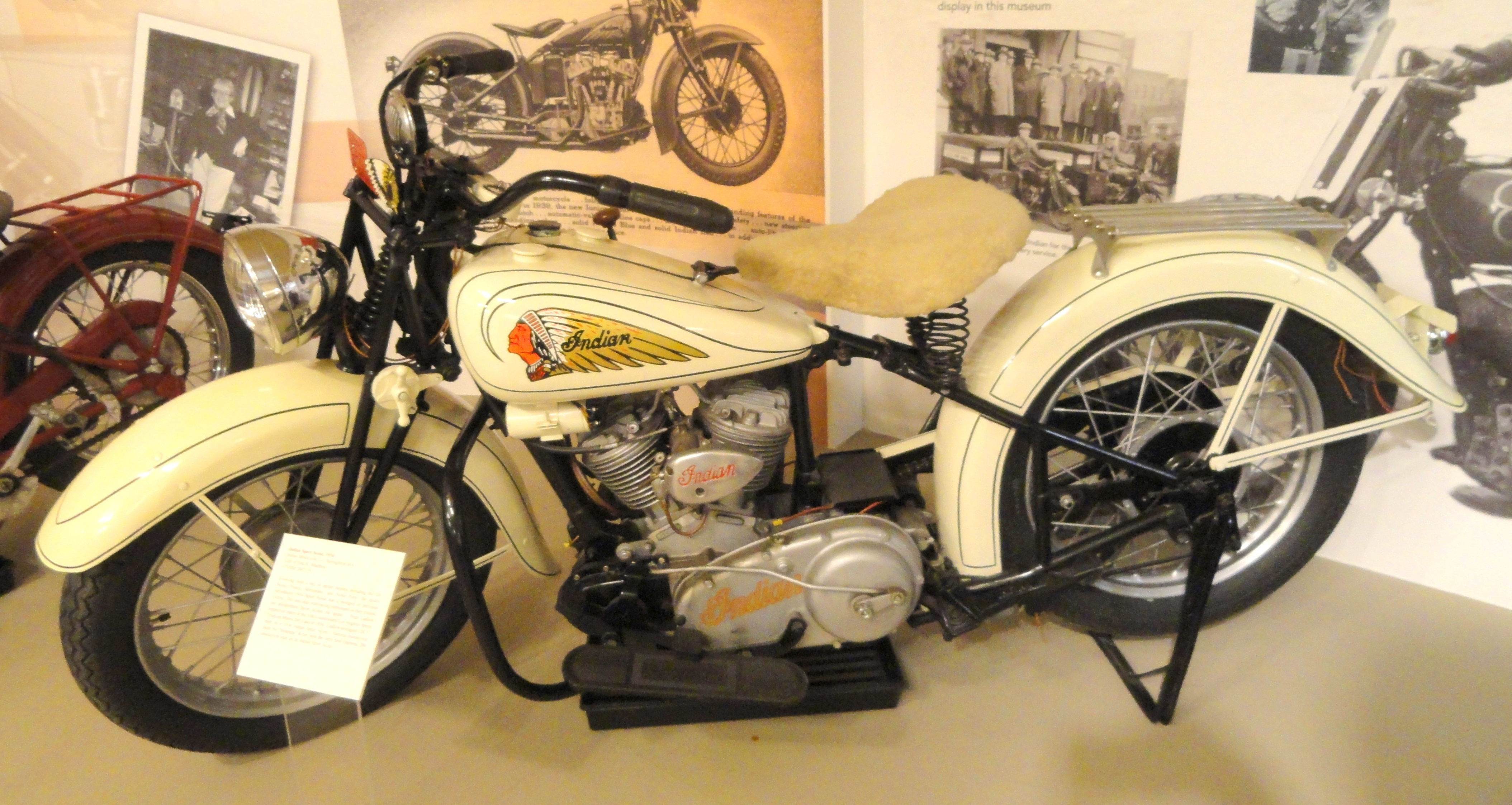
Indian Sport Scout (1934).

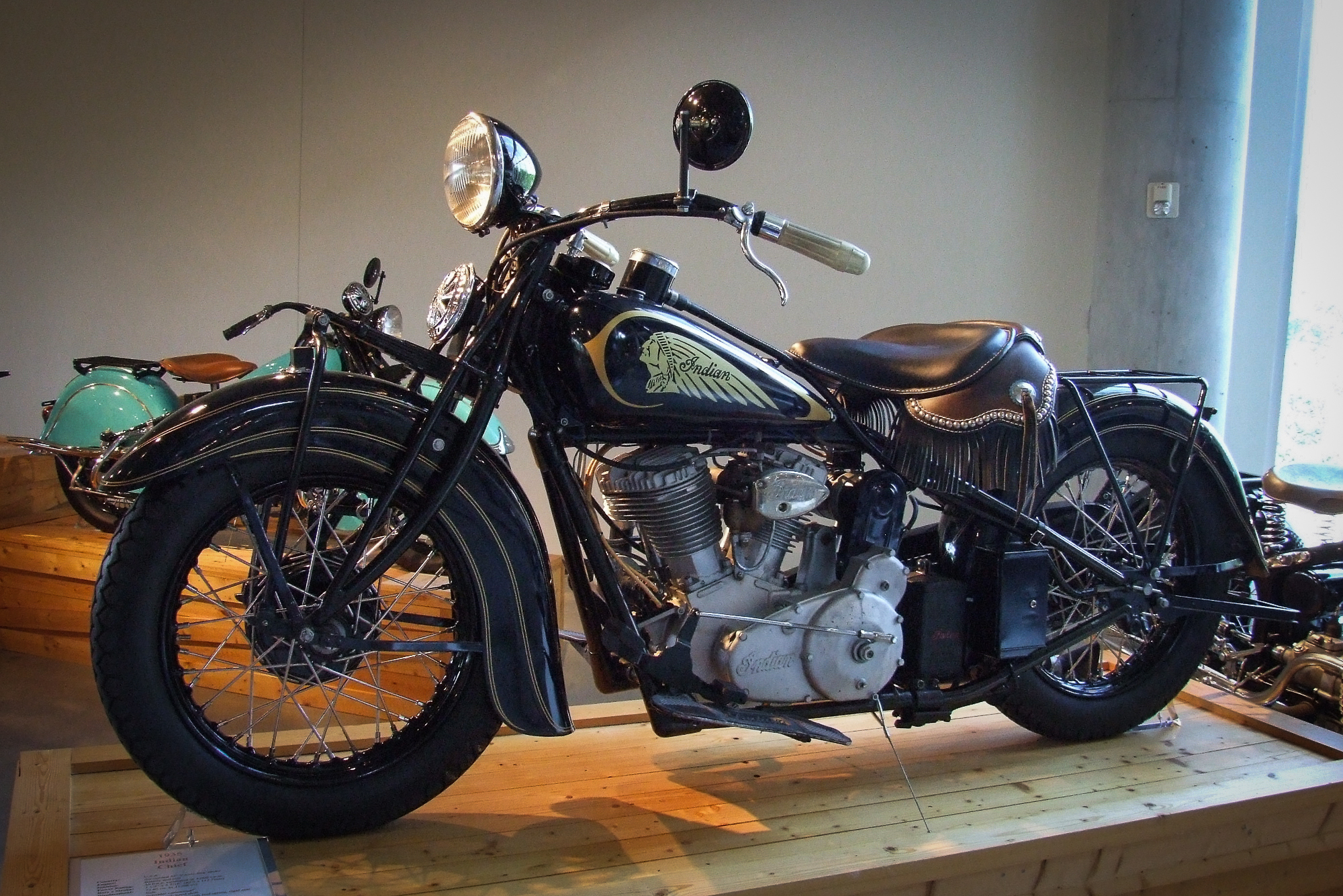
Indian Chief (1935).

En 1934, Indian dote les Scout et Chief d'une transmission primaire par chaîne, moins bruyante, plus légère et moins chère à fabriquer que la précédente transmission par engrenages. E. P. Du Pont met en outre à profit ses liens familiaux et industriels pour avoir accès à une très large variété de peintures qui permet à Indian de proposer jusqu'à 24 options de finition. Les finitions bicolores deviennent rapidement populaires et caractéristiques de la marque.
La même année, une nouvelle Scout est lancée : la Sport Scout. Ce modèle vise à renouer avec une offre plus sportive incarnée précédemment par la Scout 101 et sera produit jusqu'en 1942. Il est doté du V-twin 45 ci de la marque, d'une nouvelle pompe à huile, d'une fourche Girder à ressort, du cadre diamant léger de la Pony, de jantes 18", et ne pèse que 168 kg. Il sera la base de nombreuses personnalisations en bobber après la fin de la Seconde Guerre mondiale. Et il permet à Indian de redevenir compétitif en course par rapport à Harley.
En 1935, la Junior Scout, plus connue sous le nom « Thirty-Fifty », remplace la Pony comme entrée de gamme. Elle est dotée d'un cadre diamant simple berceau et d'une fourche Girder mono ressort dérivée de celle de la Prince. Elle sera produite jusqu'en 1940.

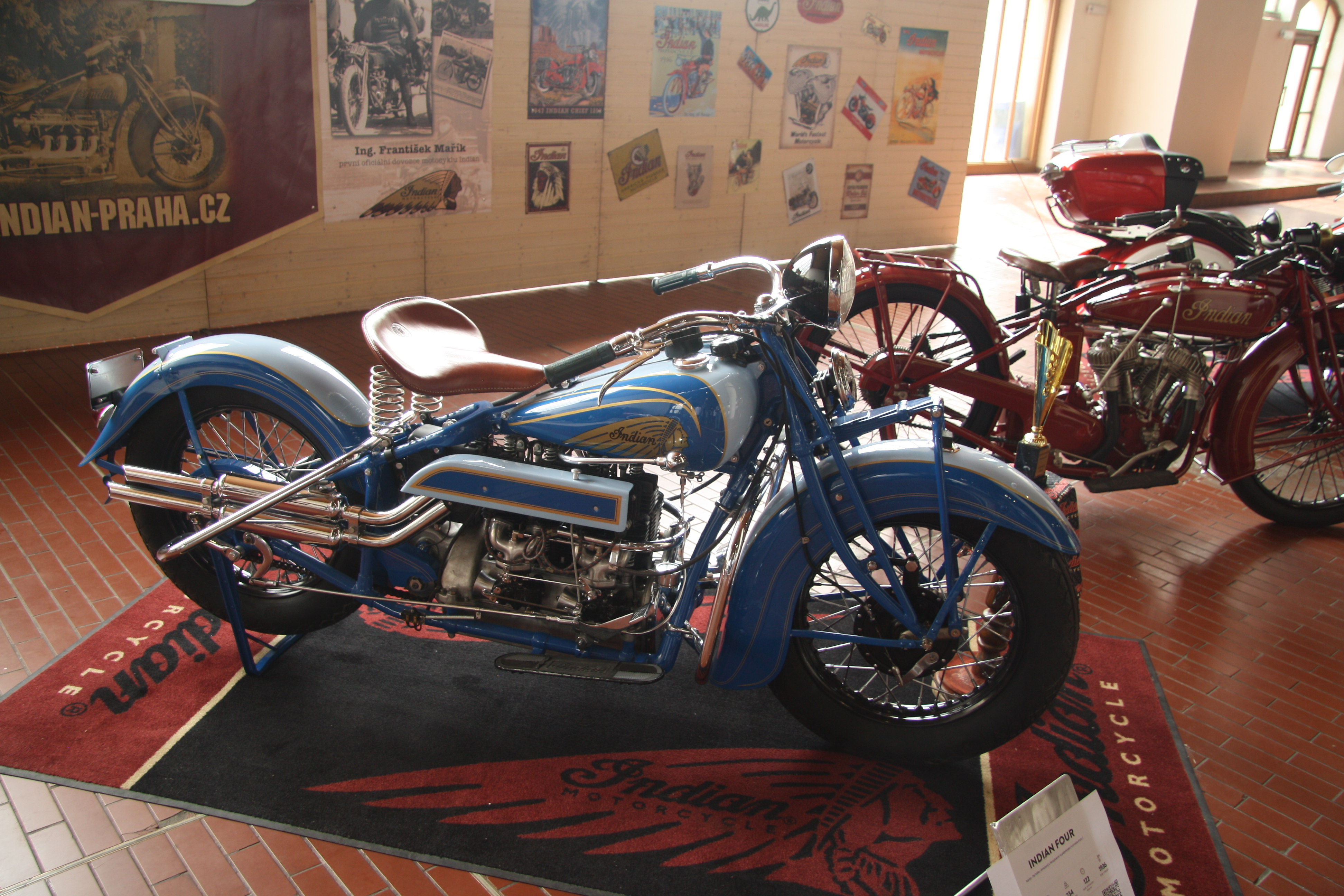
Indian Four en (1936).

La Four continue d'absorber une grande partie de la capacité d'ingénierie d'Indian, notamment pour la mise au point d'un nouveau moteur dont Indian équipe la Four en 1936. Ce moteur sera surnommé « Upside Down » : il est semblable à un moteur IOE dont la position des valves est inversée (échappement au-dessus de l'admission). Cette innovation va s'avérer un échec total : le moteur ne rencontre aucun succès et disparait après seulement deux années de production, il a absorbé une grande partie des moyens d'ingénierie de la marque, et Indian ne dispose pas de moteur aussi performant que le moderne Knucklehead OHV de Harley-Davidson sorti la même année.
La décoration de réservoir par une tête de chef Indien apparait dans la première moitié des années 1930, d'abord sur la Sport Scout, puis sur les autres modèles de la gamme. Initialement monochrome, elle devient multicolore en 1936 et constitue depuis un signe très distinctif de la marque.
À la fin des années 1930, Indian dispose de nouveau d'une gamme assez complète de quatre modèles : la Scout Junior de 30,5 ci (proposée à 215 $ au catalogue de 1938), la Sport Scout de 45 ci au caractère plus sportif, la Chief de 74 ci et la Deluxe 4 (nom commercial de la Four, dotée d'un nouveau moteur plus souple et plus fiable que le « Upside Down », proposée à 695 $ au catalogue 1938). Les Sport, Chief et Four sont dotées de série d'un compteur de vitesse, leur instrumentation est montée sur le réservoir et tous les modèles sont proposés, en option, avec un choix de plusieurs peintures métallisées. En compétition, la Chief et la Sport établissent plusieurs records de vitesse et surpassent régulièrement leurs rivales Harley-Davidson.
```
                                             
Sport Scout (1939)
```

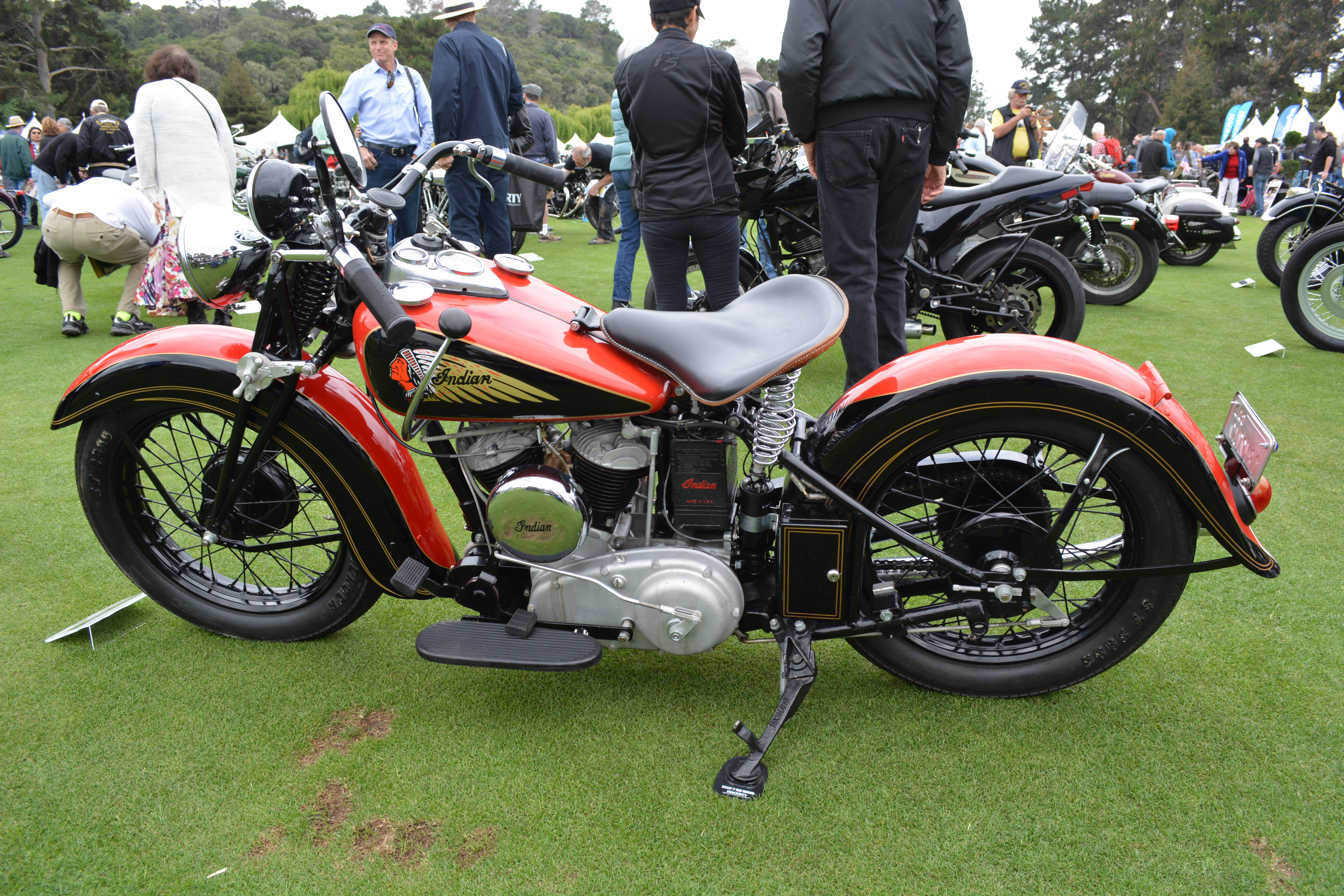

Un des derniers exemplaires produits de Sport Scout permet de voir une grande partie des équipements et options des modèles Indian de la fin des années 1930 :
- peinture deux tons rouge/noir avec filets dorés ;
- flancs du réservoir avec tête de chef Indien polychrome ;
- cadre et bas de cylindres noirs ;
- fourche Girder à dureté réglable ;
- direction à dureté réglable ;
- éclairage électrique complet avec batterie sous la selle ;
- boîte à outils fermant à clé dans le cadre côté gauche ;
- larges repose pieds ;
- selle monoplace articulée au réservoir et amortie par ressorts ;
- frein arrière et embrayage commandés au pied ;
- frein avant commandé par levier au guidon ;
- avertisseur sonore chromé en forme de tête d'Indien au-dessus du phare ;
- changement de vitesses par levier au réservoir.

L'instrumentation, complète, est intégrée dans une platine en forme de goutte d'eau posée sur le réservoir. On y trouve un ampèremètre à l'avant gauche, un contacteur à clé à l'avant droite et un compteur de vitesse au centre.
Le réservoir comporte trois orifices de remplissage : un à l'avant droite pour l'huile, les deux autres pour l'essence.
Sur cet exemplaire, le levier de changement de vitesse est, contrairement à la configuration standard chez Indian, à gauche du réservoir. Il s'agit d'une option proposée pour attirer les clients de Harley-Davidson.

### Seconde Guerre mondiale et années 1940: espoirs déçus et déclin

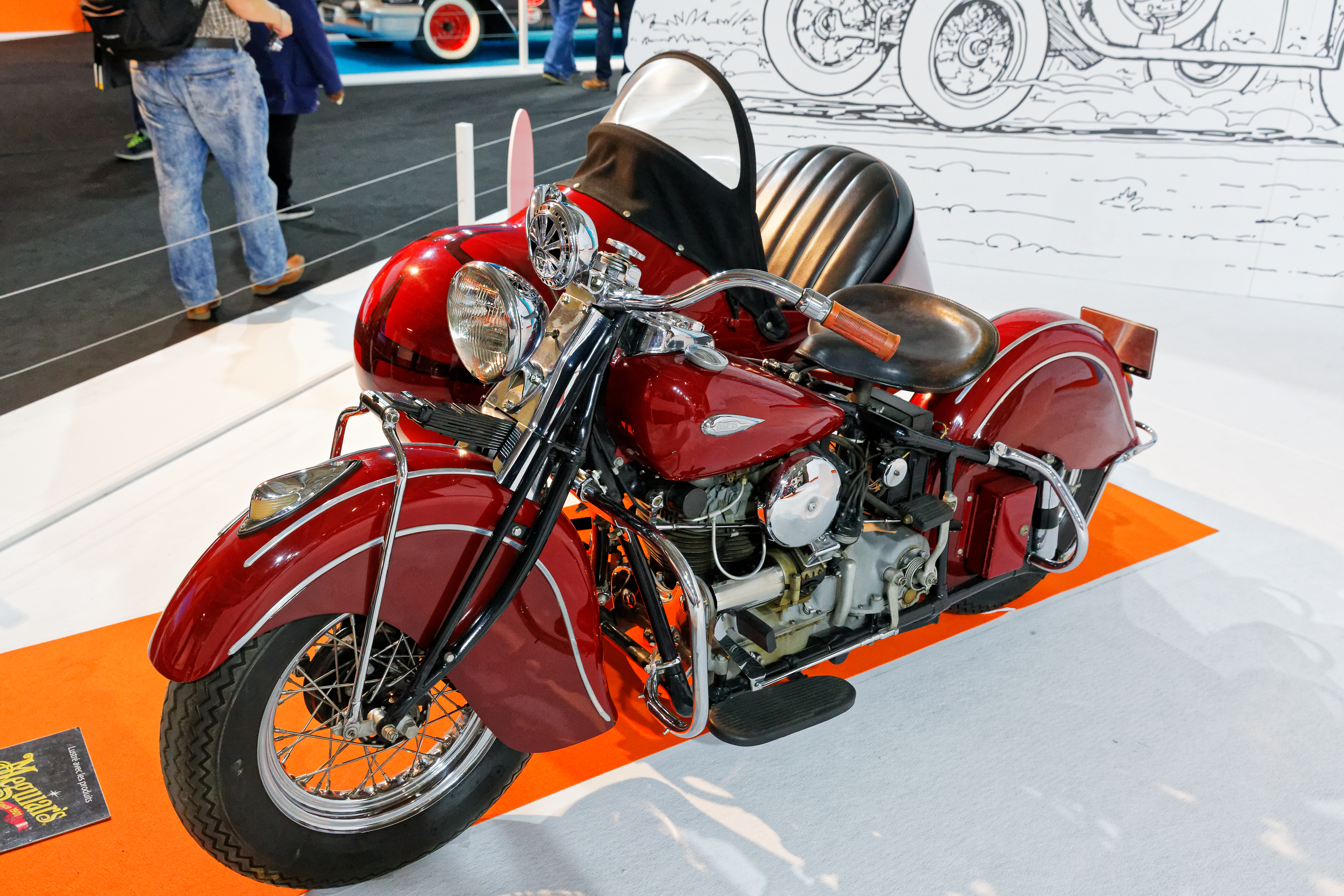
Indian Four avec side-car, suspension arrière, longues « jupes » et éclairage sur le garde-boue avant (1941).

Indian débute les années 1940 par une évolution esthétique importante en dotant tous ses modèles de garde-boue très enveloppants, parfois qualifiées de « jupes ». La Sport, la Chief et la Four sont en outre équipées d'une suspension arrière et d'un éclairage de position sur le garde-boue avant. Une béquille centrale et une béquille latérale remplacent l'historique système articulé à la roue arrière.
La production d'Indian en 1940 dépasse les 10 000 unités, quasiment à parité avec celle de Harley-Davidson. Mais cette performance apparemment excellente est trompeuse : elle inclut une commande exceptionnelle de 5 000 Chief 340B équipées de side-cars passée par l'armée française. Sur le marché civil, Indian ne livre qu'environ la moitié des volumes de son grand rival.
Les États-Unis entrent en guerre à la fin de 1941 et, comme lors de la Première Guerre mondiale, passent de très importantes commandes de motos, tant pour leurs propres besoins que pour ceux de leurs alliés. Indian a des capacités techniques et industrielles limitées, qui vont alors être presque entièrement dédiées à l'effort de guerre.

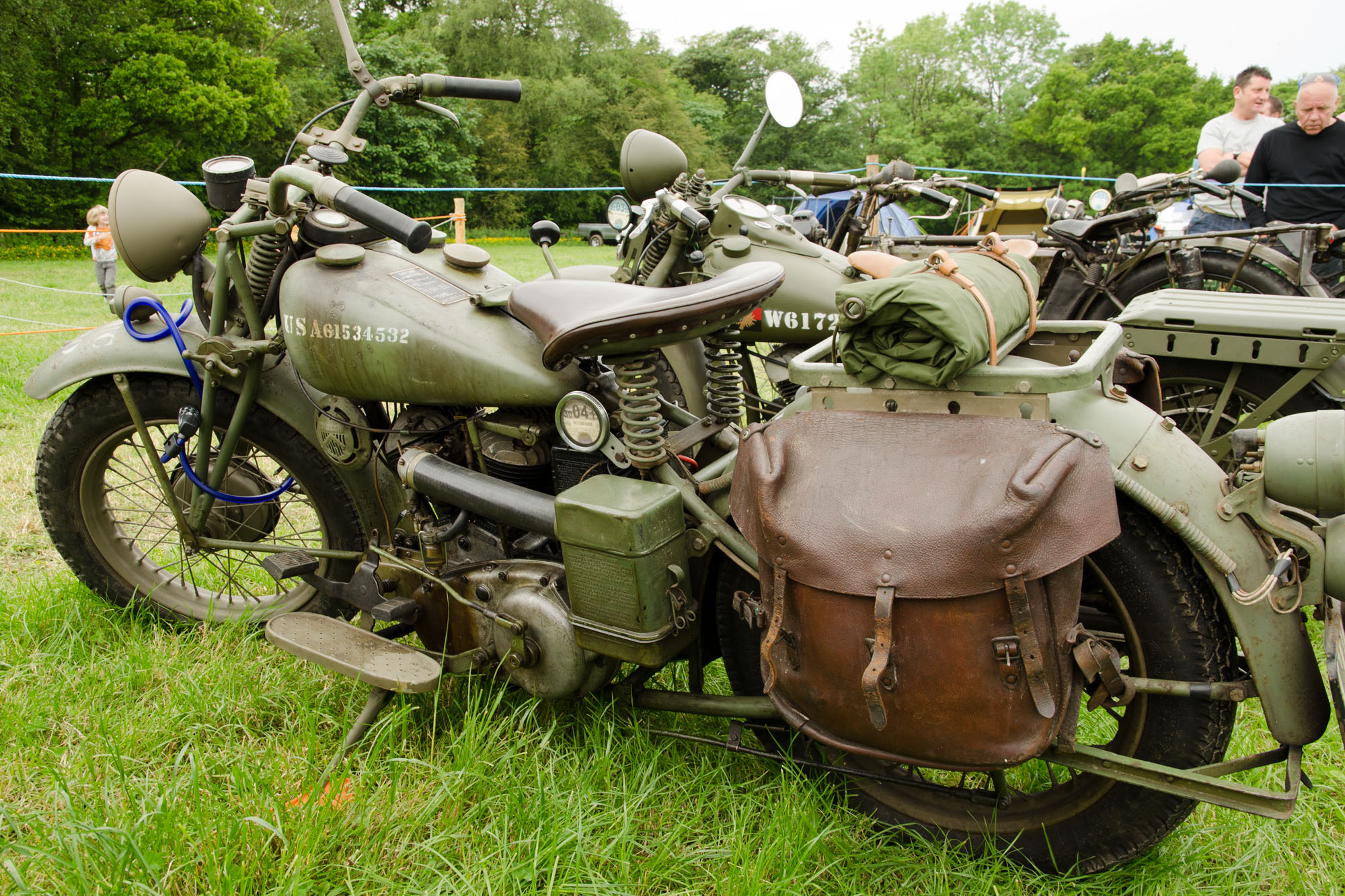
Indian Scout 741 (1942).

L'armée américaine commande environ 3 000 Chief 340B et 2 500 Scout 640B. Mais l'essentiel des livraisons d'Indian durant la guerre sont réalisées avec la « 741 », une version militarisée de la Junior Scout avec une boîte de Chief, un cadre réhaussé et renforcé, une fourche Grinder et un moteur dont le taux de compression a été réduit pour lui permettre d'utiliser de l'essence de faible qualité. La Scout 741 sera fabriquée à 38 000 exemplaires livrés pour la plupart aux forces du Commonwealth et pour 9 000 exemplaires aux forces soviétiques.

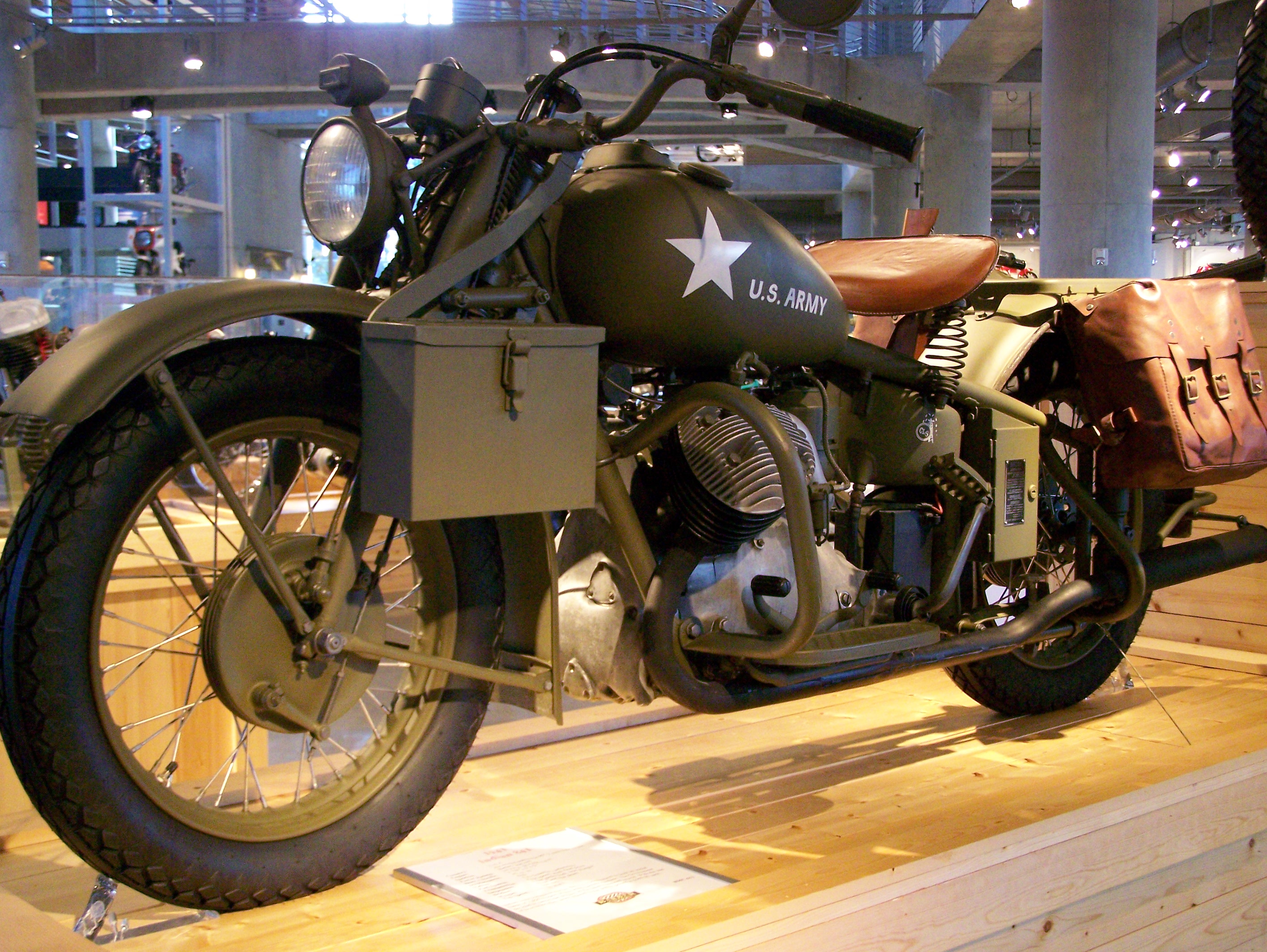
Indian 841 (1943).

À la demande de l'armée américaine, Indian développe en outre un autre modèle : la « 841 ». C'est un modèle unique dans l'histoire d'Indian puisqu'il est doté d'un bicylindre en V ouvert à 90° de 45 ci disposé longitudinalement et d'une transmission secondaire par arbre et couple conique. La 841 ne sera produite qu'à un millier d'exemplaires expérimentaux et ne sera pas utilisée sur les champs de bataille.

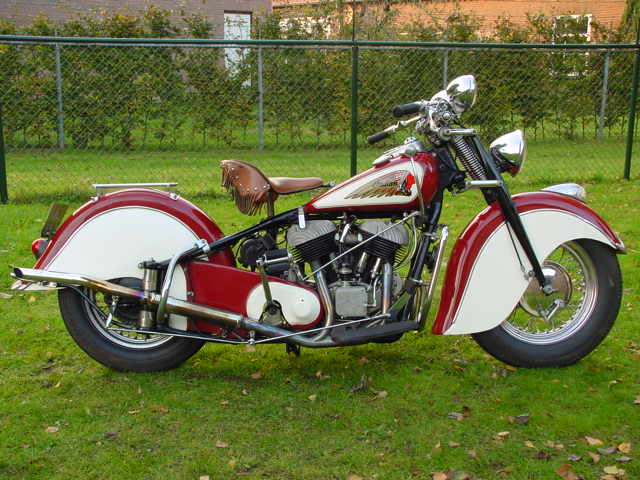
Indian Chief Roadmaster(1948).

Indian a environ un tiers du marché militaire durant la guerre mais, comme lors du précédent conflit mondial, n'en tire aucun profit : les marges négociées avec l'armée sont très faibles, et, à la fin du conflit, les stocks impayés de pièces détachées sont importants. Indian, dont les équipements de production sont obsolètes, est contraint d'arrêter la fabrication de tous ses modèles civils à l'exception de la Chief, qui réapparait sous le nom Roadmaster.
La santé de DuPont déclinant et le contraignant à quitter ses fonctions opérationnelles, le conseil d'administration d'Indian décide fin 1945 de céder le contrôle de la société à un groupe d'investisseurs regroupés autour de Ralph B. Rogers, qui prend la tête de l'entreprise.

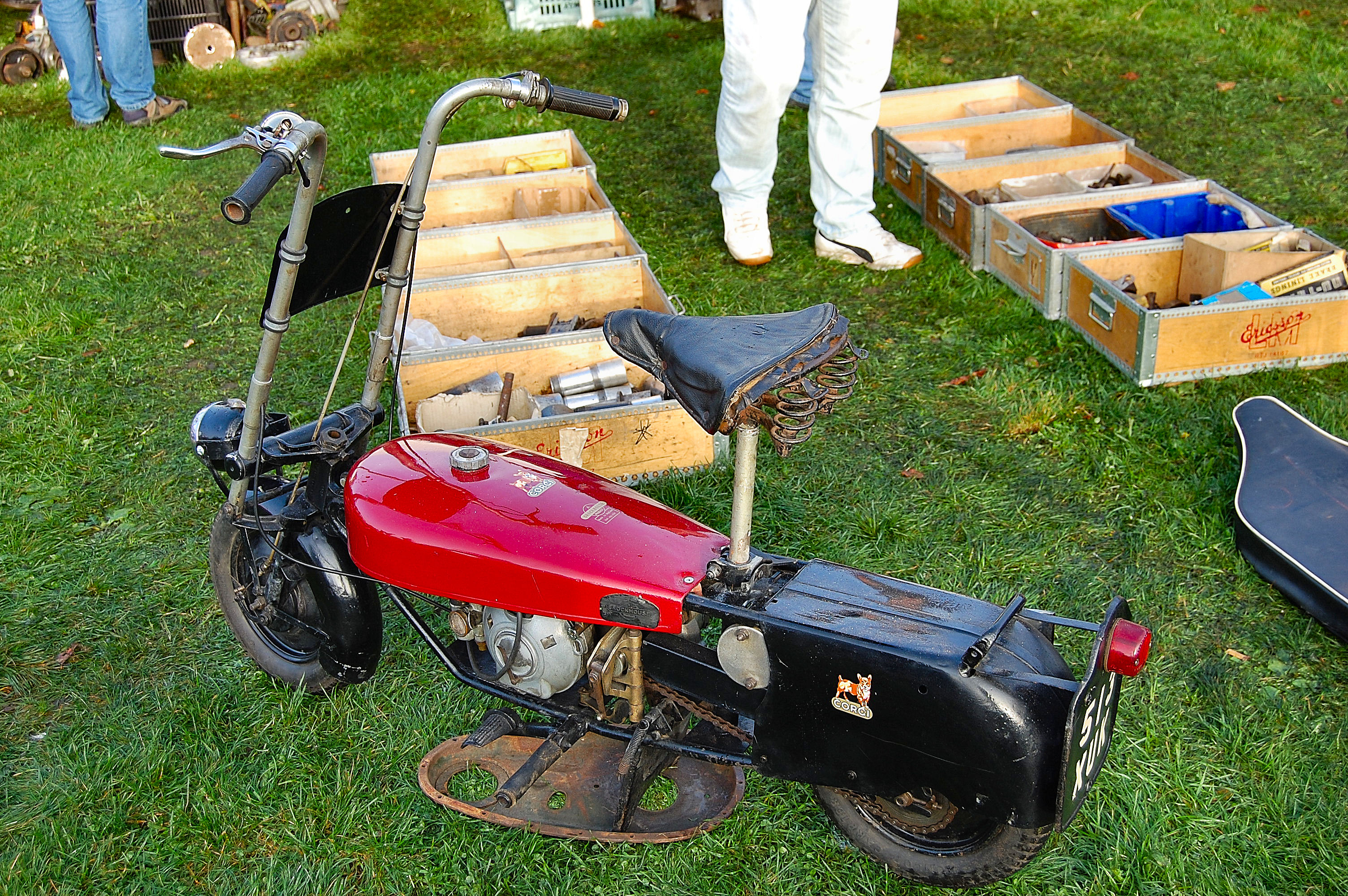
Le scooter Corgi, modèle jumeau du Papoose (1947).

Rogers décide d'élargir rapidement l'offre d'Indian vers des modèles de petite et moyenne cylindrée.
Indian commercialise ainsi sous sa marque dès 1947 deux modèles de petite cylindrée. Le premier est un monocylindre à deux temps de 123 cm3 qui est un modèle de marque CZ rebadgé Indian. Le second est le Papoose, une machine très spéciale importée d'Angleterre où elle est fabriquée par le groupe anglais Brockhouse Engineering, qui est aussi un actionnaire important d'Indian. C'est un miniscooter, dérivé d'un modèle destiné aux troupes parachutistes alliées, doté d'un moteur monocylindre à deux temps de 98 cm3 et de roues de 32 cm qui sera produit à plus de 27 000 exemplaires jusqu'à la fin de sa fabrication en 1954.

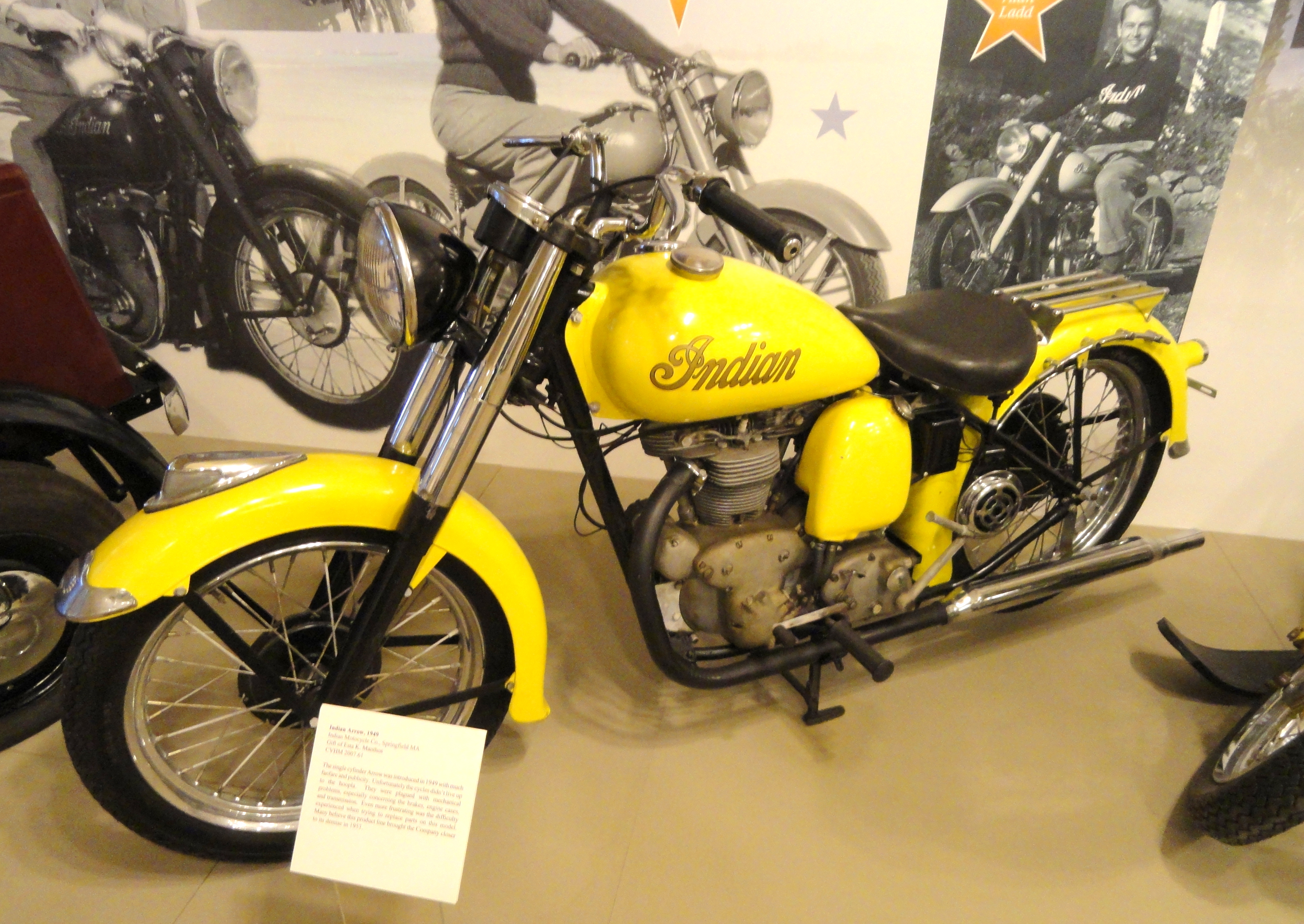
Indian Arrow (1949).

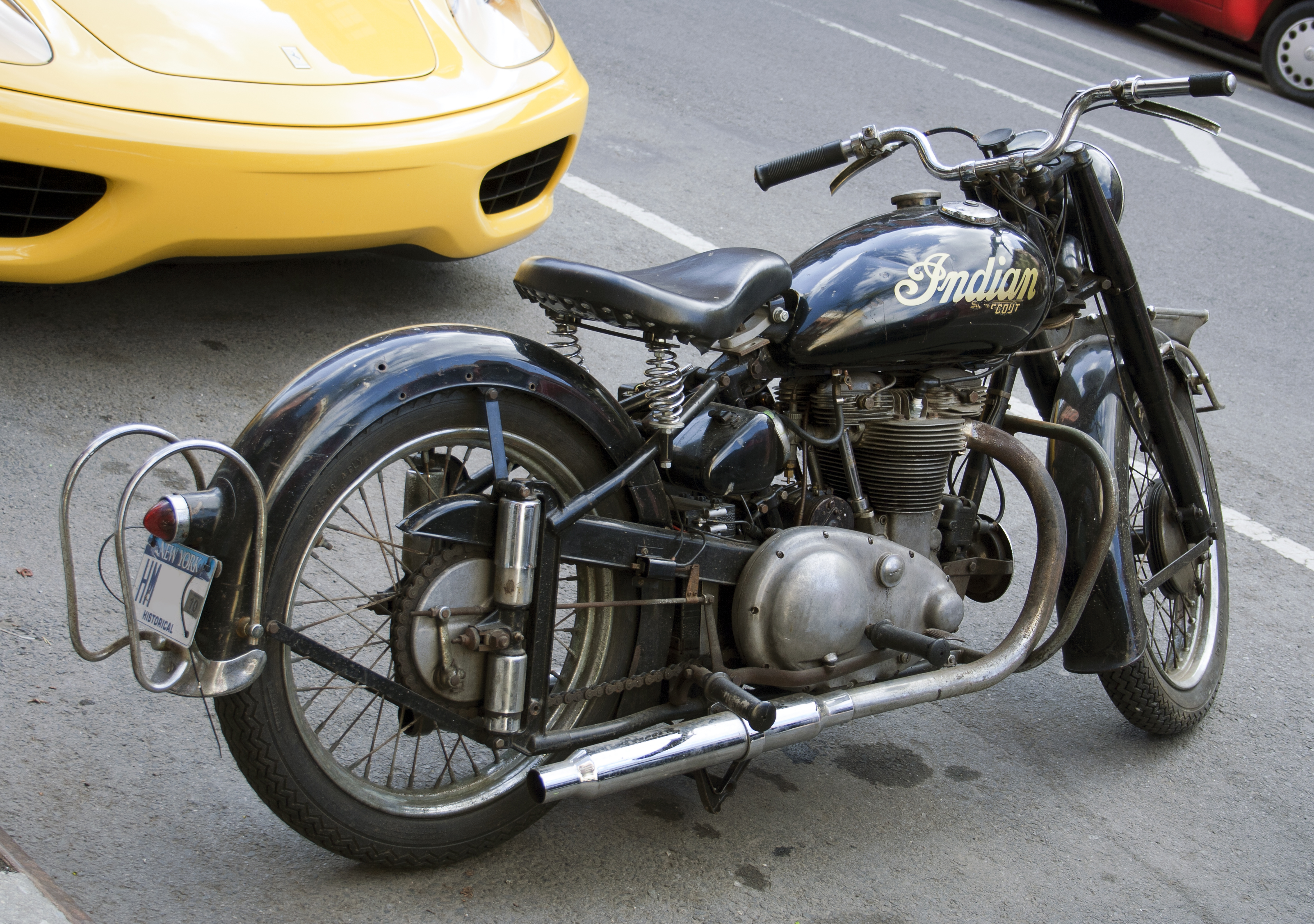
Indian Super Scout (1949)

Et en 1949 sont lancés deux tout nouveaux modèles de moyenne cylindrée, fabriqués eux par Indian :
- la Arrow 149, un modèle léger (111 kg) avec un monocylindre de 220 cm3, une fourche télescopique, et, en option, une suspension arrière. La Arrow sera produite jusqu'en 1950 ;
- la Super Scout 249, avec un bicylindre vertical de 440 cm3 et un cadre entièrement suspendu pour un poids de 127 kg.

La Super Scout est remplacée en 1950 par la Warrior 250, qui est essentiellement le même modèle avec un moteur dont la cylindrée est portée à 500 cm3. La Warrior sera commercialisée jusqu'en 1953.

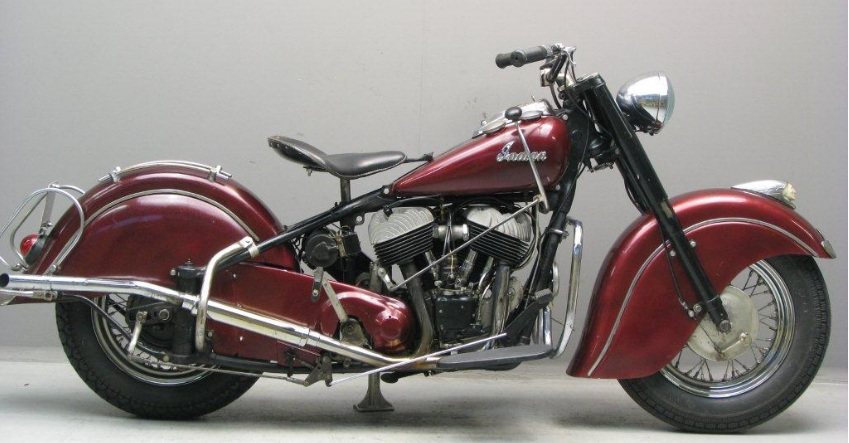
Indian Chief avec fourche télescopique et éclairage avant en forme de tête de guerrier Indien (1950).

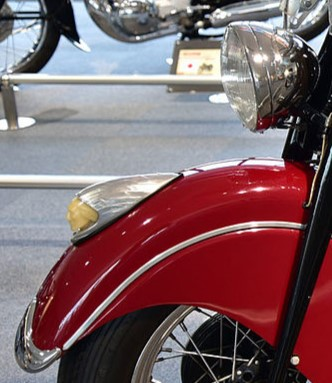
Indian Chief, détail partie avant (1948).

Même si la police et l'armée américaines ont acheté plusieurs centaines de ces machines, elles ne rencontrent pas de réel succès commercial, notamment à cause de problèmes initiaux de fiabilité.
La Chief, qui n'avait pas été produite en 1949, revient en 1950 dans ce qui s'avèrera son ultime évolution. Elle est dotée d'une fourche télescopique et la cylindrée de son moteur, toujours à soupapes latérales, a été portée à 80 ci (1 300 cm3).
En 1950, Brockhouse prend le contrôle d'Indian. Rogers quitte la société et il est remplacé par John Brockhouse, l'un des dirigeants du groupe éponyme.

### Reprise par Brockhouse Engineering (1953-1960)
Au début des années 1950, la concurrence anglaise arrive aux États-Unis : Triumph, notamment, se déploie rapidement, proposant des modèles, comme la 650 Thunderbird 6T, plus performants, plus légers, plus maniables et plus fiables que ceux de Harley et Indian. La forte dévaluation de la livre sterling par rapport au dollar donne en outre un important avantage aux compétiteurs anglais.

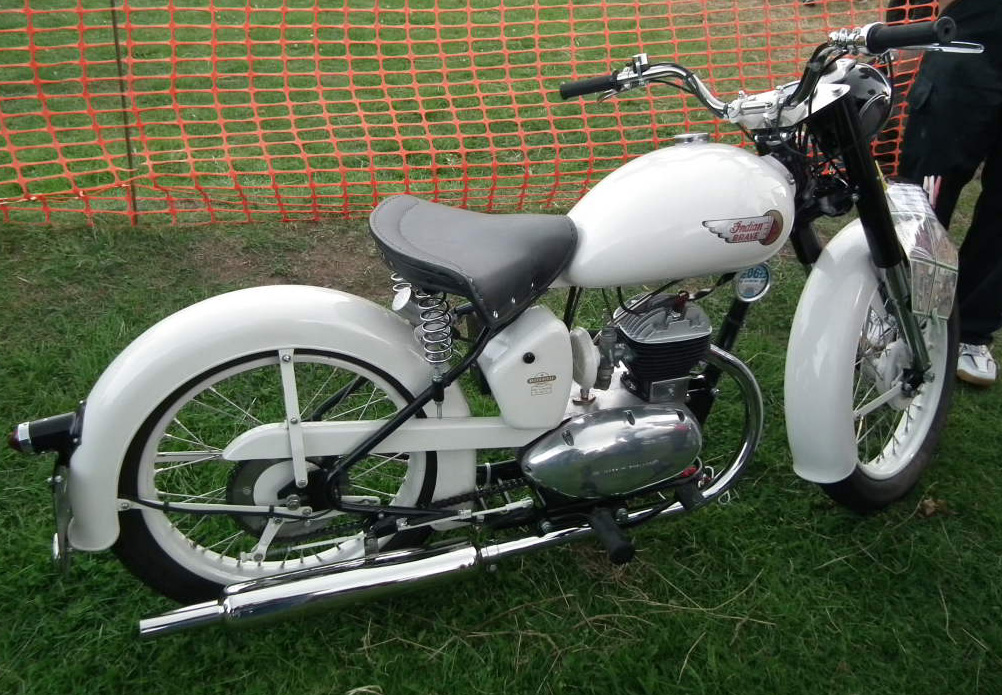
Indian Brave (vers 1951).

En 1951, Indian ajoute à sa gamme la Brave, dotée d'un moteur un monocylindre de 250 cm3, d'une fourche télescopique, d'une boîte à trois rapports et de roues de 18". Elle est fabriquée par Brockhouse en Grande-Bretagne et inscrite au catalogue à 350 $. En 1954, la Brave reçoit une suspension arrière et devient la « Brave S ». Les dernières fabrications ont lieu en 1955.
En 1953, Brockhouse décide d'arrêter les fabrications aux États-Unis. Les derniers modèles américains sont produits pour épuiser le stock de pièces détachées, les installations industrielles vendues et le groupe anglais, qui possède la marque, rebaptise la société en « Indian Sales Corporation ». C'est la fin d'une période de plus de cinquante années d'innovations et de production aux États-Unis. La marque survivra, mais il faudra attendre près de cinquante ans pour que des Indian soient de nouveau fabriquées en Amérique du Nord.

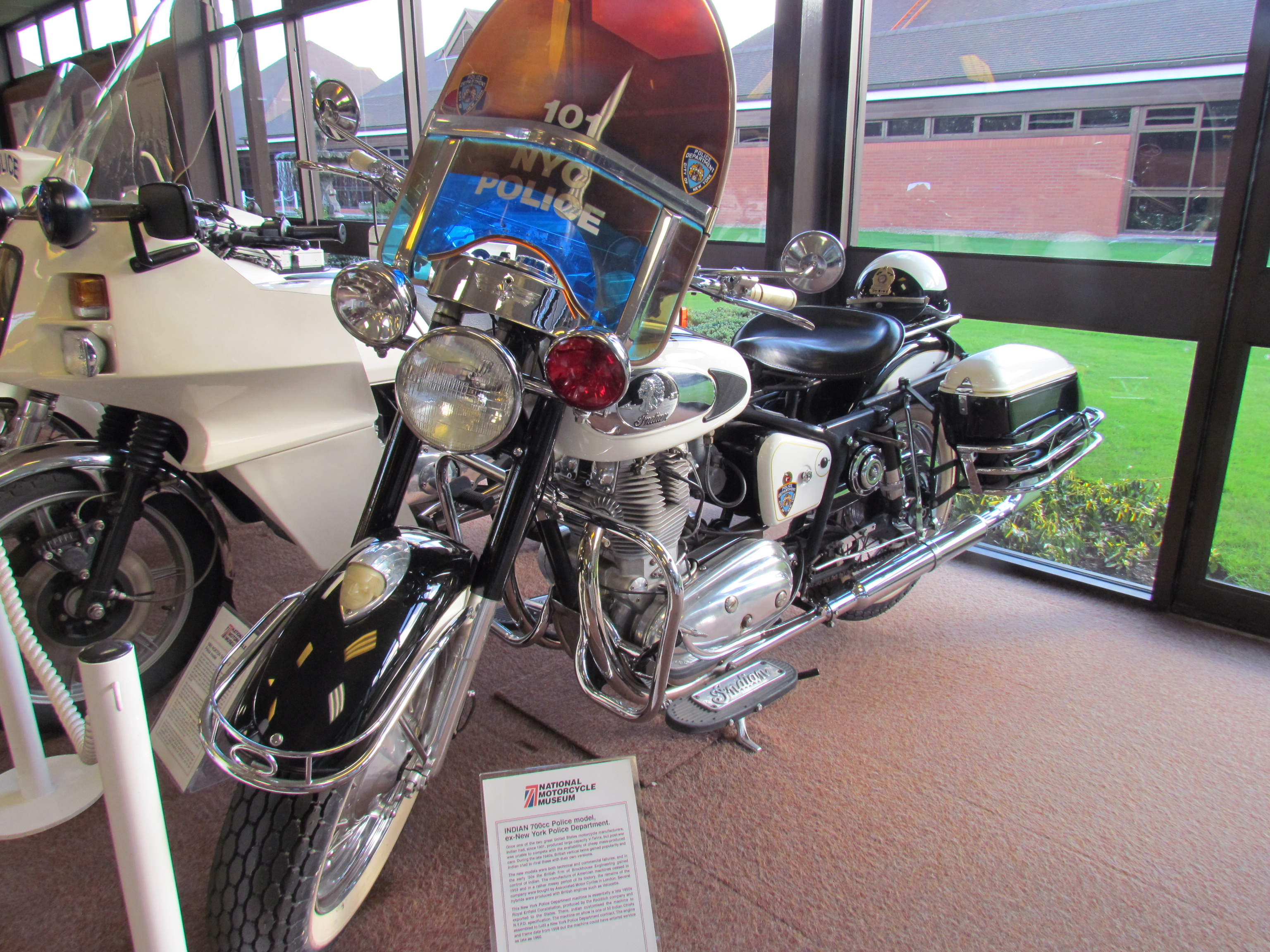
Indian Police Chief (1958).

Indian est désormais un importateur de différents modèles anglais, distribuant à partir de 1952 des modèles du groupe anglais AMC, notamment l'AJS 18T et la Matchless G9, puis, entre 1955 et 1960, des motos Royal Enfield légèrement modifiées et vendues sous la marque Indian, :
- Lance Arrow : monocylindre à deux temps de 150 cm3 (Enfield équivalent : Ensign)[74] ;
- Fire Arrow et Hound Arrow : monocylindre OHV de 250 cm3 (Enfield équivalent : Crusader)[75] ;
- Woodsman : monocylindre OHV de 500 cm3 (Enfield équivalent : Bullet JS), moto tous chemins équipée de roues de 19" à l'arrière et 21" à l'avant[76] ;
- Westerner : semblable au Woodsman avec des roues de 19", pour une utilisation hors route ;
- Tomahawk : bicylindre OHV de 500 cm3 (Enfield équivalent : 500 Twin)[77] ;
- Apache : bicylindre OHV de 700 cm3 à vocation sportive doté d'un petit réservoir de 9 l et de roues de 19" (Enfield équivalent : Super Meteor)[78] ;
- Trailblazer : bicylindre OHV de 700 cm3 à vocation routière avec garde-boues enveloppants, réservoir de 15,4 l, roues de 19" à l'avant et 18" à l'arrière (Enfield équivalent : Meteor 700)[79] ;
- Chief : bicylindre OHV de 700 cm3. Ce modèle n'a pas vraiment d'équivalent dans la gamme Enfield. C'est une Enfield Super Meteor dont l'empattement a été allongé à 60", équipée de roues de 16", de pneus de gros diamètre, d'un guidon de plus fort diamètre, de repose pieds plats et d'un réservoir de 17 l. Une version Police propose en série des équipements spécifiques : selle solo, peinture deux tons, valises, pare-brise, feux avant clignotants, etc.[78] ;
- Patrol Car : un trike monocylindre OHV de 350 cm3 doté d'une boîte à trois rapports et marche arrière[80].

Cette offre ne rencontre pas de grands succès commerciaux et 7 000 machines seulement sont vendues durant cette période.

### Reprise par Associated Motor Cycles (1960-1962)

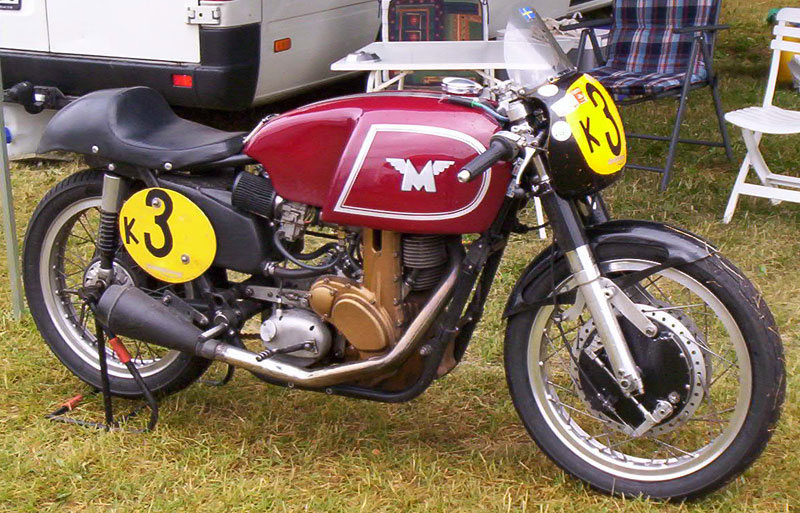
Indian Golden Eagle/Matchless G50 (1961).

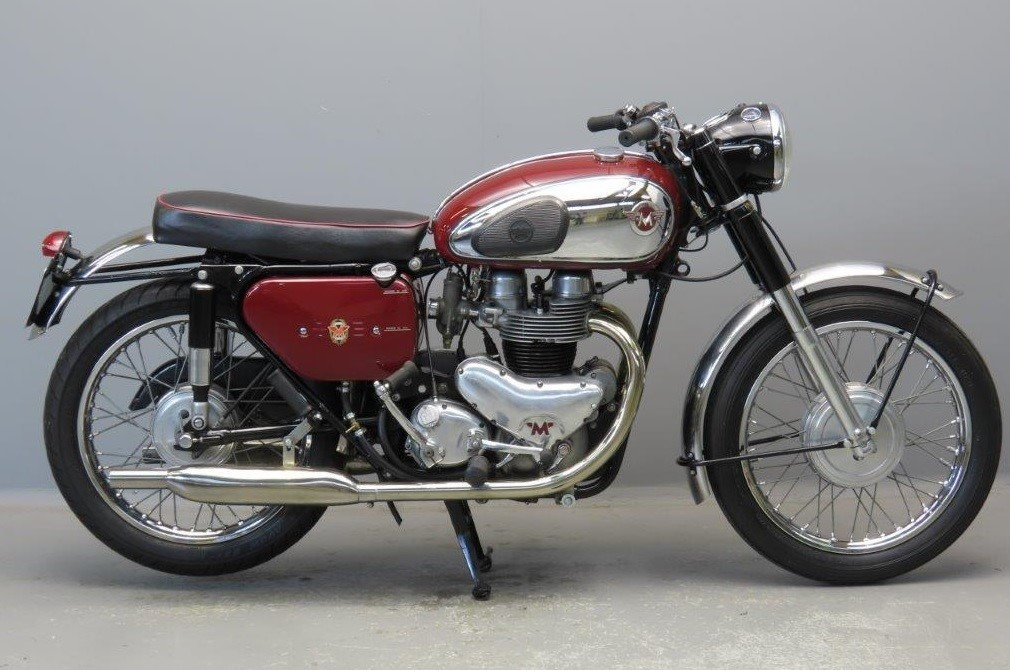
Indian Apache/Matchless G12 (1961).

En 1960, AMC rachète Indian. AMC et Royal Enfield sont concurrents : Enfield décide de distribuer directement ses modèles sous sa propre marque aux États-Unis. De même, AMC décide d'arrêter la distribution des Indian/ Royal Enfield et d'utiliser le réseau Indian pour commercialiser des modèles d'une de ses marques : Matchless. Les concessionnaires Indian vendent ainsi une dizaine de modèles depuis le scooter à deux temps Papoose jusqu'au performant Golden Eagle, monocylindre de 500 cm3 destiné à la compétition, ainsi que des Apache, Typhoon, etc. Ce sont des Matchless dont le tableau ci-dessous donne la liste, avec les équivalences entre dénominations Indian et Matchless.
| Modèle Indian | Equivalent Matchless | Caractéristiques                                          |
| ------------- | -------------------- | --------------------------------------------------------- |
| Pinto         | G1                   | Monocylindre 2 temps 150 cm3                              |
| Papoose       | SC1                  | Scooter monocylindre 2 temps 150 cm3                      |
| Pathfinder    | G2                   | Monocylindre OHV 250 cm3, usage routier                   |
| Arrow         | G2CS                 | Monocylindre OHV 250 cm3, scrambler tout-terrain          |
| Mohawk        | G80                  | Monocylindre OHV 500 cm3                                  |
| Westerner     | G80CS                | Monocylindre OHV 500 cm3, scrambler tout-terrain          |
| Typhoon       | G80TCS               | Monocylindre OHV 600 cm3, scrambler tout-terrain          |
| Golden Eagle  | G50CSR               | Monocylindre OHV 500 cm3, compétition vitesse             |
| Trailblazer   | G12CS                | Bicylindre OHV 650 cm3, réservoir de 7,6 l, usage sportif |
| Apache        | G12CSR               | Bicylindre OHV 650 cm3, réservoir de 16 l, usage routier  |
| 45            | G15                  | Bicylindre OHV de 750 cm3                                 |

En 1962, AMC, confronté à de graves problèmes financiers, arrête toute commercialisation dans le réseau Indian.

### Floyd Clymer (1963-1970)

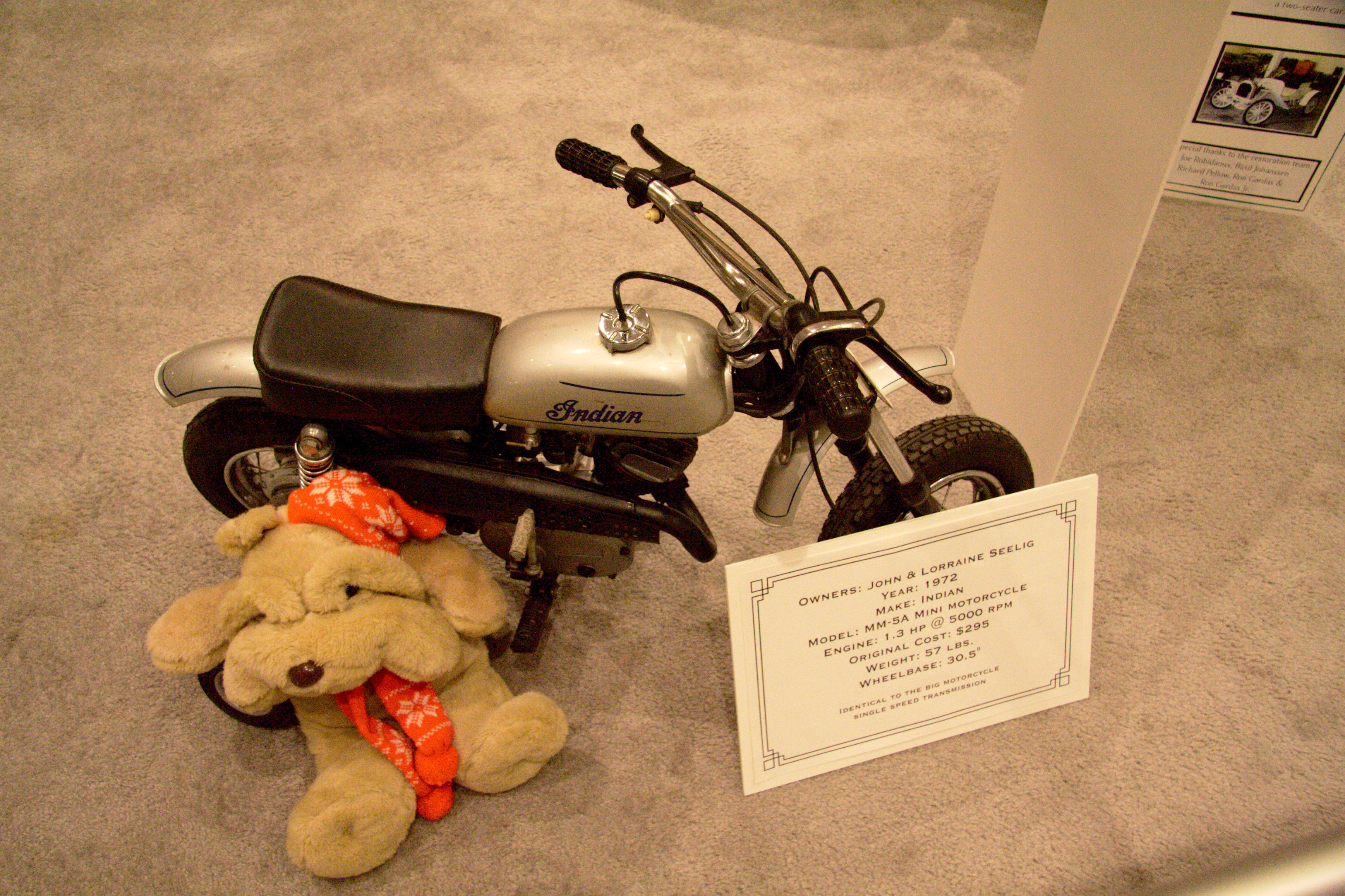
Indian Mini Mini.

Floyd Clymer, un entrepreneur américain et ancien coureur motocycliste, rachète la marque à AMC et l'utilise pour commercialiser aux États-Unis, sous la marque Indian, une gamme de motos construites en Italie utilisant des moteurs monocylindres à deux temps fournis par Jawa et Morini. En 1969, Indian propose plusieurs modèles de ce type, notamment :
- la Mini Mini, une mini moto destinée à l'initiation des enfants. C'est une Italjet MM5 Mini Bambino rebadgée Indian. Elle est dotée d'un moteur Morini de 50 cm3, de roues de 8" et la selle est à 45 cm de hauteur. Elle peut, en option, être équipée de roulettes stabilisatrices et même d'un side-car[85]. Prix catalogue : 245 $ ;
- la Papoose et la Ponybike, deux minimotos de 50 cm3 visant une clientèle adulte, dotées d'une boîte à 3 (Ponybike) ou 4 (Papoose) rapports, de roues de 10", et d'un très haut guidon. Ces modèles peuvent être équipés de pneus tout-terrain ou routiers. Prix catalogue : 295 à 345 $ ;
- la Boy Racer, une moto tout-terrain de taille intermédiaire destinée à l'initiation des jeunes pilotes. Elle est dotée d'un moteur Jawa de 50 cm3 disposé horizontalement et délivrant 4 ch, de roues de 16", d'une boîte à trois rapports et d'un énorme pignon arrière. Prix catalogue : 325 $[86] ;
- le Super Scrambler, un modèle tout-terrain de 50 cm3 destiné aux adultes, avec des roues de 16".

Le succès de ces modèles conduit Clymer à concevoir, faire fabriquer et commercialiser l'Indian Velo 500, une moto monocylindre quatre temps de 500 cm3 avec une boîte à quatre rapports, réalisée avec des composants européens (provenant notamment de Velocette pour le moteur, Norton, Royal Enfield et Italjet pour d'autres pièces), qui sera produite à moins de 200 exemplaires entre 1969 et 1971. Le design élégant de l'Indian Velo doit beaucoup à l'ingénieur-designer italien Leopoldo Tartarini, à la fois patron de la prolifique firme Italjet, qui assemble ces motos, et consultant styliste pour nombre de firmes motocyclistes et au recours aux meilleurs sous-traitants de l'industrie motocycliste italienne : fourche hydraulique Ceriani, freins à tambour double came Grimeca, amortisseurs Marzocchi, etc..
Un roadster à moteur bicylindre vertical à quatre temps de 600 cm3 est également proposé en 1969.
Une collaboration avec la société allemande Münch, dans laquelle Floyd a investi, se dessine : l'imposante Mammoth, parfois dénommée Clymer-Münch aux États-Unis, apparait même sur les publicités Indian de 1969. Ces contacts cesseront en 1970, à la mort de Clymer.

### Propriété d'Alan Newman (1970-1977)
Après la mort de Clymer, son avocat, Alan Newman, rachète l'activité et les droits sur la marque Indian. Newman continue d'importer des modèles italiens et étend la gamme à d'autres références fabriquées en Italie par ItalJet, puis dans une usine d'assemblage située à Taipei (Taïwan).

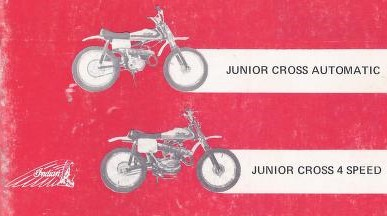
Junior Cross (1972).

Parmi ces modèles se trouvent notamment :
- les séries MX et MI : des motos de motocross dotées, selon les variantes, d'un moteur de 50 à 175 cm3 et d'une boîte de quatre à six rapports ;
- les séries ME et MS : des motos typées enduro pour usage mixte route et tout-terrain, dotées de moteurs de 70 à 175 cm3 et d'une boîte de quatre à six rapports[92] ;
- la série Junior Cross JC : motos 50 cm3 de taille moyenne, avec des roues de 14" et une boîte automatique (version 5A) ou à quatre rapports (version 54).

En 1974, Newman conclut un partenariat avec Ducati pour créer l'Indian 900, un modèle sportif utilisant un moteur bicylindre à quatre temps Ducati 860 cm3 : quelques prototypes sont fabriqués, mais le modèle n'est pas commercialisé.
Les ventes d'Indian, qui ont atteint 20 000 modèles en 1973, diminuent ensuite et la société est déclarée en faillite en janvier 1977.

### American Moped Associates & DMCA (1977-1984)

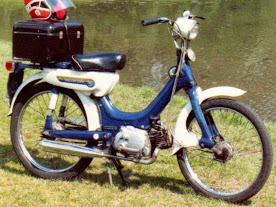
Honda PC50 dont l'AMI 50 reprend le moteur.

La marque Indian est rachetée à la fin de 1977 par American Moped Associates, qui décide de faire fabriquer dans une usine à Taipei (Taïwan) un cyclomoteur en utilisant les brevets sous licence du PC50-K1 dont Honda vient d'arrêter la production.
Ce cyclomoteur, dénommé « Indian Chief AMI-50 », doté d'un monocylindre à quatre temps de 50 cm3 disposé horizontalement, est équipé d'un cadre entièrement suspendu, d'une boîte automatique, d'une selle biplace, d'un porte sacoches et d'un porte bagage. Il est produit de 1978 à 1983 dans de nombreuses variantes, toutes arborant la marque Indian, la mention « Four Stroke » et, pour certaines versions, la fameuse tête d'Indien.
Le groupe espagnol DMCA (Derbi) de Carmen DeLeone rachète la marque et l'activité en 1982, vend les stocks et arrête la fabrication en 1983. Derbi-Manco vend des karts utilisant le nom « 4-stroke Indian », avant que le nom Indian ne disparaisse de tous les véhicules motorisés en 1984. Le droit au nom de la marque devient ensuite le sujet de revendications concurrentes et passe par une succession de propriétaires jusqu'au début des années 1990.

### Autres tentatives de reprise (1992-1999)
En 1992, la revendication de la marque déposée par Clymer est transférée à Indian Motocycle Manufacturing Co. Inc. de Berlin, New Hampshire, une société dirigée par Philip S. Zanghi.
En juin 1994, à Albuquerque, Nouveau-Mexique, Wayne Baughman, président d'Indian Motorcycle Manufacturing Incorporated, a présente, démarre et pilote un prototype Indian Century V-twin Chief. Baughman avait déjà fait des déclarations sur la construction de nouvelles motos sous la marque Indian, mais c'était la première apparition d'une moto en état de marche.
Ni Zanghi ni Baughman n'ont jamais commencé de production de motos en série. En août 1997, Zanghi est reconnu coupable de fraude en valeurs mobilières, d'évasion fiscale et de blanchiment d'argent.
En janvier 1998 une société basée dans le Colorado, Eller Industries, est autorisée à utiliser les droits d'Indian. Eller confie à Roush Industries la conception et la fabrication des futurs moteurs et conclut un accord avec la Bande Cow Creek de la tribu indienne Umpqua pour construire une usine sur leur territoire tribal. Trois modèles sur des cadres conçus par James Parker, sont présentés à la presse en février 1998. Eller annonce un show public du prototype pour novembre 1998, mais cette démonstration est interdite par une injonction judiciaire déclarant qu'Eller n'avait pas respecté certaines de ses obligations. Les droits sur la marque Indian sont finalement retirés à Eller au motif que la société a manqué la date limite pour conclure la transaction et n'a pas pu convenir avec les propriétaires de la marque d'une prolongation cette date. D'autres conditions, notamment le paiement des frais administratifs et la présentation d'un prototype fonctionnel, n'ont, d'après le tribunal, pas non plus été remplies par Eller Industries.

### Indian Motorcycle Company of America (1999–2003)
À la fin des années 1990, Rick Block, un avocat de Denver, crée l'IMCOA Licensing America Inc en regroupant plusieurs sociétés ayant, à des titres divers, des droits sur la marque Indian. IMCOA Licensing America entre en partenariat avec un entrepreneur canadien, Murray Smith, dont la société Indian Manufacturing Company vend des vêtements et accessoires siglés Indian, et avec le fabricant California Motorcycle Company (CMC) pour créer l'Indian Motorcycle Company of America (IMC). Après avoir présenté un prototype convaincant à la Federal District Court of Colorado, IMC se voit attribuer en Décembre 1998, pour 26 M$, la totalité des droits sur la marque,.

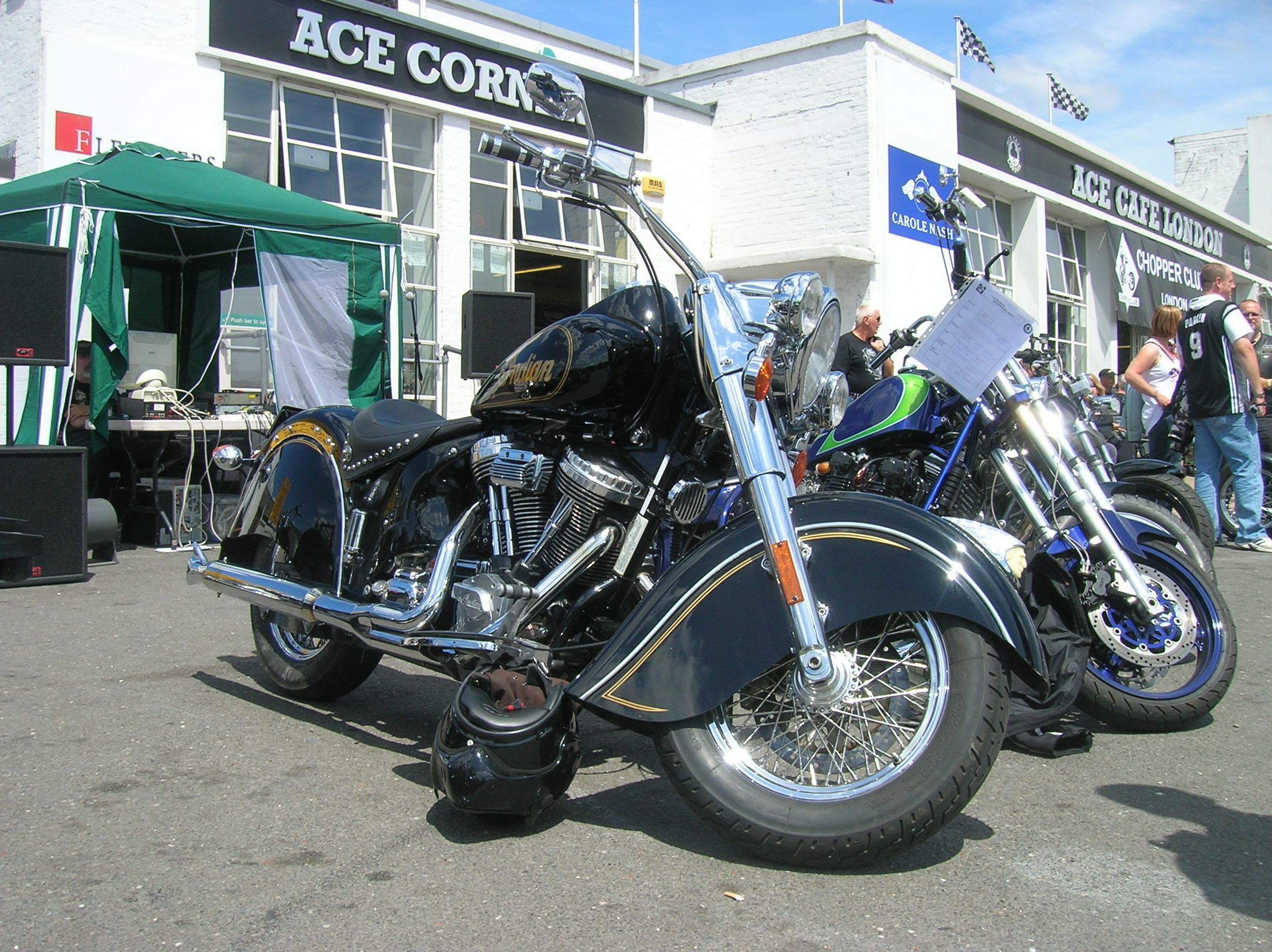
Indian Chief (vers 2000).

Les premiers modèles sont fabriqués début 1999 en Californie, à Gilroy. Ils sont, comme le prototype présenté au tribunal, construits essentiellement à partir de pièces disponibles dans le commerce et compatibles avec les Harley-Davidson, notamment le moteur, un V-twin S&S Cycle de 88 ci. Leur équipement comprend une boîte à cinq rapports, un allumage électronique, des freins à simple disque avant et arrière et, rompant avec la tradition historique d'Indian, une transmission finale par courroie dentée. En 2000, IMC lève des fonds auprès d'un fonds d'investissement américain pour pouvoir développer son propre moteur le Powerplus, un V-twin de 100 ci, produit à partir de 2002.
Durant cette période californienne, trois familles de modèles sont produites :
- Scout (1999-2003) : moteur de 88 ci, selle solo, cadre smoothtail à deux amortisseurs arrière[113], échappement 2 en 2, roue avant de 19" et arrière de 16"[114]. Trois niveaux de finition sont proposés : Standard, Deluxe et Springfield[115] ;
- Spirit (1999-2003) : très semblable à la Scout, mais avec pare-boue plus enveloppants, selle duo à franges et roue avant de 16"[114]. Trois niveaux de finition sont proposés : Deluxe, Springfield et Roadmaster[116] ;
- Chief (1999-2003) : moteur de 88 ci (1999-2001) puis 100 ci (2002-2003). Cinq niveaux de finition sont proposés : Standard, Deluxe, Springfield, Roadmaster et Vintage. Pare-boue « jupes », roues avant et arrière de 16", double échappement (sauf Vintage : échappement 2 en 1 fishtail), fourche inversée (sauf Vintage : fourche normale), cadre smoothtail à deux amortisseurs arrière (1999-2001) puis cadre monoshock à simple amortisseur arrière[117]. La Roadmaster et la Vintage sont équipées de série de sacoches à franges et d'un pare-brise. Au catalogue de 2003, le prix des Chief est de 21 000 à 25 000 $[118].

Des séries limitées sont proposées : Chief et Scout Centennial en 2001 pour le centième anniversaire de la marque ; Chief Terminator 3, produite à cinquante exemplaires, en 2003 pour célébrer l'apparition d'Indian Chief dans le film Terminator 3.
Malgré un accueil assez favorable de cette gamme, l'Indian Motorcycle Company of America fait faillite et cesse toutes ses opérations de production le 19 septembre 2003.

### Période Kings Mountain (2004-2011)
En juillet 2004, le fonds anglais Stellican Limited, spécialisé dans la relance d'anciennes marques (il avait précédemment racheté la marque de bateaux Chris-Craft), rachète l'Indian Motorcycle Company of America.
En juillet 2006, la nouvelle firme créée par Stellican, Indian Motorcycle Company, s'installe à Kings Mountain, en Caroline du Nord.

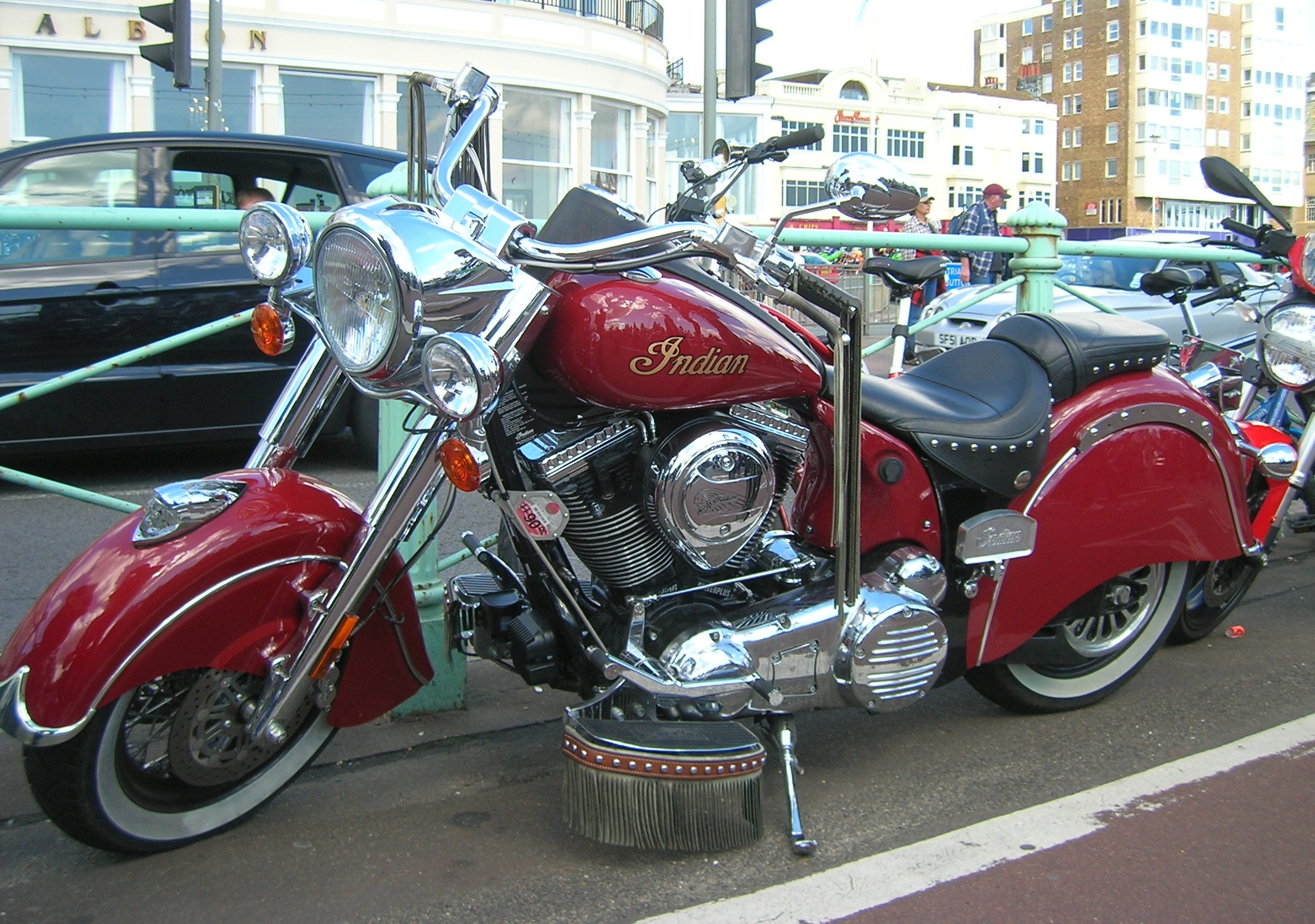
Indian Chief (2011).

Grâce à une toute nouvelle équipe la qualité globale, l'ajustement et la finition sont améliorés et la production débute en 2008. Les motos et les moteurs sont fabriqués et assemblés à la main dans l'usine. Visuellement et techniquement, la Chief produite, seul modèle de la gamme, est très semblable à celle de l'ère Gilroy, les changements les plus importants étant l'ajout de l'injection électronique et d'un frein avant à double disque. Plusieurs variantes de cette Chief, dotée du moteur Power Plus 1 720 cm3 (105 ci), V-twin à 45° refroidi par air et à distribution culbutée, sont proposées : Chief Vintage (commercialisée jusqu'en 2013), Chief Classic et Dark Horse,(commercialisées jusqu'en 2012), Chief Blackhawk (2011), ainsi qu'une série spéciale Chief Bomber, commercialisée uniquement en 2010, dont la finition et la décoration s'inspirent de modèles militaires des années 1940. Ces modèles sont proposés en France entre 30 000 et 40 000 €.

### L'ère Polaris (2011-)

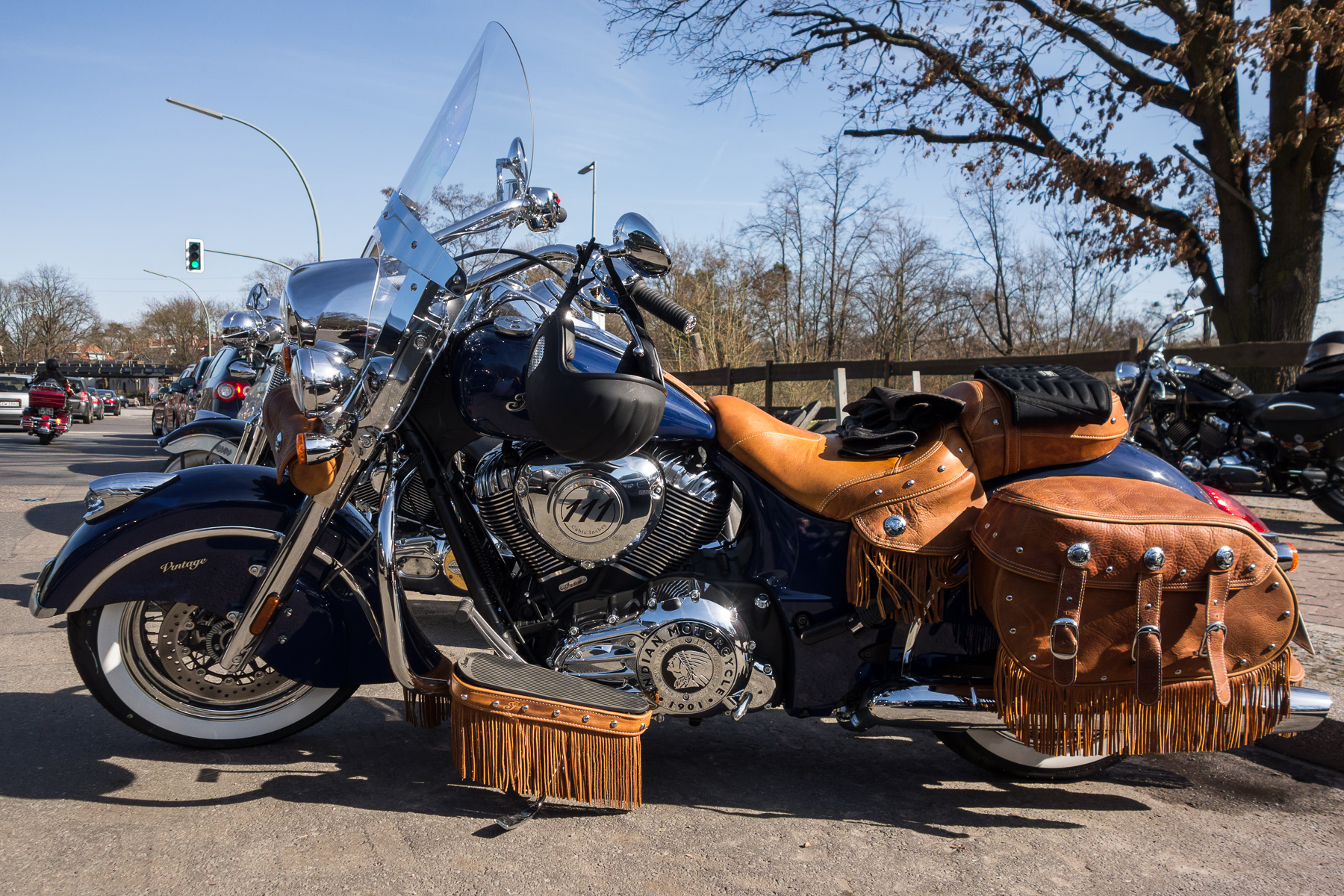
Indian Chief Vintage (2014).

En avril 2011, la société devient une filiale de Polaris Industries aux côtés de Victory Motorcycles, autre marque de motos du groupe Polaris.
Les usines d'assemblage de Kings Mountain sont fermées et la fabrication est transférée à Spirit Lake (Iowa). Polaris continue à produire selon le design de Kings Mountain de 2011 à fin 2012, en terminant par l'année modèle 2013.

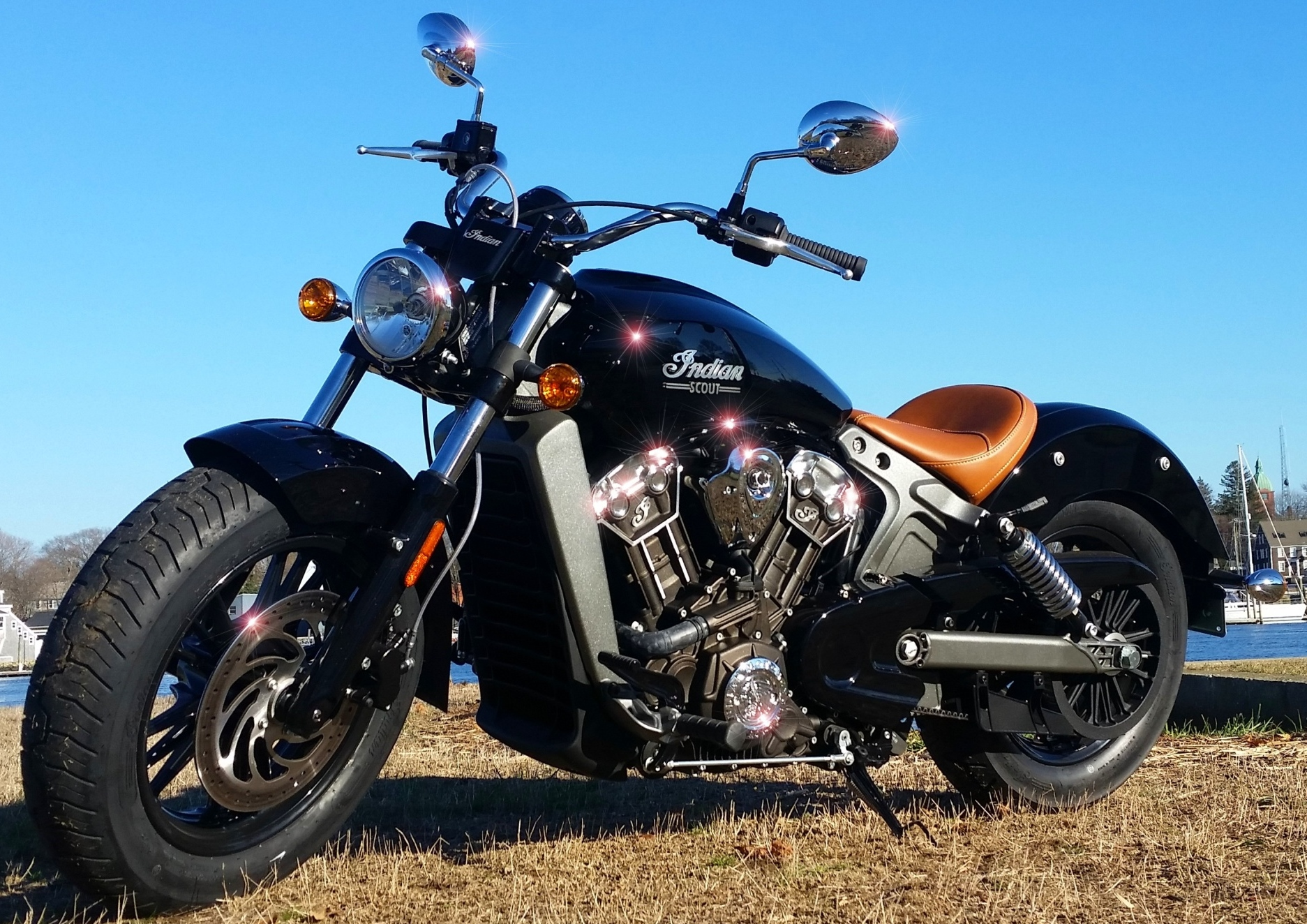
Indian Scout (2015).

Pour l'année modèle 2014, Indian renouvelle complètement sa gamme en lançant trois modèles utilisant un tout nouveau moteur : le Thunderstroke 111 de 1 819 cm3, V-twin à 45° refroidi par air et à distribution culbutée conçu avec Swissauto. Ces trois modèles, proposés avec de nombreuses options, sont la Chief Vintage, la Chief Classic et la Chieftain. Si les deux Chief sont des customs dans la lignées des Chief précédentes, la Chieftain est quant à elle la première grande routière de la marque, équipée notamment d'un carénage important et de valises rigides.

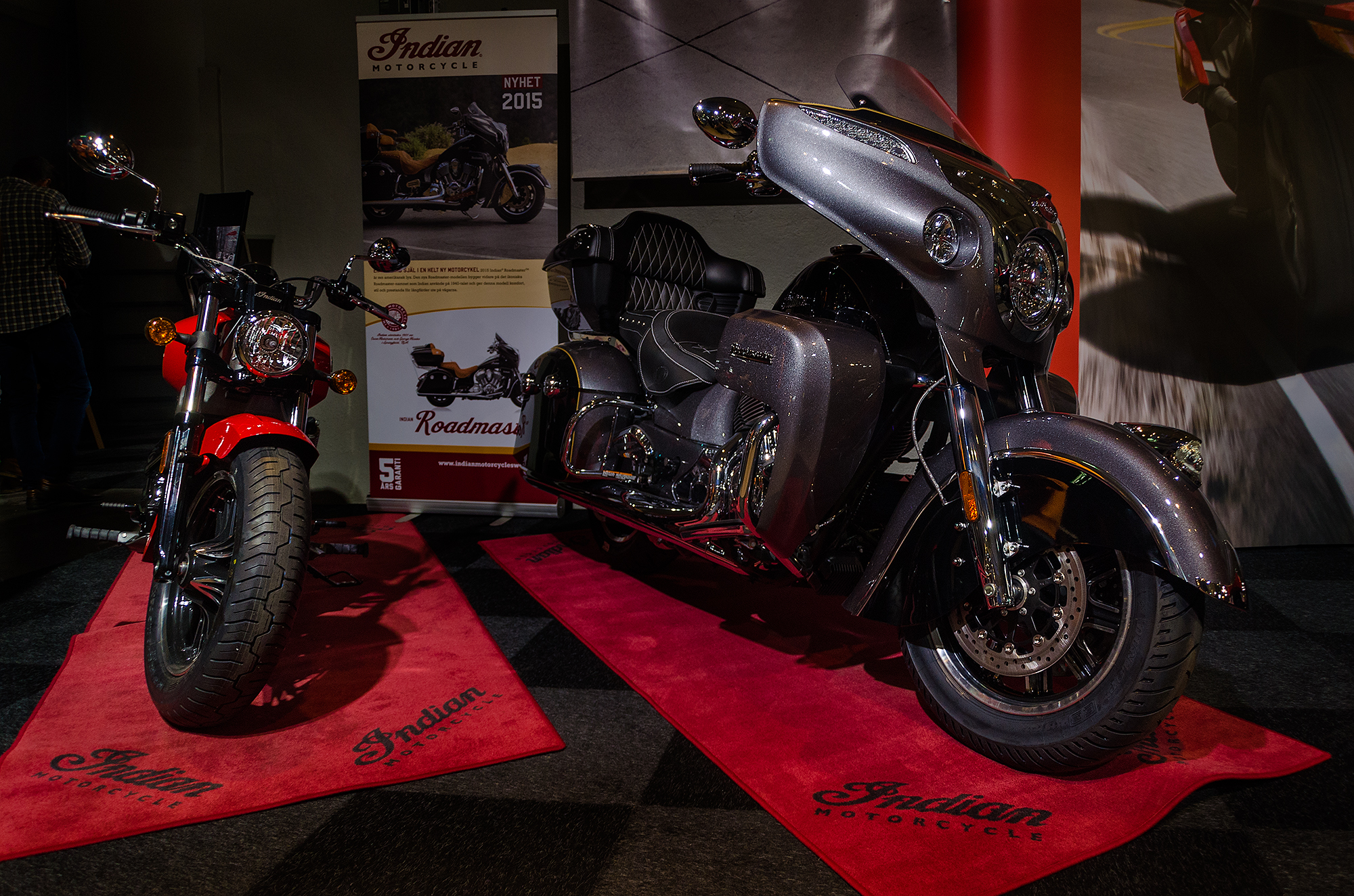
Indian Roadmaster (2015).

L'année suivante, c'est le retour de la Scout après 70 ans d'absence. Elle est dotée d'un moteur V-twin à 60° à refroidissement liquide de 1 133 cm3 avec culasse double arbre et quatre soupapes. La Roadmaster, une routière dotée du moteur Thunderstroke 111 et encore mieux équipée et plus luxueuse que la Chieftain, est ajoutée au catalogue.

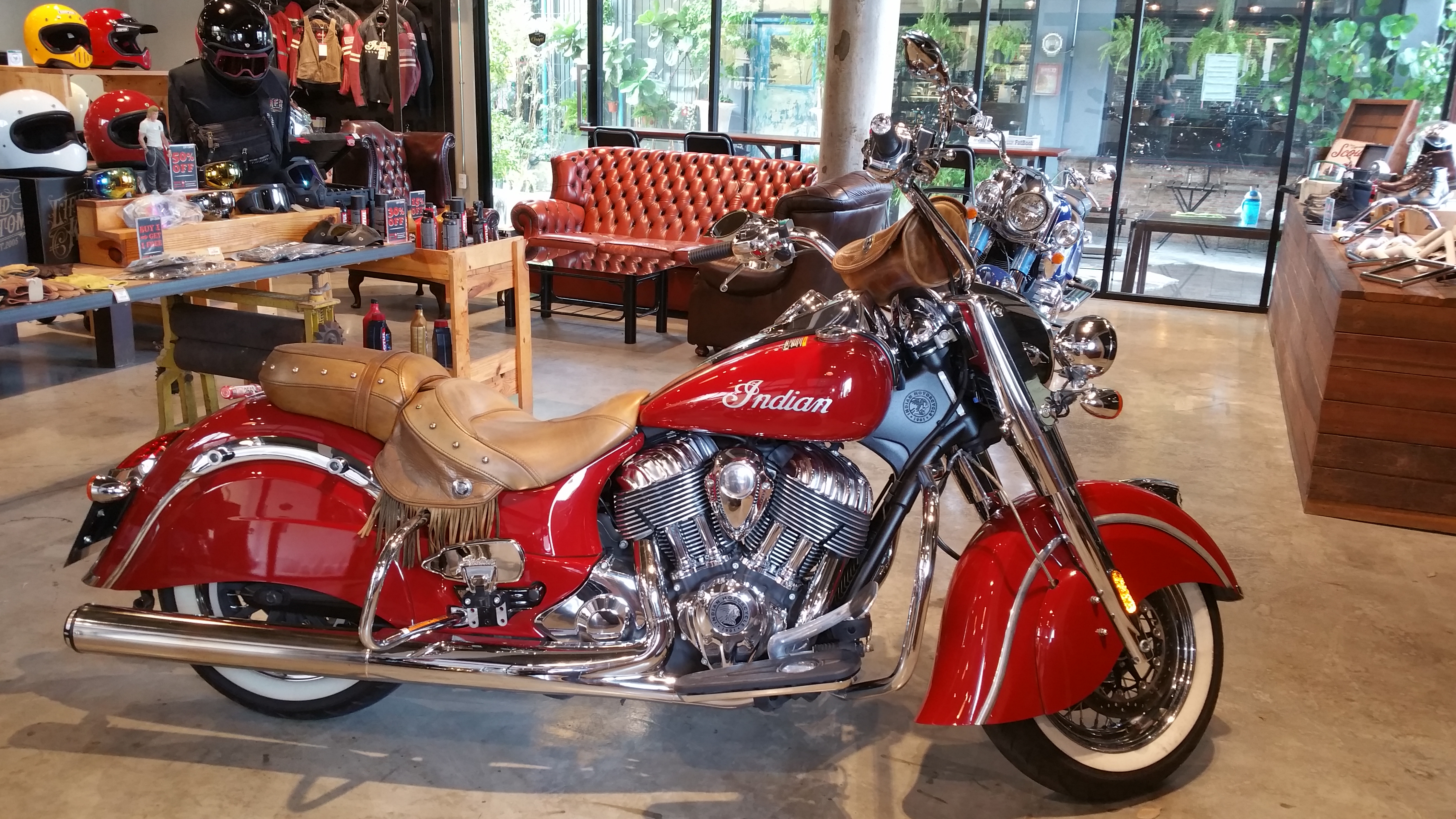
Indian Springfield (2016).

Le modèle Springfield est introduit en mars 2016 lors de la Daytona Bike Week. Le Springfield est un peu une moto hybride, partageant la géométrie de la direction et les sacs rigides avec les modèles Chieftain et RoadMaster, mais est équipé d'un pare-brise à détachement rapide comme le Vintage.

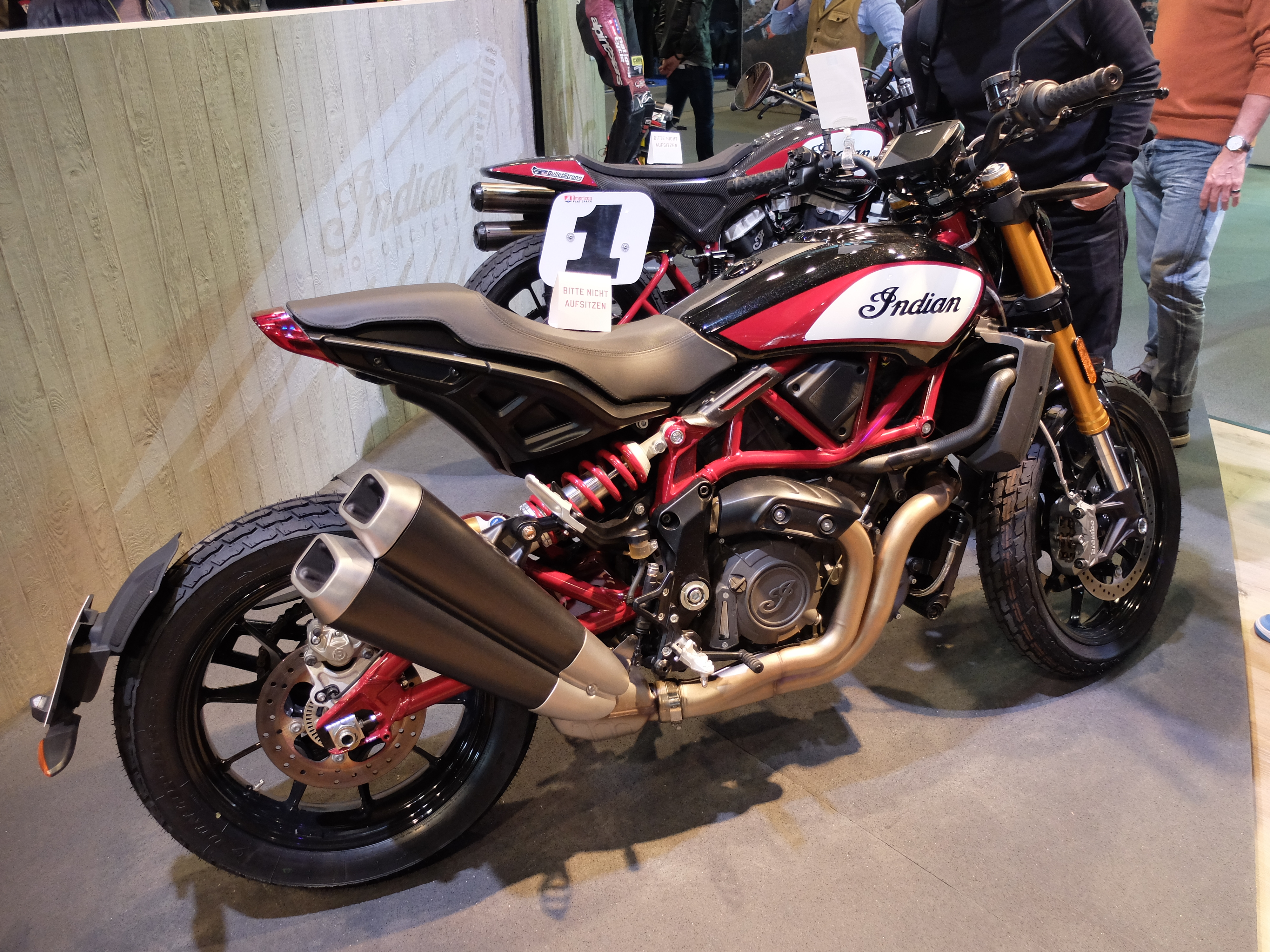
Indian FTR 1200 - Special (2019).

En 2017 après un retour dans les courses de Flat-Track avec la FTR 750 spécialement conçue à cet effet, Indian dévoile la FTR 1200, une moto néo-retro en rupture avec le style classique des autres modèles de la marque. Cette même année, Polaris annonce l'arrêt de la marque Victory : Indian devient ainsi l'unique marque de motos du groupe.
En 2020 le moteur Thunderstroke, toujours refroidi par air, passe à 1 901 cm3. Le Thunderstoke 111 reste néanmoins toujours au catalogue sur certains modèles : Chief, Chieftain Classic et Springfield. L'Indian Challenger avec un nouveau moteur PowerPlus de 1 770 cm3 à refroidissement liquide, double arbre à cames en tête et quatre soupapes par cylindre fait son apparition.
En 2021, Polaris renoue avec la croissance après deux années marquées par la pandémie de Covid-19. Les ventes de sa division Motorcyles, notamment, atteignent 722 M$ réalisés à hauteur de 70 % en Amérique du Nord. Elles sont en hausse de 24 % en valeur et 15 % en volume par rapport à l'année précédente. Les motos Indian, toutes fabriquées à Spirit Lake (Iowa), sont distribuées à travers un réseau de plus de 550 revendeurs, dont 200 en Amérique du Nord.
En 2022, Indian annonce le lancement de son premier modèle électrique, l'eFTR Hooligan proposé à 4 000 $ aux États-Unis et développé avec la société Super73. Le Hooligan est un puissant vélo électrique tout-terrain aux allures de cyclomoteur équipé d'une batterie de près de 1 KWh délivrant une puissance de 1 200 W.

## Modèles: dénomination et signes caractéristiques

### Dénomination
Les modèles Indian sont initialement simplement désignés comme Single ou Twin, selon le moteur dont ils sont équipés.

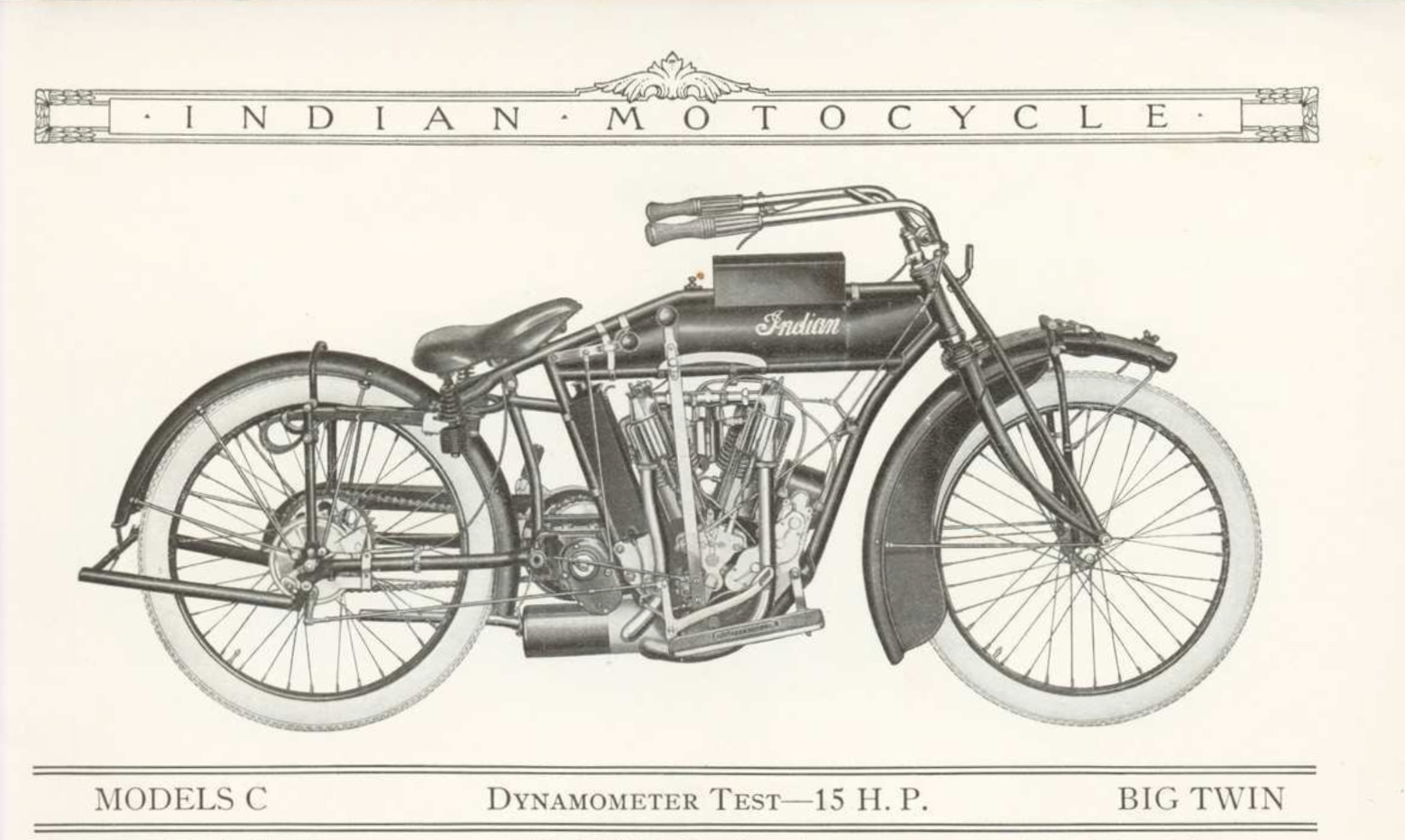
Model C « big twin » (1915).

Dans les années 1910, avec la diversification de la gamme, le système de dénomination se complexifie : les modèles sont répartis par familles (« single », « little twins », « big twins »), et reçoivent des appellations à base de lettres et de chiffres :
- monocylindres : D ou E pour les monocylindres à quatre temps, K pour l'éphémère monocylindre à deux temps de 1916. Un modèle E2 est ainsi un « single » à deux vitesses.
- bicylindres : B ou C pour les V-twins, O pour l'éphémère bicylindre à plat de 1917. Un modèle C3 est ainsi un big twin 61 ci à trois vitesses, et B2 un little twin de 41,5 ci à deux vitesses.

Certains modèles reçoivent en outre des noms commerciaux ou d'usage. Les modèles dotés du moteur PowerPlus, par exemple, en prennent le nom, le « model K » de 1916 est surnommé « Featherweight » et le « model O » de 1917 « O Light ».
Certains modèles reçoivent en outre des noms commerciaux ou d'usage. Les modèles dotés du moteur PowerPlus, par exemple, en prennent le nom, le « model K » de 1916 est surnommé « Featherweight » et le « model O » de 1917 « O Light ».
Au début des années 1920, la gamme et sa dénomination changent : les appellations Scout à partir de 1919, Chief à partir de 1922 puis Four à partir de 1927 définissent trois grandes familles de modèles.
En 1928, Indian décide d'utiliser, en sus des appellations commerciales, un système de désignation à trois chiffres : la famille 100 pour les Scout, 200 pour les Prince, 300 pour les Chief et 400 pour les Four. Le chiffre des unités est indexé sur la version du modèle concerné, le modèle de 1928 ayant le rang 1. Une 101 est ainsi une Scout de 1928, et une 402 un Four de 1929. Mais une 403 est une Four de 1932, car il n'y a pas eu de nouvelle version de la Four en 1930 et 1931. Le système évolue en 1933, année à partir de laquelle les deux derniers chiffres sont identiques à ceux de l'année de production. Ainsi une 433 est bien une Four de 1933, et une 438 une Four de 1938.
Indian utilise cette méthode de dénomination jusqu'en 1953, en l'adaptant aux modèles militaires du début des années 1940 : ainsi une 340 B est une Chief de 1940 militarisée ; une 640 B un modèle de 1940 à base de Scout ; la 741 est le modèle militaire à base de Scout qui sera produit à près de 40 000 exemplaires à partir de 1941 ; la 841 est le modèle expérimental à moteur en V disposé longitudinalement.
Après la faillite de 1953, les appellations des modèles varient, mais se réfèrent très souvent à la culture amérindienne : après les Scout et les Chief, la gamme comprend, au fil des années, des Pony, Arrow, Tomahawk, Apache, Lance ou encore Papoose. Ce concept s'élargit à des références relatives à la conquête de l'Ouest américain : Woodsman, Westerner ou encore Trailblazer.
Depuis le début du XXIe siècle, la dénomination commerciale des modèles suit encore largement cette tradition : on y trouve des Chief, Scout, Dark Horse, Chieftain, etc. Des références à l'histoire de la marque sont également utilisées comme Springfield, ou encore Roadmaster.

### Moteur

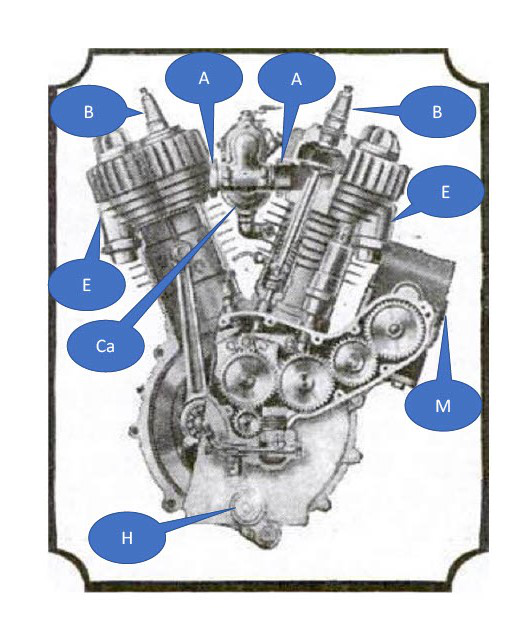
Powerplus de 1916 (éclaté).

Indian équipe ses premiers modèles d'un monocylindre, puis utilise de nombreuses variétés de moteurs. Le moteur le plus représentatif de la marque est un V-twin à quatre temps calé à 42° à refroidissement à air. Le Powerplus, apparu en 1916, en est un des meilleurs exemples : il est alimenté par un seul carburateur (Ca) et entraîne, par une succession de pignons, la magnéto d'allumage (M) située vers l'avant de la moto. Les bougies (B) sont au sommet des cylindres, les orifices d'admission (A) sont dans le V du moteur et ceux d'échappement (E) vers l'extérieur du V. C'est un moteur innovant pour l'époque et l'un des tout premiers moteurs à soupapes latérales du marché : les tiges des soupapes sont situées le long du cylindre et leurs têtes dans une cavité haute décalée par rapport à l'axe des pistons. Le Powerplus est en outre doté dans sa partie basse d'un petit orifice vitré permettant de vérifier visuellement le niveau d'huile (H). La version de 1916 a une cylindrée de 61 ci pour une puissance de 18 ch. À partir de 1920 il existe en outre une version plus puissante de 74 ci. Le Powerplus fut produit de 1916 à 1924, année durant laquelle il fut remplacé par le « Chief », également un V-twin à 42° à soupapes latérales. En 1936, Harley lance son premier moteur à soupapes en tête (OHV), le Knucklehead, prenant l'ascendant sur Indian dont les V-twins seront à soupapes latérales jusqu'à la faillite de 1953.
```
                     
L'Indian Four : seul quatre cylindres en ligne de la marque

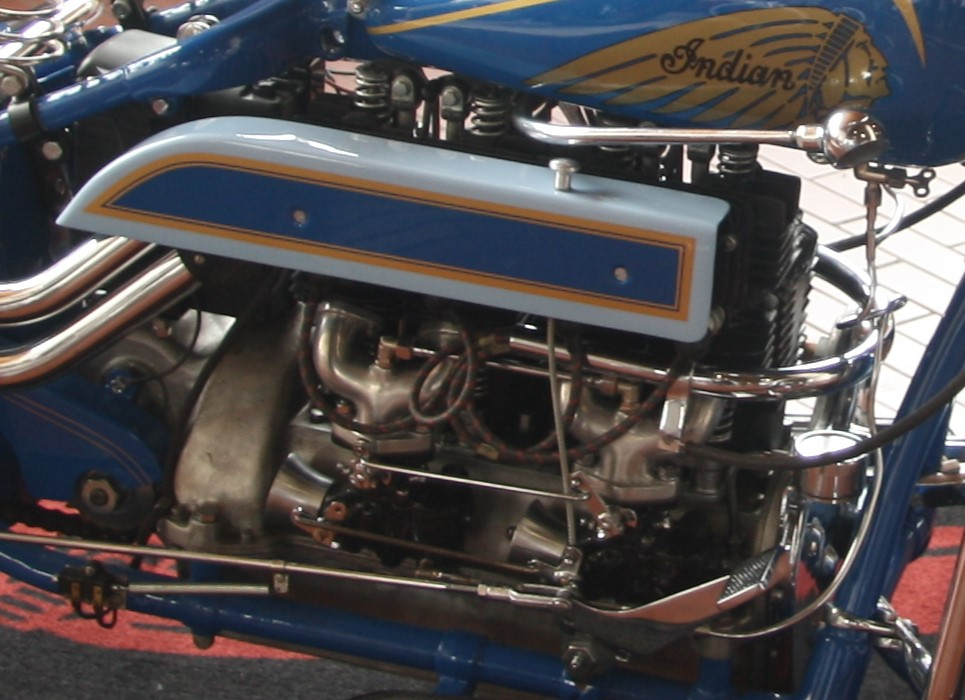
Moteur Four en. Les carburateurs et les orifices d'alimentation sont en bas, les sorties d'échappement en haut.

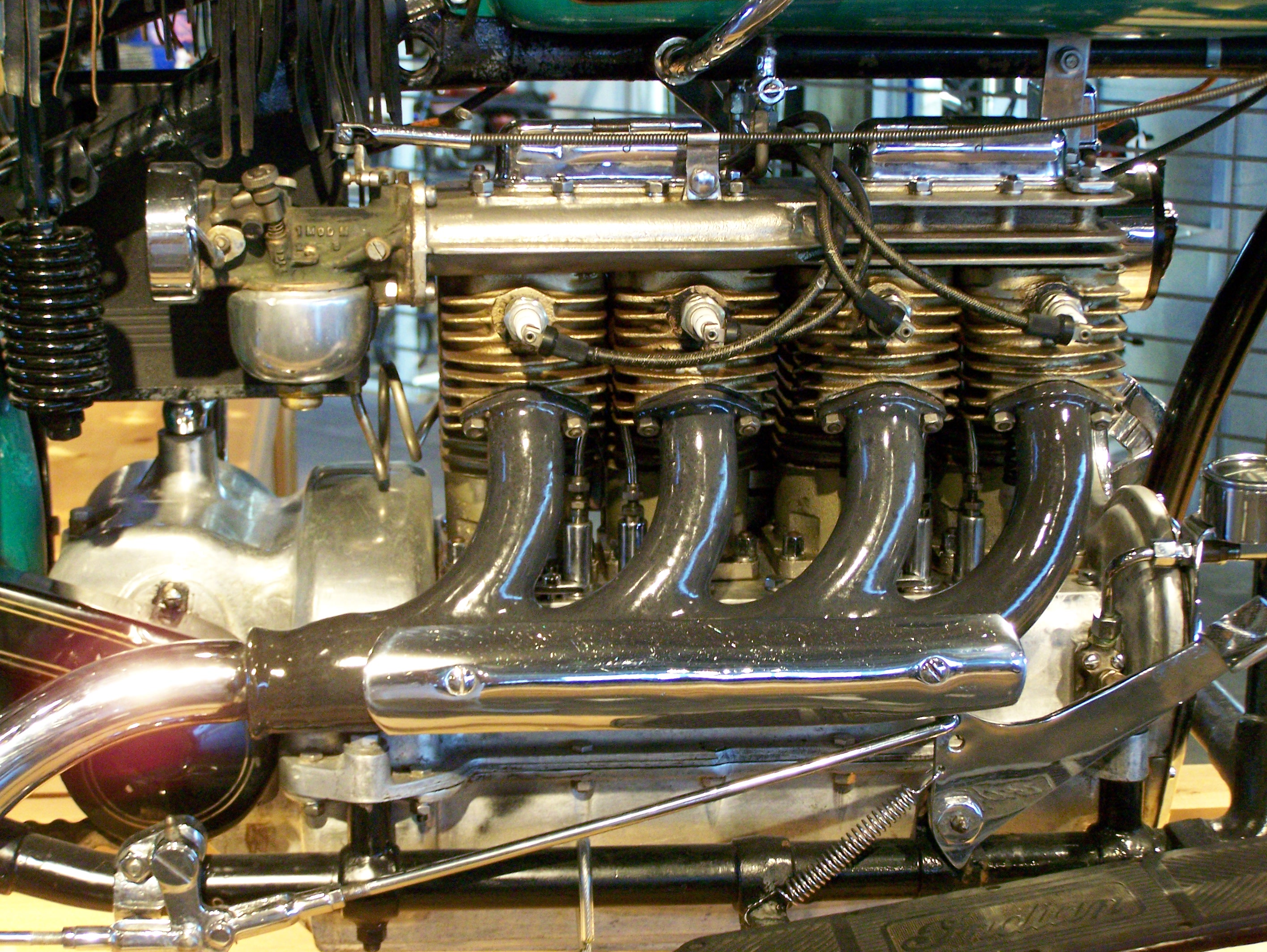
Moteur Four IOE. Les sorties d'échappement sont sous les orifices d'alimentation.

```

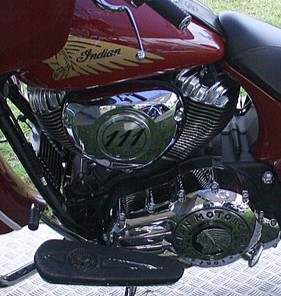
Moteur Thunderstroke 111 ci (2015).

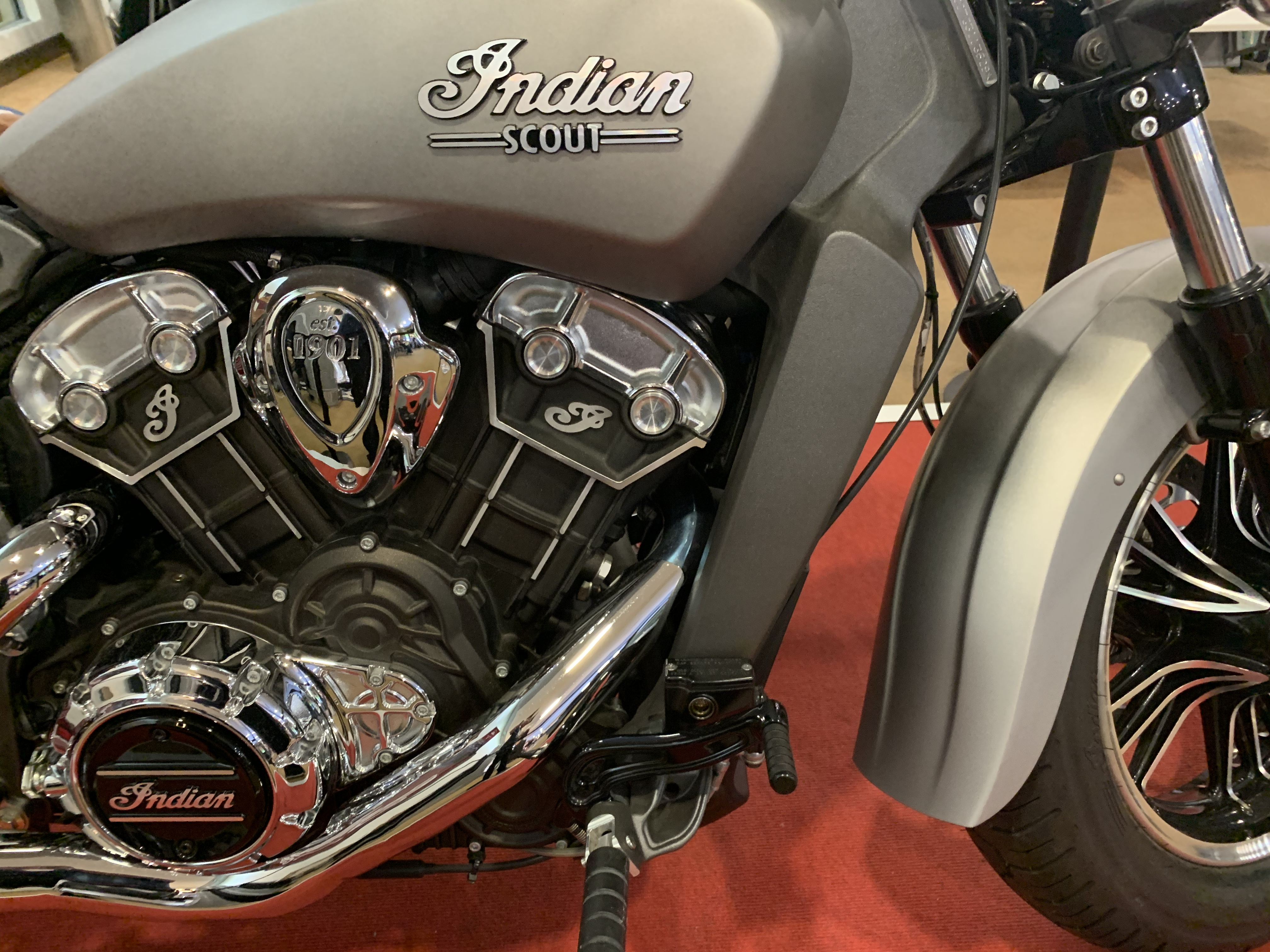
Moteur d'Indian Scout à refroidissement liquide (2020).

À la renaissance de la marque au début du XXIe siècle, les moteurs Indian reprennent, dans une version très modernisée, le choix historique du V-twin à refroidissement par air. Le moteur Thunderstroke, lancé en 2014, est ainsi un V-twin de 111 ci refroidi par air et calé à 49°. Une version encore plus puissante de 116 ci apparait en 2020.
En 2015, la marque relance la Scout en la dotant du tout premier moteur Indian à refroidissement liquide : un V-twin calé à 60° proposé en deux cylindrées (61 ci/1 000 cm3 et 69 ci/1 130 cm3). Ce moteur, décliné à partir de 2020 sous le nom PowerPlus avec un cylindrée de 108 ci (1 770 cm3), équipe certains des modèles du haut de la gamme.

### Cadre et suspension

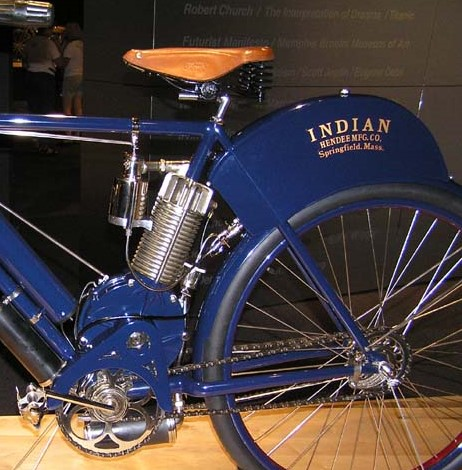
Moteur Single faisant partie du cadre (1902).

Le cadre équipant les Indian de 1901 à 1908 est directement inspiré de celui des bicyclettes de l'époque. L'innovation de l'architecture des Indian est que le moteur est positionné de façon à renforcer le cadre : un cylindre est disposé directement entre le tube de selle et le bas du cadre, constituant une liaison supplémentaire qui renforce et rigidifie toute la structure de la moto. Ce choix sera abandonné avec l'introduction, en 1909, d'un cadre berceau. Une première version de fourche rudimentairement amortie, brevetée par Carl Hedström, apparaît en 1905.

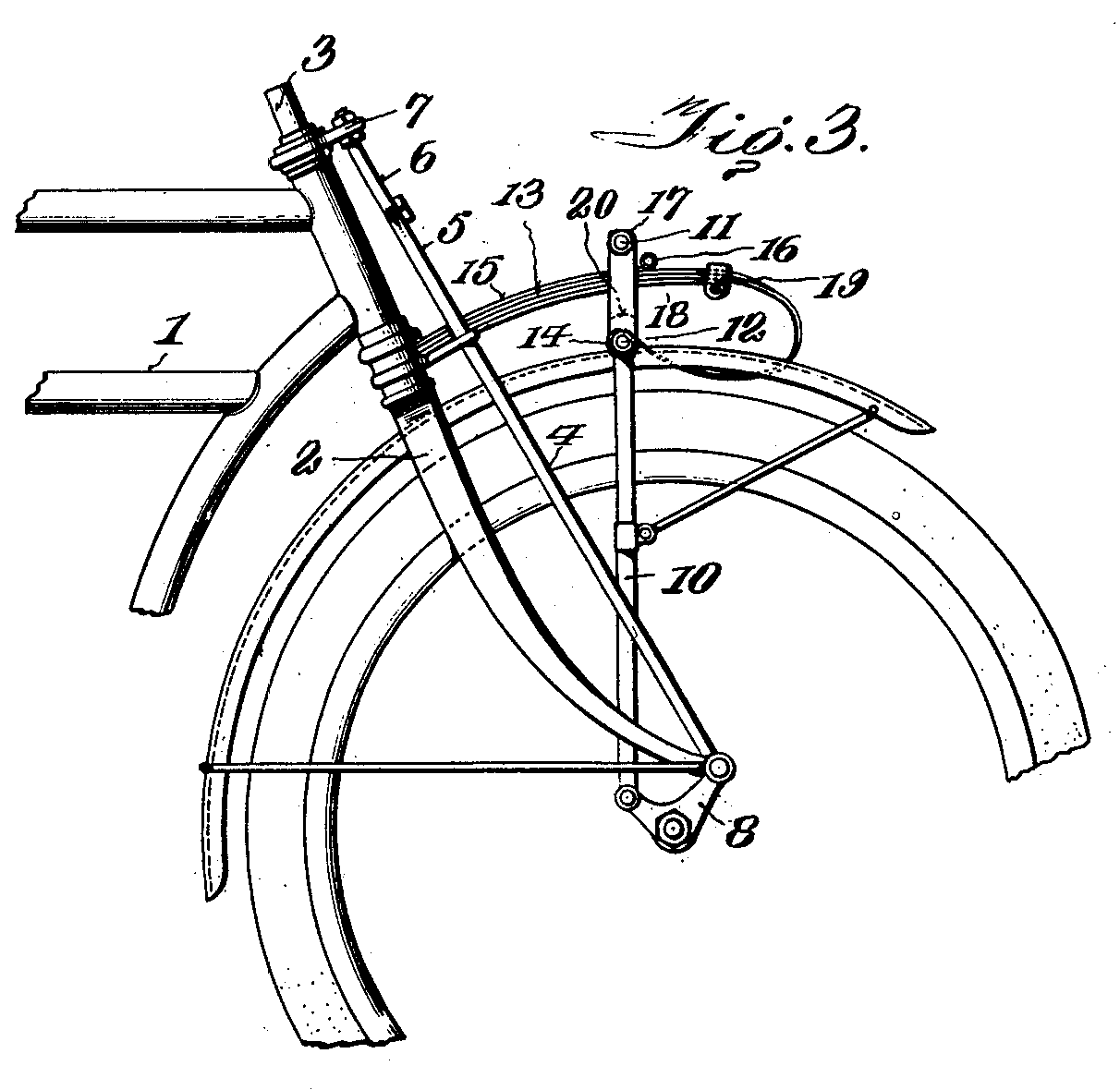
Fourche avant amortie par ressort à feuilles brevetée par Carl Hedström en 1912 et suspension arrière d'une Big Twin (1913).

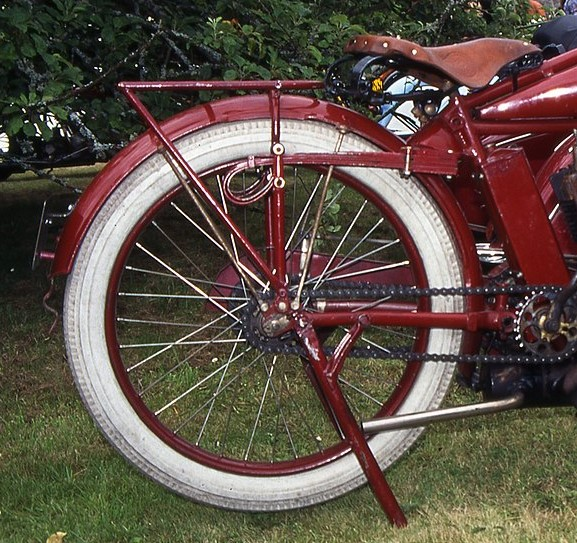

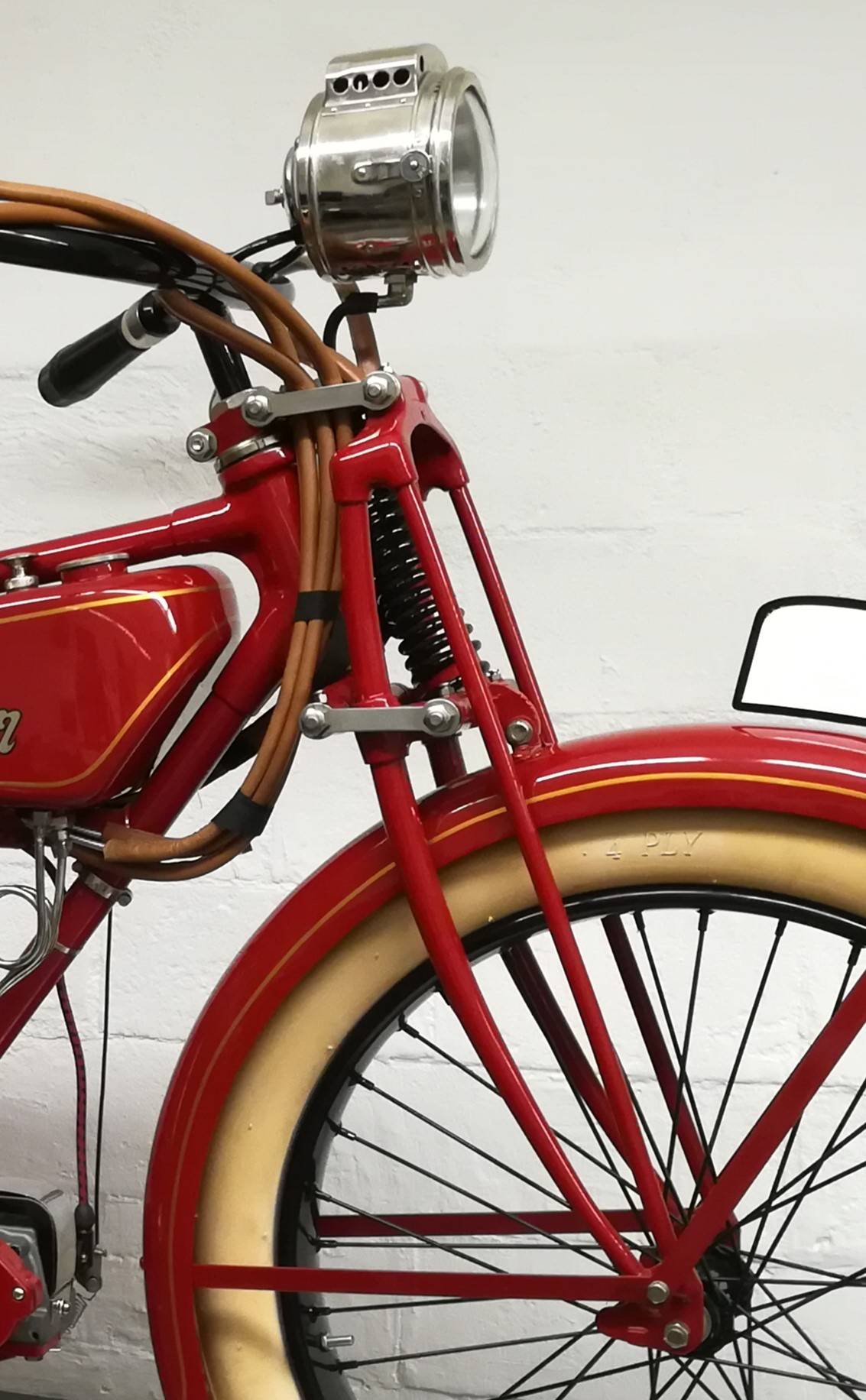
Fourche Girder sur une Prince (1925).

À partir de 1909, Indian utilise un cadre berceau dans lequel repose le moteur. L'année suivante apparaît une fourche amortie par ressort à lames et à roue tirée, selon une solution également brevetée par Hedström. Les illustrations incluses dans ce brevet en explicitent le fonctionnement : la roue avant est fixée sur une pièce en forme de « V » (8). Cette pièce porte trois axes : celui de la roue, en bas du « V » ; un autre, plus avancé, est relié à la partie rigide de la fourche; le troisième, le plus en arrière, supporte une barre (10) reliant le « V » au ressort à lames (15). Lorsque la roue est compressée, la pièce (8) pivote, la tige (10) monte et sa montée est régulée par la torsion du ressort (15). La dureté du ressort est variable selon la nature du métal employé, le nombre des « feuilles » utilisées (18), ainsi que leur largeur et leur épaisseur. Dès 1913, ce cadre existe en version entièrement suspendue, elle aussi brevetée, dans laquelle la partie arrière bénéficie également d'un suspension par ressorts à lames. Indian est alors un précurseur dans l'industrie, précédant la compétition de près de quarante ans.
À partir de 1919, Indian revient à un cadre rigide, puis abandonne progressivement la fourche amortie par ressort à lames au profit d'un système Girder à ressort. En matière de cadre et de suspension, Indian ne se différencie plus vraiment de ses concurrents, et suit ensuite les évolutions de l'industrie.

### Équipement, commandes, et instrumentation
Indian est un précurseur à plusieurs titres pour l'équipement, les commandes et l'instrumentation de ses machines.

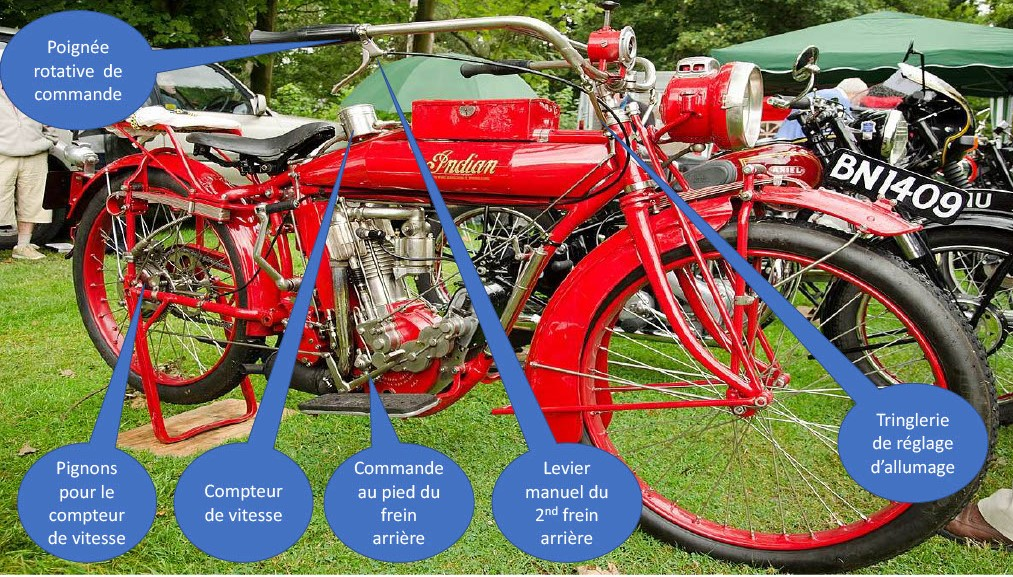
Indian monocylindre monovitesse (1914).

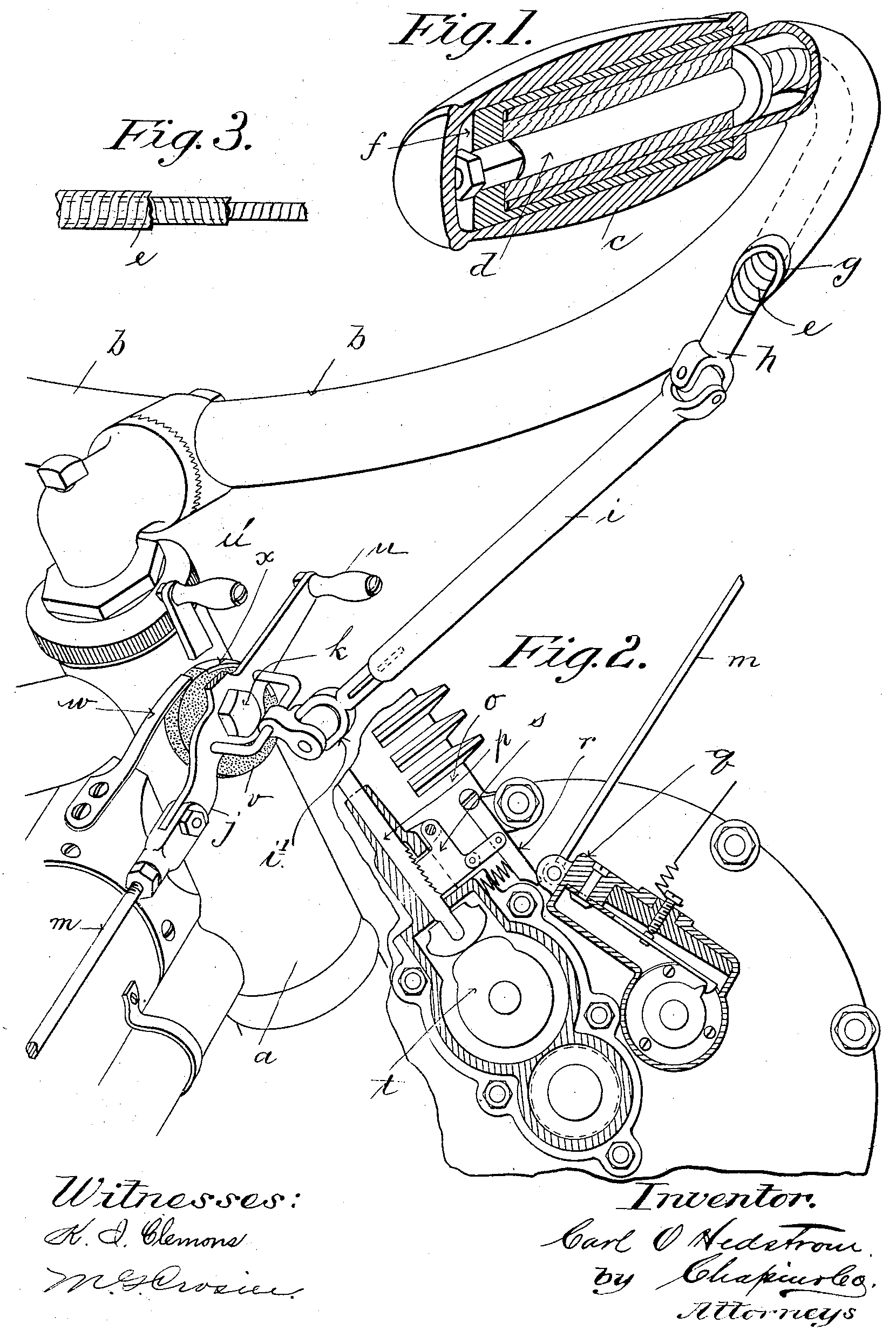
Système de commande au guidon breveté par C. Hedström (1903).

Ainsi, dès 1901, les Indian sont équipées de commandes au guidon par poignée rotative, selon un système breveté par Hedström. Initialement, seule la poignée droite est rotative : par un jeu complexe de tringlerie partiellement intégrée dans le guidon, elle commande l'avance à l'allumage du moteur, ce qui permet de le démarrer ou de l'arrêter et de régler la vitesse de la moto. Durant la deuxième moitié des années 1900, la poignée gauche devient  également rotative : elle assure l'accélération en commandant directement le carburateur.

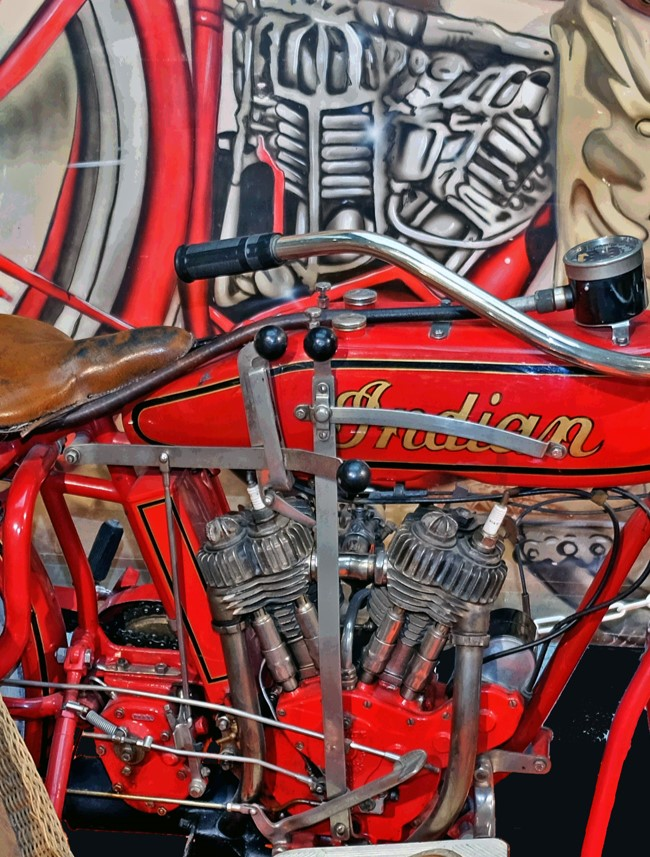
Commandes sur une Powerplus de 1918 : embrayage (grand levier vertical), changement de vitesses (levier horizontal) et clapets d'échappement (petit levier vertical).

Avant 1915, les Indian ne sont équipées que d'un frein arrière, activé par rétropédalage. Les pédales servent aussi à faire démarrer la machine. En 1915, Indian équipe ses modèles d'un kick au pied, en même temps que disparaissent les pédales : le frein arrière est désormais commandé au pied par un levier côté droit. Une commande au guidon apparait également en 1915 : elle actionne le deuxième frein arrière dont sont dotés certains modèles. À partir de 1928, les Indian ont un frein avant et ce levier au guidon sert à l'actionner.
L'arrivée du démarrage au kick en entraîne une autre : celle d'un système manuel permettant de relever les soupapes d'échappement pour faciliter le démarrage du moteur. Selon les époques et les modèles, ce système est actionné par un levier au guidon, un levier ou une « tirette » côté droit du réservoir, une « tirette » sur le réservoir ou un petit levier en bas du moteur côté droit.
Une disposition typique des commandes sur les Indian Powerplus à boîte de vitesses est la suivante : kick côté droit ; frein arrière commandé au pied droit ; 2e frein arrière commandé au guidon ; embrayage commandé au pied gauche ; trois leviers à droite du réservoir (embrayage, changement de vitesses, relevage des soupapes d'échappement).

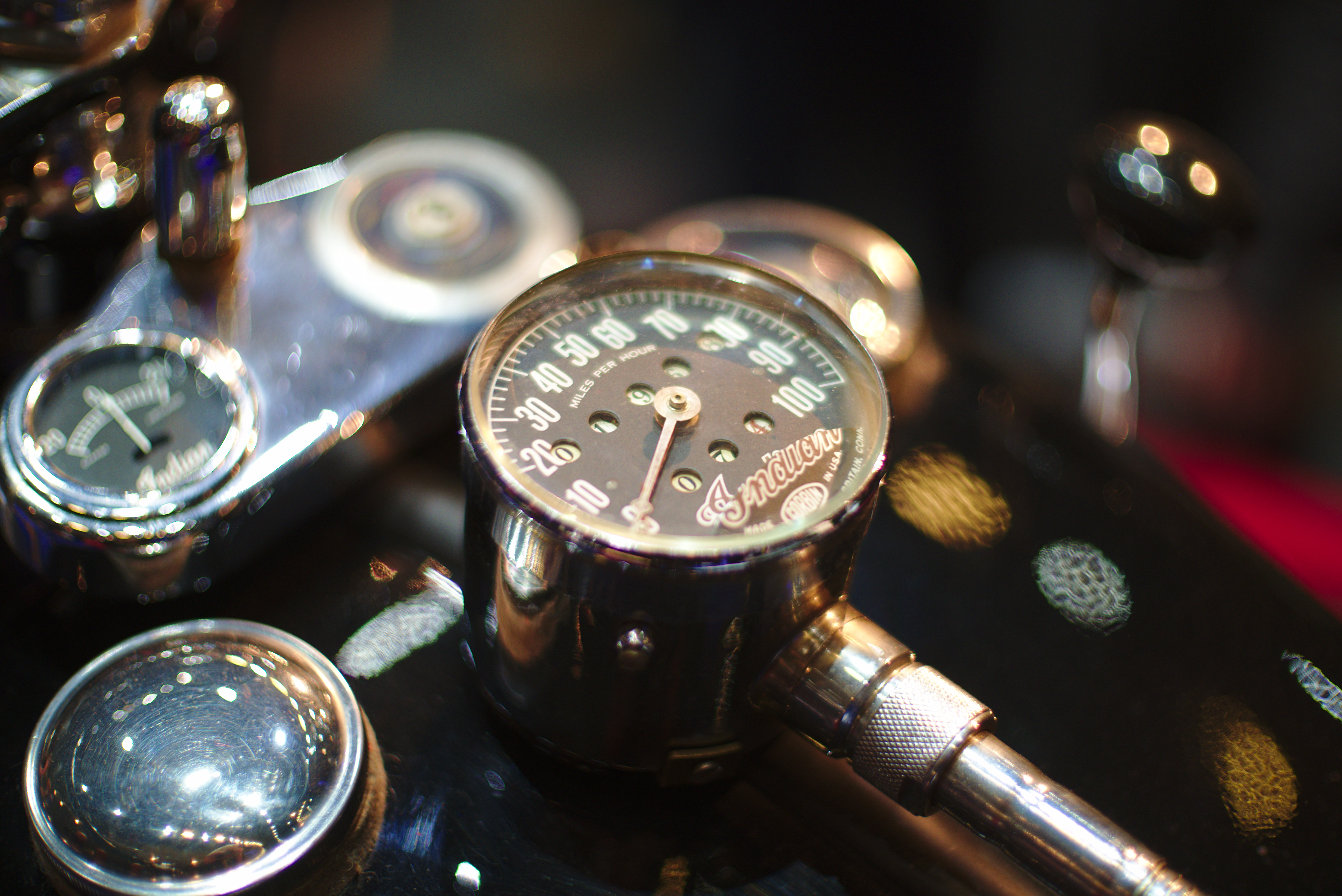
Ampèremètre, contacteur et compteur de vitesse optionnel (milieu des années 1930).

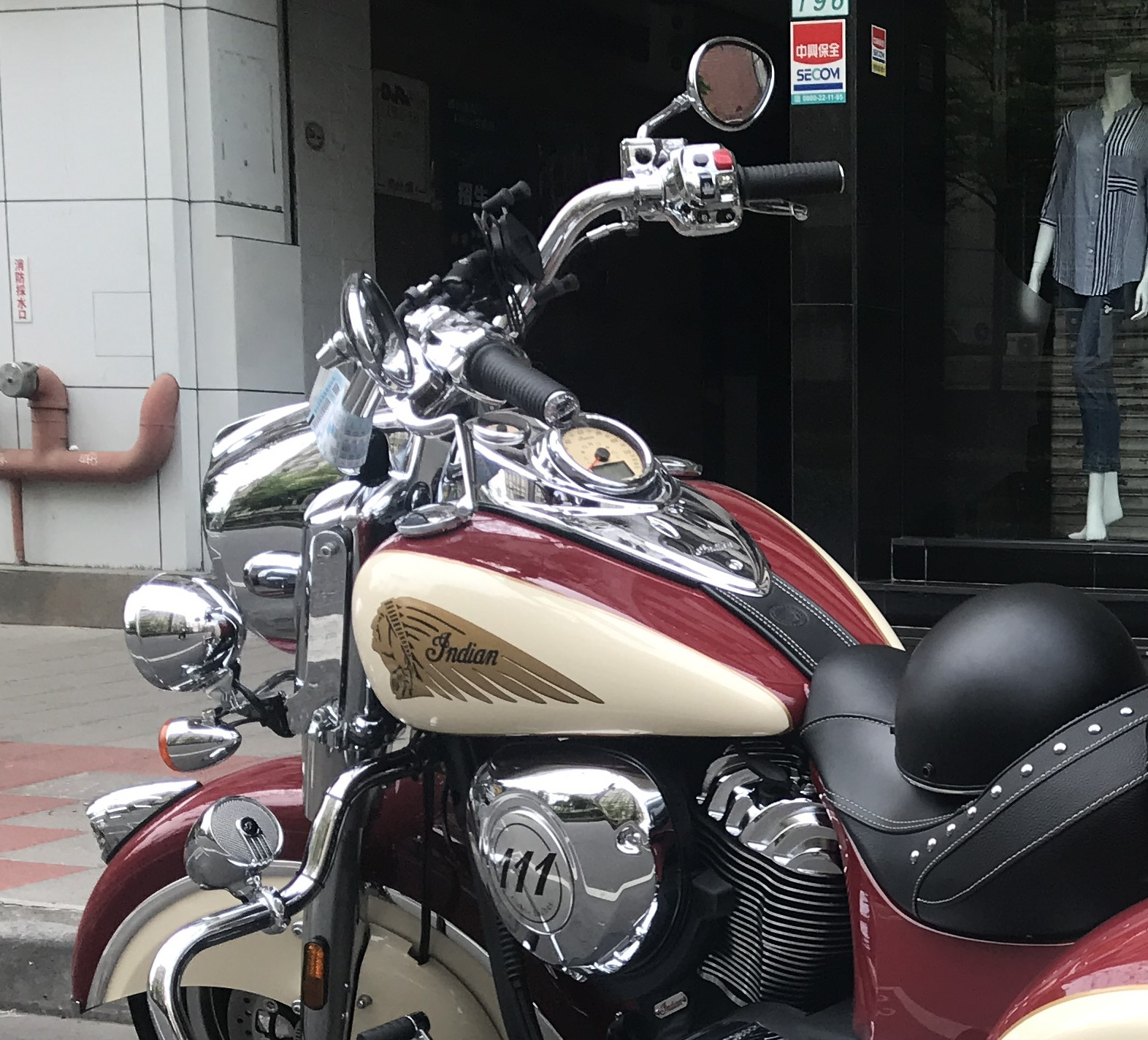
Chief Vintage (2014). Instrumentation sur platine en forme de goutte d'eau. À noter le fond de compteur jauni accentuant l'aspect vintage.

La Scout (1919) est le premier modèle à n'avoir plus qu'une seule commande d'embrayage par levier au pied côté gauche, caractéristique qui s'étend ensuite aux autres modèles de la gamme.
L'instrumentation est également l'objet d'attentions importantes avec, notamment, un compteur de vitesse avec totalisateur de distance proposé en option dès 1914. Jusqu'en 1931, il est actionné par un très visible ensemble de pignons solidaires de la roue arrière auquel il est relié mécaniquement.
L'instrumentation s'enrichit avec un ampèremètre (1927) et un contacteur à clé (1932) installés selon les années et les modèles sur le réservoir, sur le guidon ou sur le cadre. L'instrumentation complète devient de série en 1938, année où elle est intégrée sur le réservoir au sein d'une platine en forme de goutte d'eau, disposition qui sera reprise sur les Chief du XXIe siècle.

### Esthétique
De nombreux choix esthétiques ont jalonné l'histoire d'Indian : utilisation de peinture dorée, forme du lettrage de la marque, couleur Indian Red, décorations « indiennes » du réservoir et de pièces diverses, etc. La galerie ci-dessous récapitule certains des éléments visuels les plus typiques de la marque avant la Seconde Guerre mondiale. Une des marques de fabrique les plus emblématiques d'Indian est le feu de position en forme de tête de guerrier indien (plastique transclucide et acier chromé) qui orne le garde-boue avant des modèles routiers depuis les Chief d'après guerre.

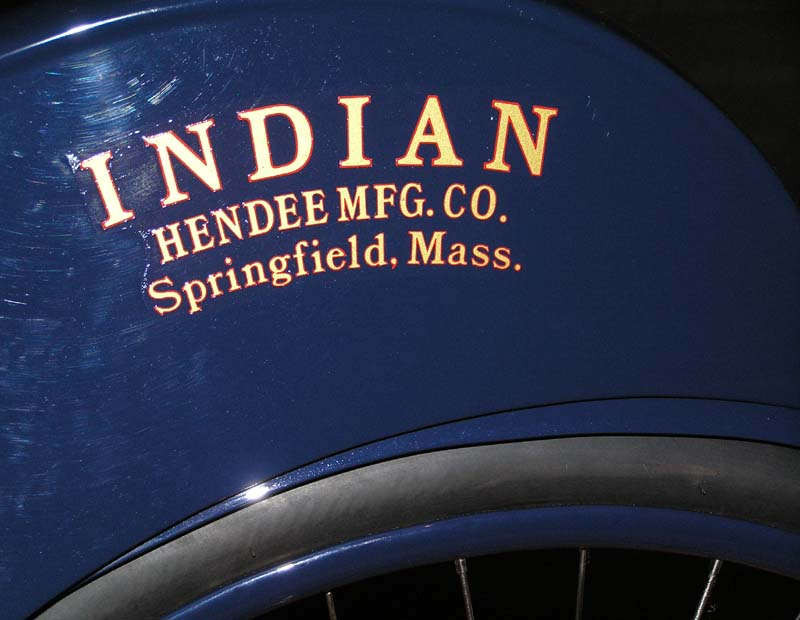
Lettrage typographique doré sur peinture Royal Blue (à partir de 1902).
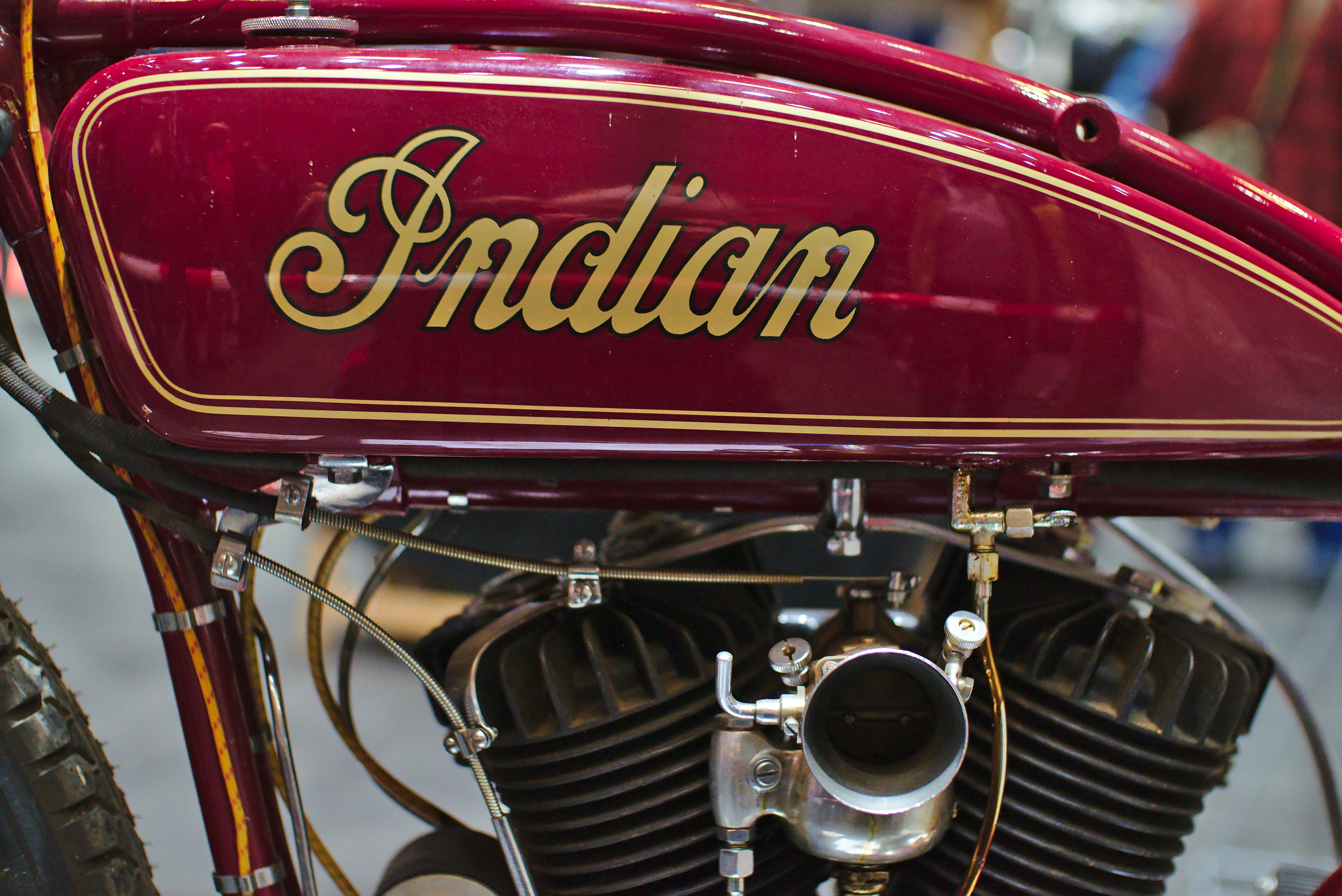
Couleur Indian Red (à partir de 1904)  et lettrage cursif (à partir de 1911).
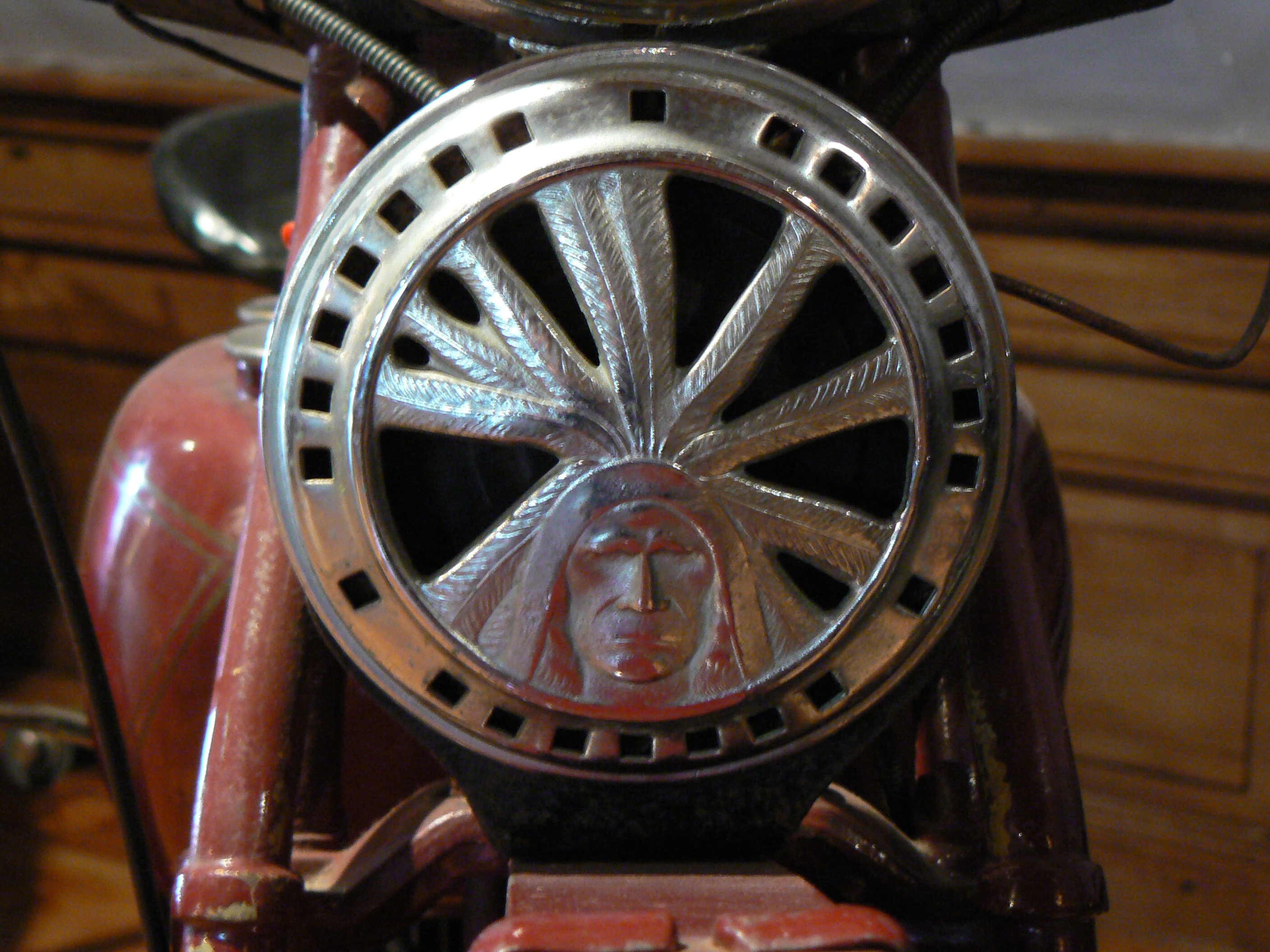
Klaxon chromé à face d'Indien (à partir des années 1930).
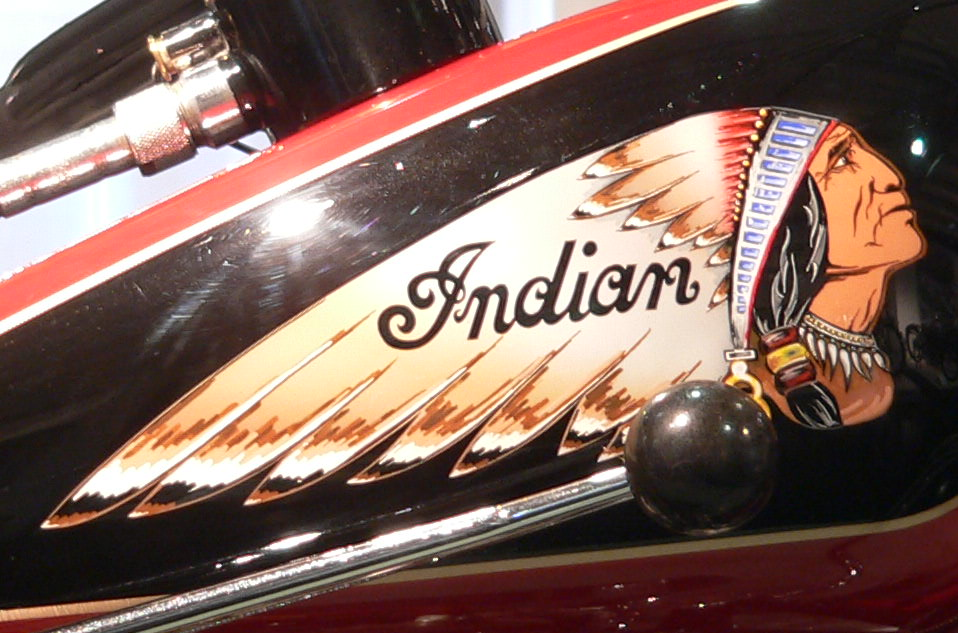
Décoration polychrome sur le réservoir (à partir de la fin des années 1930).

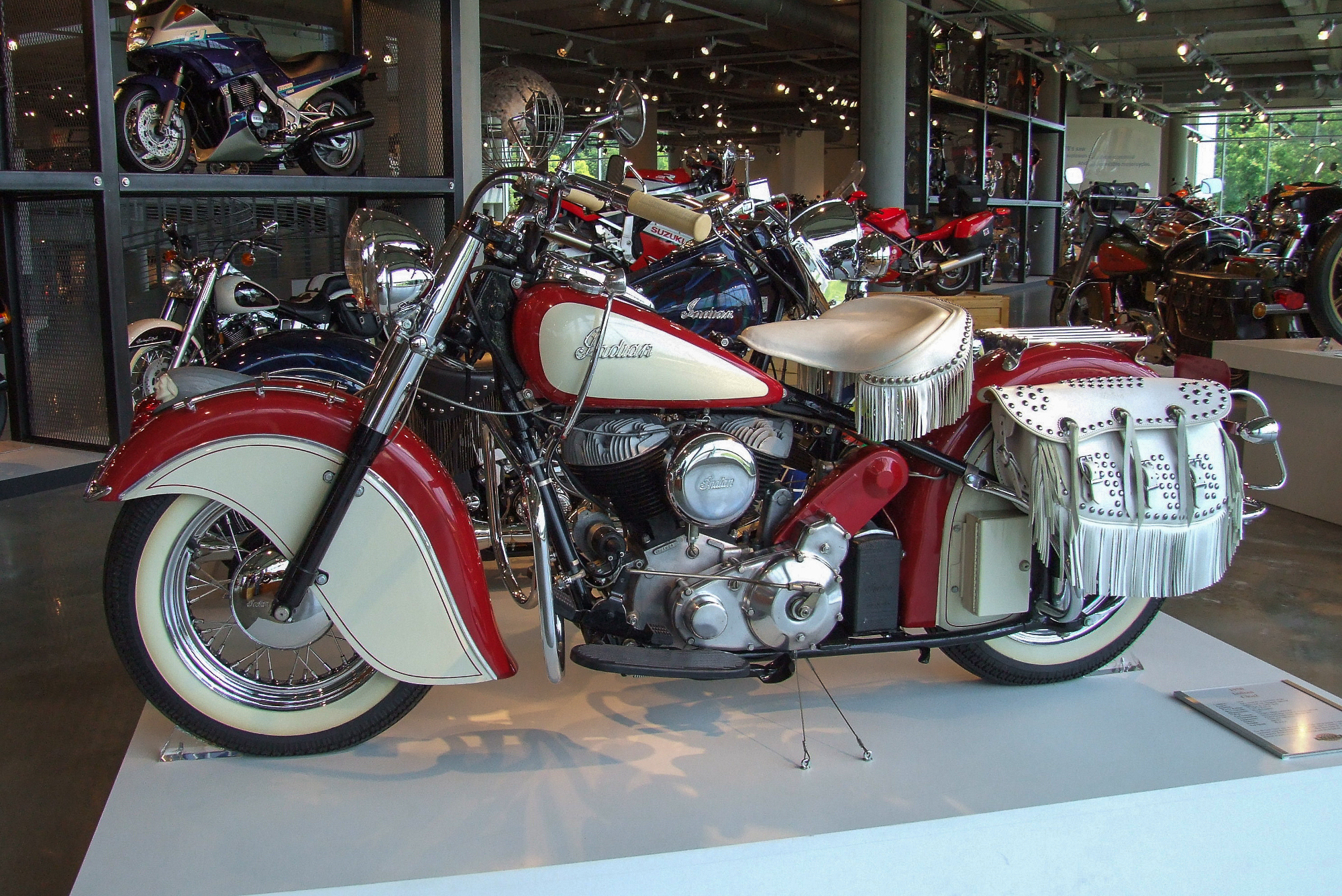
Chief (1950).

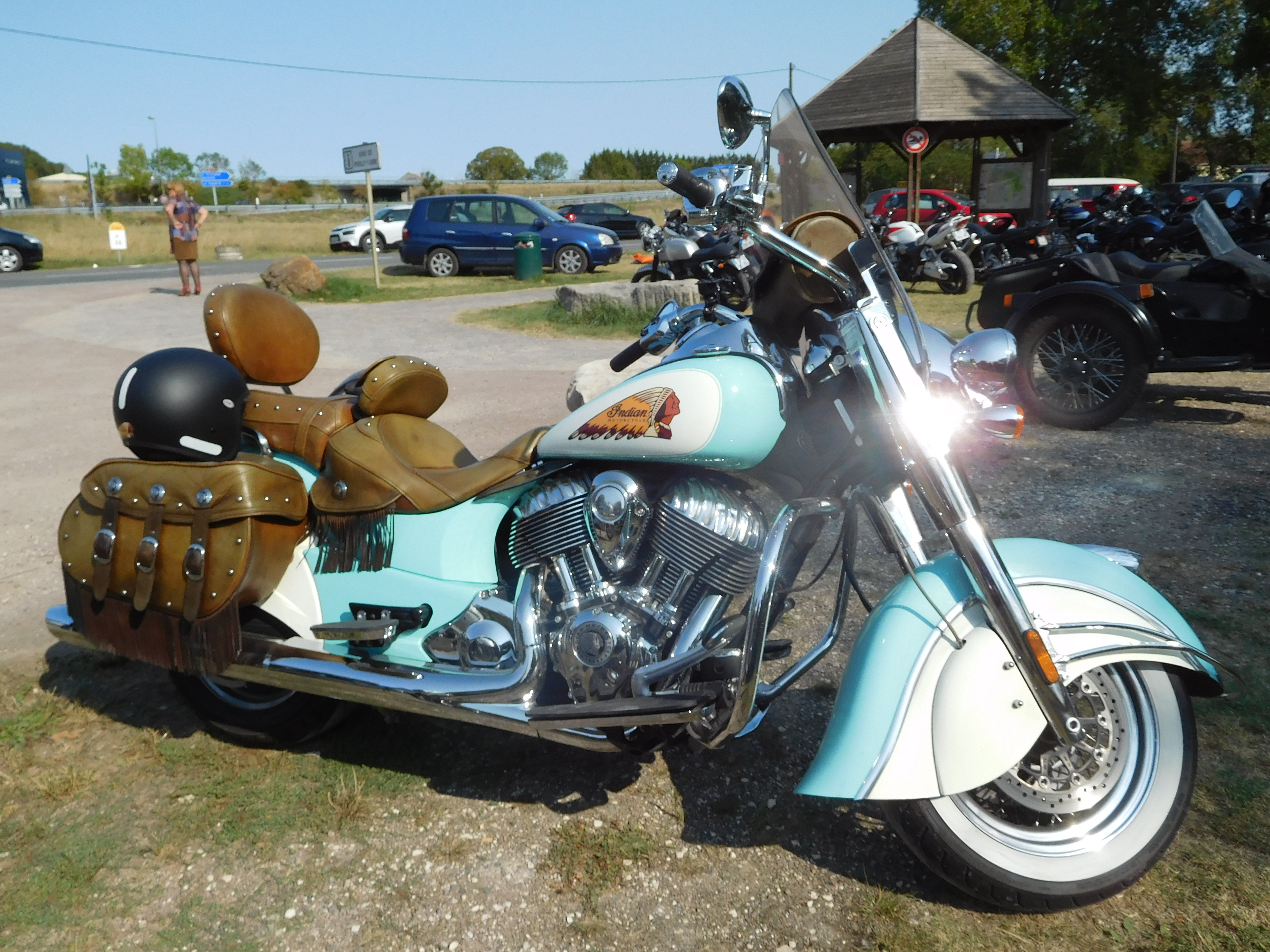
Chief Vintage (2014).

L'esthétique très particulière des Chief des années 1940-1950 a également marqué l'histoire d'Indian, au point d'être été largement reprise dans les modèles du siècle suivant : garde-boue « jupes », éclairage avant, sellerie cloutée à franges, peinture deux tons, selle très basse et décorations « indiennes » établissent de façon très visible la filiation entre les Chief à plus de soixante ans d'écart.

## Compétitions et records

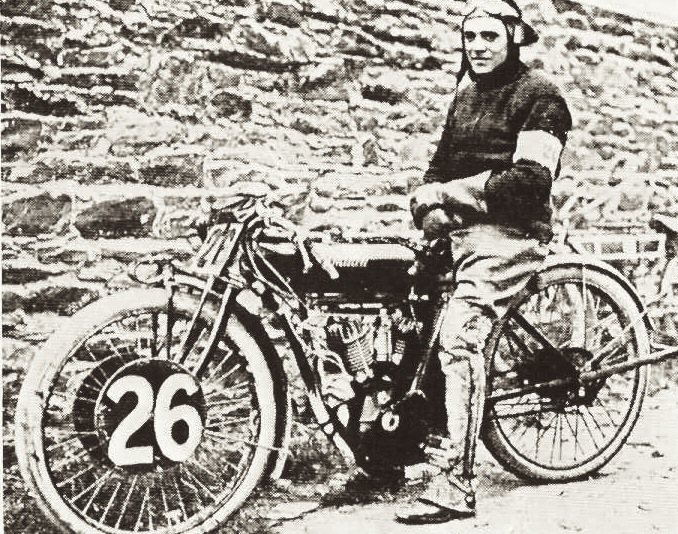
Oliver Cyril Godfrey, vainqueur du TT de l'île de Man sur Indian en 1911.

L'histoire d'Indian est, dès l'origine de la marque, liée à la compétition. En 1903, Hedström remporte la course New York/Springfield/New York, établissant même un record de vitesse à plus de 90 km/h de moyenne. En 1906, deux concessionnaires Indian, George Holden et Louis J. Mueller, établissent un record sur le parcours San Francisco/New York en traversant le pays en 31 jours.
Durant les années 1910, Erwin « Cannon Ball » Baker fait briller Indian dans les courses d'endurance : il établit notamment, en 1914, le record de traversée du pays de San Diego à la côte Est en 11 j, 12 h et 10 min. L'année suivante, Baker, au guidon de son Indian, relie le Canada au Mexique en trois jours et demi. Indian domine également les dangereuses courses — typiquement américaines — sur motodromes, des pistes ovales à virages relevés, construites en bois qui sont une attraction sportive très courue dans les années 1910 à 1930. Détail important : les machines destinées à cette spécialité, capables d'atteindre plus de 160 km/h, étaient allégées au maximum et dépourvues de garde-boue, d'embrayage, de boîtes de vitesses et de freins.

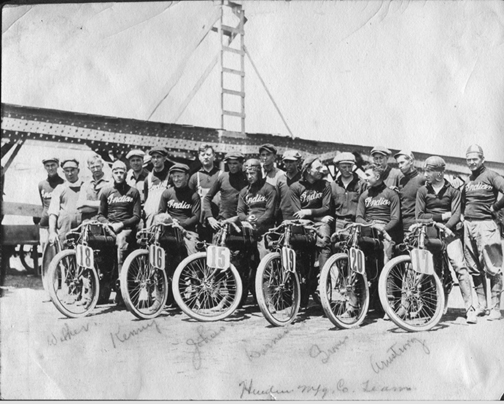
L'équipe de compétition Indian (1914).

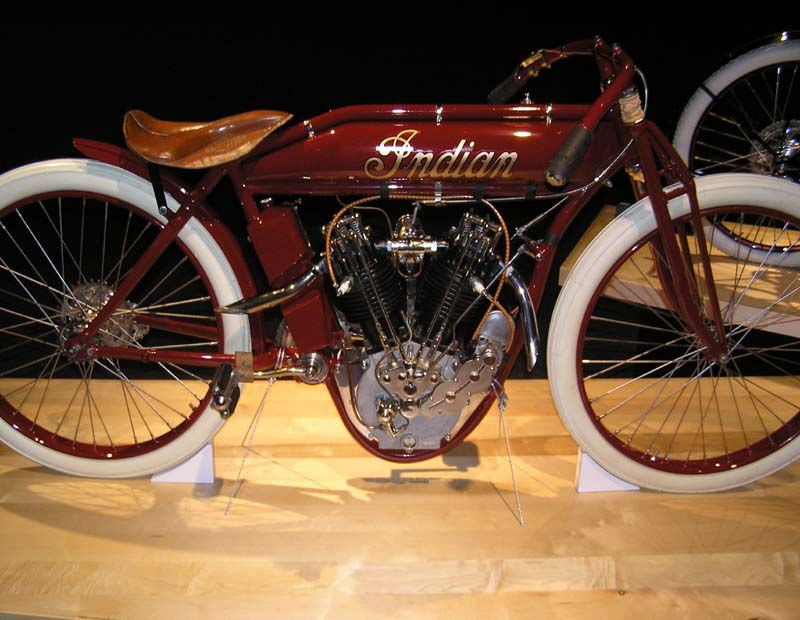
Twin à moteur huit soupapes pour course sur circuit (1915).

Indian brille aussi en course officielle : en 1909, une Indian finit à la deuxième place au prestigieux Tourist Trophy de l'île de Man. Et en 1911, Indian prend les trois premières places de cette épreuve. Ces succès ont un impact immédiat sur la notoriété et les ventes de la marque.
Le pilote Jake DeRosier remporte de très nombreuses courses sur piste pour Indian entre 1909 et 1911. En 1910, il établit un record de vitesse à 128,1 km/h et, en 1911, multiplie les succès : à Brooklands, il remporte un célèbre défi en battant, au guidon d'une Indian à moteur bicylindre de 994 cm3 à quatre soupapes par cylindre spécialement conçue à sa demande, Charlie Collier qui pilote une Matchless. Durant l'été de la même année, il établit un record du kilomètre lancé en 25,2 s, soit près de 143 km/h.
```
                                        
Insolites utilisations d'Indian

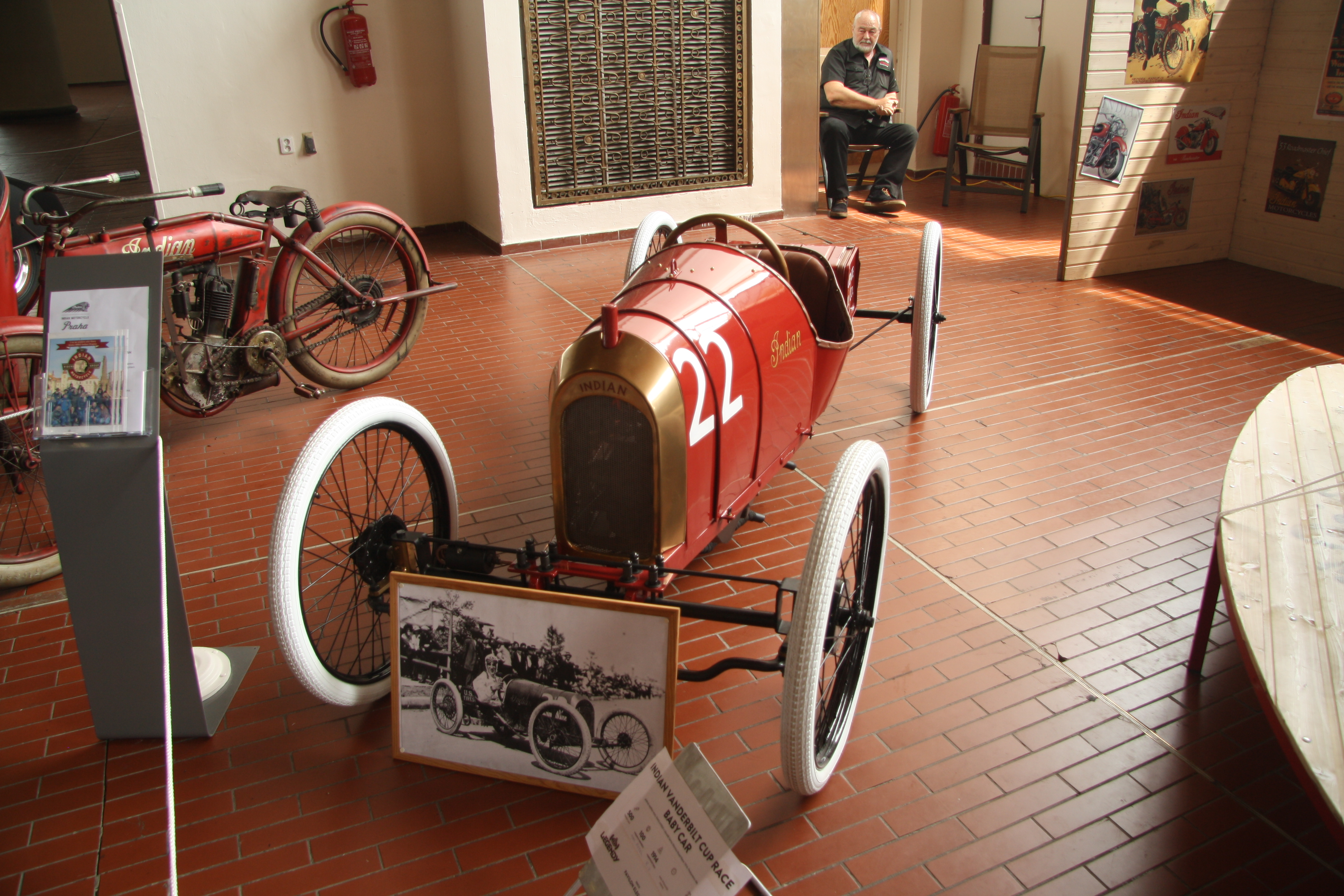
Indian Baby Car (1914).

```

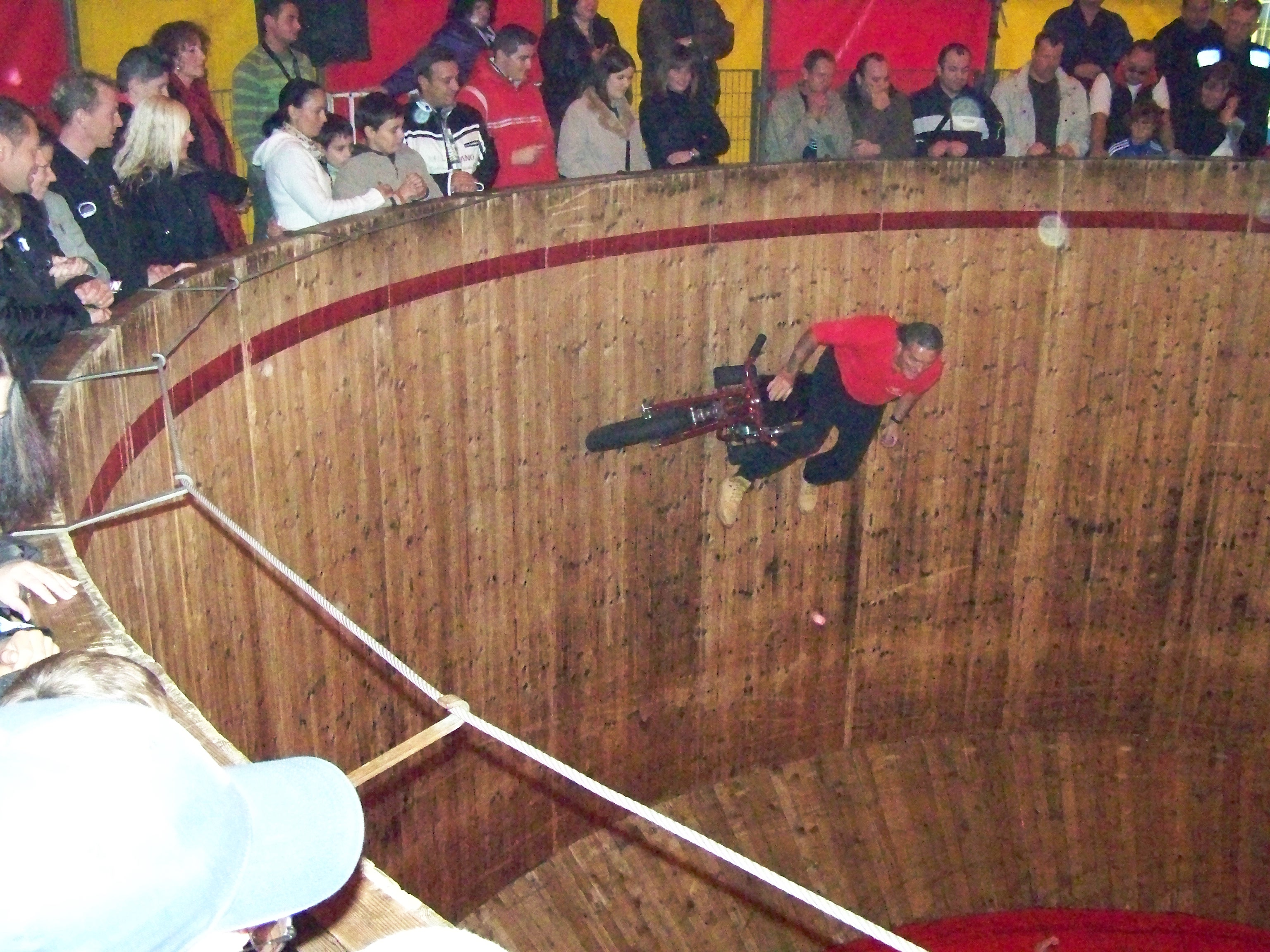
Indian sur le mur de la mort (2007).

La Scout 101 est ainsi utilisée dès sa sortie et jusqu'à nos jours dans des exhibitions de mur de la mort : son agilité, sa fiabilité et son centre de gravité bas sont particulièrement appréciés des pilotes se livrant à ce spectaculaire exercice.
Au milieu des années 1910, des « cycle cars », aussi qualifiées de « Baby cars », dotées de moteurs Indian furent construites pour participer aux courses de la Vanderbilt Cup réservées ce type de véhicules.

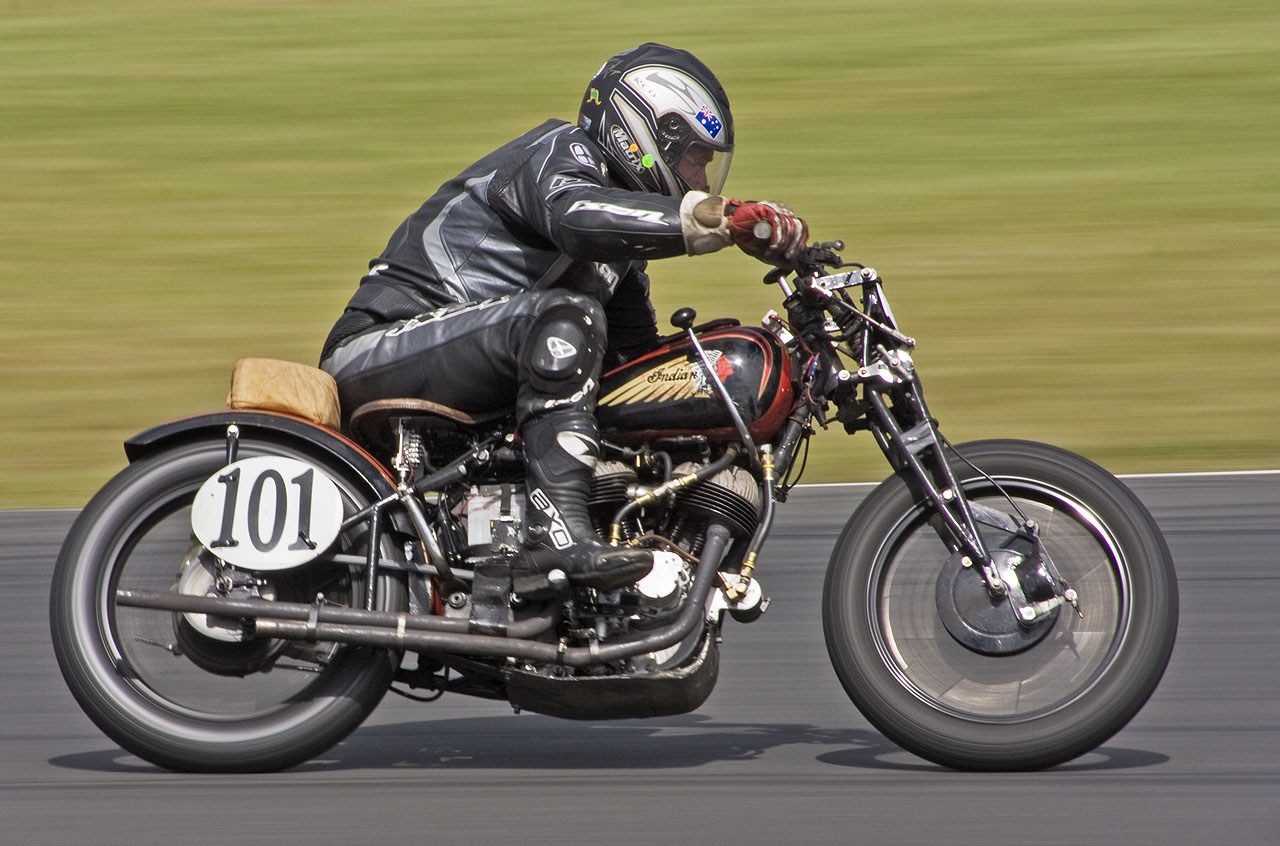
Sport Scout 750 cm3 (1941).

Durant les années 1930 et 1940, Indian continue à exceller en compétition avec des Sport Scout spécialement préparées. Ed Kretz, sur une Indian Sport Scout, remporte plusieurs victoires sur circuit, notamment la première édition de la course Daytona 200 en 1937 et deux fois la Loudon/Laconia Classic. Indian domine aussi les courses de flat-track en remportant tous les titres nationaux entre 1935 et 1941. Indian, malgré ses difficultés financières, est encore compétitif au début des années 1950, remportant de nouveau le championnat de flat-track trois années consécutives de 1951 à 1953.

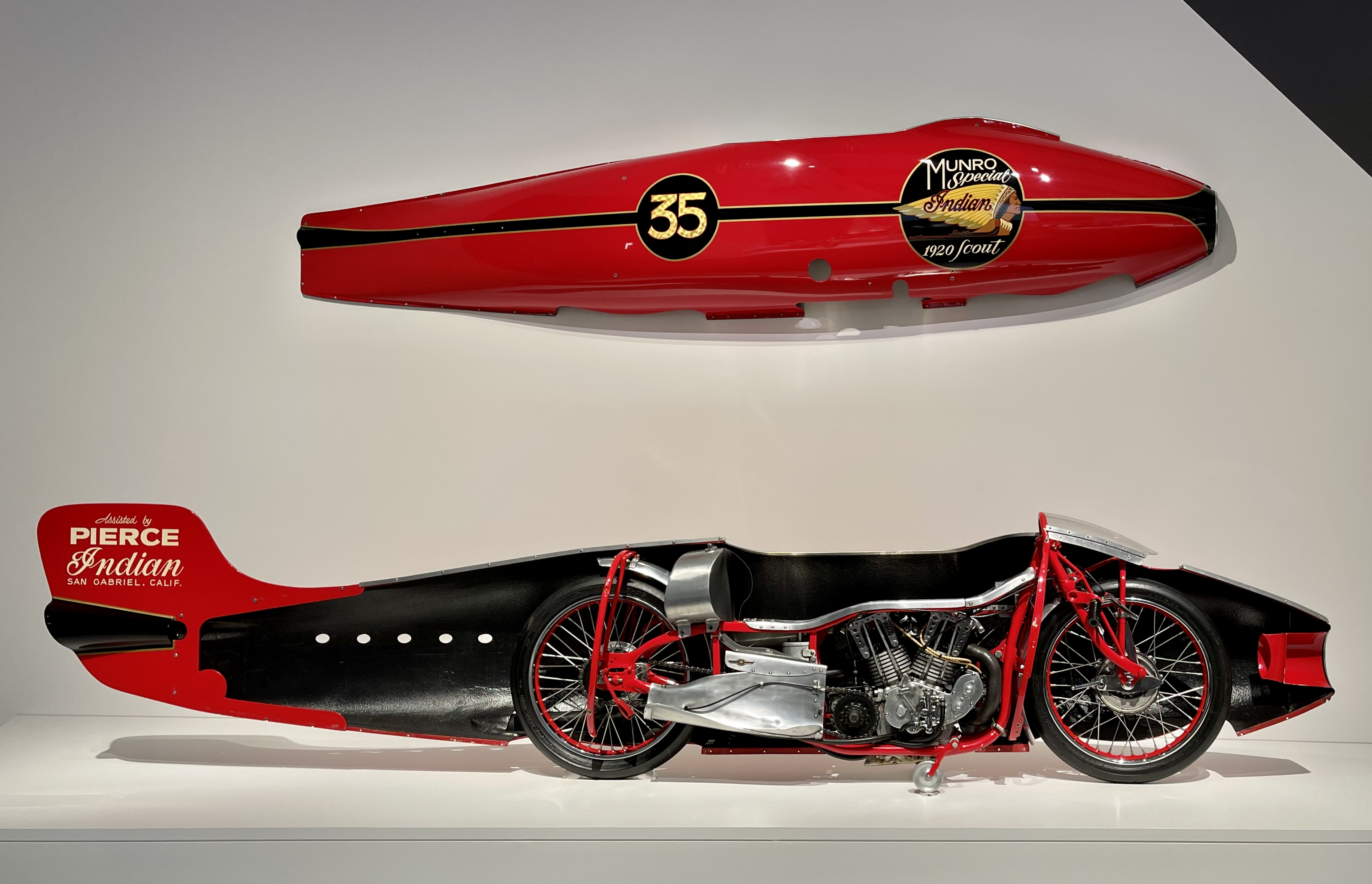
La Scout de Burt Munro.

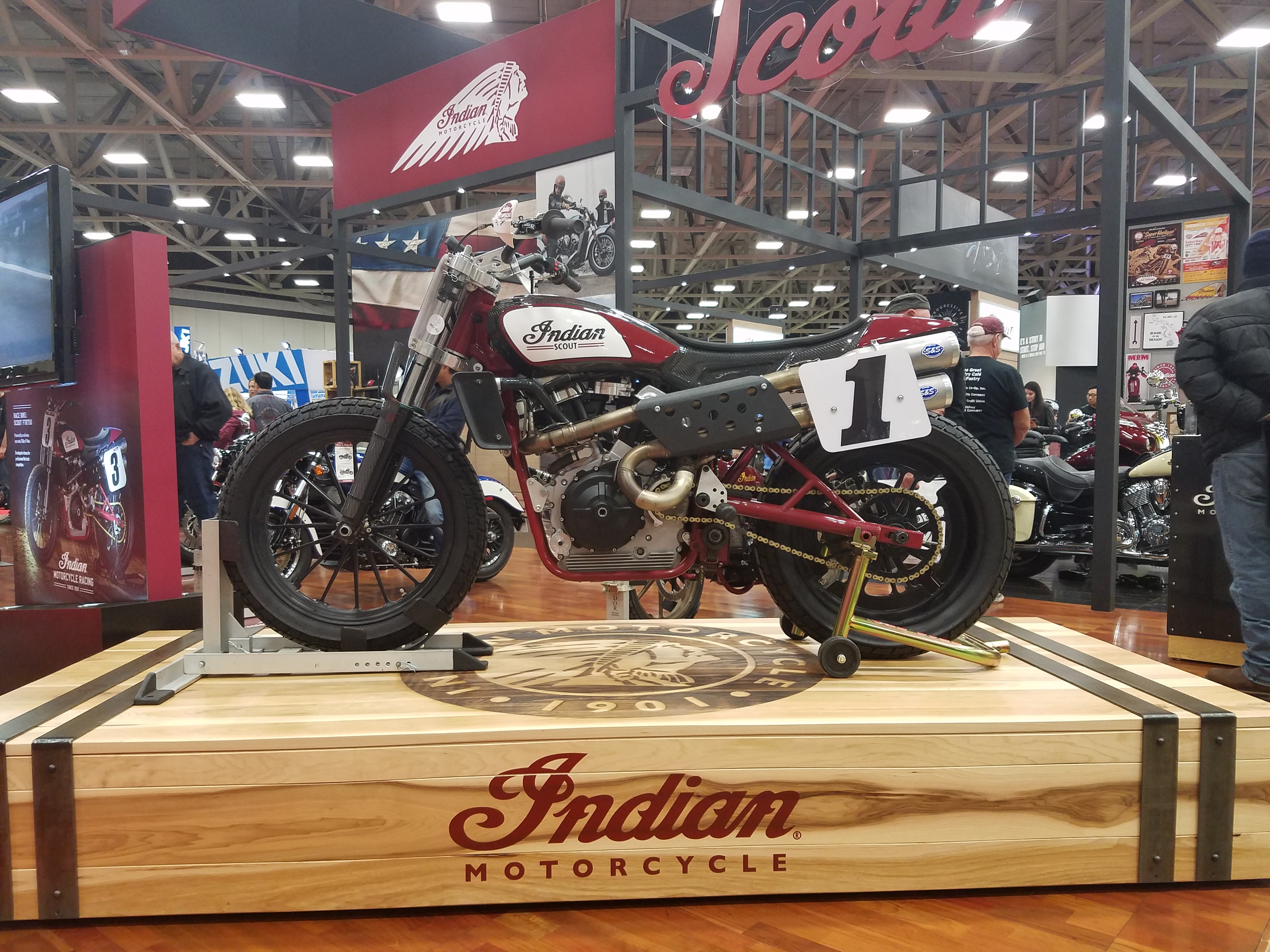
Scout FTR 750 (2017).

Le pilote néo-zélandais Burt Munro tient une place particulière dans l'histoire de la marque : avec une Indian Scout de 1920 continûment améliorée par ses soins, il établit plusieurs records de vitesse entre les années 1940 et 1967. Cette dernière année, à l'âge de 68 ans, Munro établit à Bonneville Salt Flats le record de vitesse d'une moto de moins de 1 000 cm3 à plus de 296 km/h. La vie et les exploits de B. Munro sont relatés dans le film Burt Munro de 2005,.
En 2014, Indian fait construire une Scout similaire à celle de Munro, la « Spirit of Munro », pour promouvoir son nouveau moteur de 111 ci et établir des records de vitesse,.
En 2016, Indian, cinq ans après sa reprise par Polaris, revient en compétition avec un modèle dédié au flat-track : la Scout FTR 750. L'équipe de compétition, recréée sous le nom « Indian Motorcycle Racing Team », remporte six titres nationaux d'affilée entre 2017 et 2022.
En 2020, Indian annonce élargir sa présence en compétition aux épreuves de « hill-climbing », avec une Scout FTR 750 dotée d'un bras oscillant très allongé.

## Gamme année-modèle 2023
La gamme année-modèle 2023 commercialisée en France est constituée de 24 modèles présentés en six familles :
- Scout (quatre modèles)[177] : Scout, Scout Bobber, Scout Rogue, Scout Bobber Twenty. Tous dotés du même moteur V-twin à injection et à refroidissement liquide de 1 133 cm3 délivrant un couple de 97 N m et une puissance de 100 ch, d'une boîte de vitesses à six rapports et d'un simple disque avant, ils différent notamment par les finitions du moteur et de l'échappement, la selle (biplace seulement sur la Scout), les roues (à rayons uniquement sur la Twenty), la dimension de la roue avant (19" sur la Rogue, 16" sur les autres versions), le guidon et les garde-boues (longs uniquement sur la Scout). Prix d'entrée : 15 490 € ;
- Cruiser (trois modèles)[178] : Chief Dark Horse, Chief Bobber Dark Horse, Super Chief Limited. Tous dotés du même moteur V-twin Thunderstroke 116 (1 890 cm3) à refroidissement par air délivrant un couple de 162 N m, d'une boîte de vitesses à six rapports, d'un simple disque avant et de garde-boues courts, ils différent notamment par les finitions du moteur et de l'échappement (chrome uniquement sur la Super Chief), la selle (duo uniquement sur la Super Chief), la dimension de la roue avant (19" sur la Chief Dark Horse, 16" sur les autres versions) et le guidon. La Super Chief est en outre équipée d'un pare brise amovible et de sacoches en cuir. Prix d'entrée : 19 390 € ;
- Bagger (six modèles)[179] : Springfield, Springfield Dark Horse, Chieftain Dark Horse, Chieftain Limited, Challenger Dark Horse, Challenger Limited. Les modèles Challenger sont dotés du moteur Powerplus de 1 768 cm3 à refroidissement liquide délivrant un couple de 178 N m. Les autres modèles utilisent le moteur Thunderstroke 116 à refroidissement par air. Tous dotés d'une boîte à six vitesses, d'un double disque avant, d'une selle biplace, de sacoches rigides et de roues à bâtons, ils différent notamment par les garde-boues (très enveloppants sur la Springfield), les chromes (aucun sur les Dark), la taille de la roue avant (17" sur la Springfield, 19" sur les autres modèles), ainsi que par l'équipement de la partie avant : pare brise sur la Springfield, carénage supérieur avec saute vent sur les Chieftain et Challenger, guidon mini ape et aucune protection sur la Springfield Dark Horse. Prix d'entrée : 29 990 € ;
- Touring (cinq modèles)[180] : Roadmaster, Roadmaster Dark Horse, Roadmaster Limited, Indian Pursuit Dark Horse, Indian Pursuit Limited. Les Roadmaster sont dotés du moteur Thunderstroke 116 (1 890 cm3) à refroidissement par air délivrant un couple de 171 N m. Les Pursuit sont animés par le moteur Powerplus de 1 768 cm3 à refroidissement liquide délivrant un couple de 178 N m et une puissance de 122 ch. Tous les modèles ont une boîte à six rapports, une selle duo, des roues à bâtons, des valises rigides et un top case assorti. Ils diffèrent notamment par la taille de la roue avant (17" sur la Roadmaster de base, 19" sur les autres modèles), le carénage (supérieur sur les Roadmaster, supérieur et inférieur sur les Pursuit), le phare avant (simple sur les Rodmaster Dark et Limited, triple sur les autres modèles), et le traitement du moteur et de l'échappement (noir sur les Dark Horse, plus ou moins chromé sur les autres modèles). Prix d'entrée : 34 390 € ;
- Dark Horse[181] : appellation qui regroupe les sept modèles des autres gammes proposés avec une finition noire dite Dark Horse ;
- FTR (quatre modèles)[182] : FTR, FTR Sport, FTR Rally, FTR R Carbon. Tous ces modèles sont dotés d'un moteur V-twin à refroidissement liquide de 1 203 cm3 délivrant un couple de 118 N m et une puissance de 123 ch, d'une boîte à six rapports, d'un échappement 2 en 1 en 2, d'une selle double et de garde-boues minimalistes. Ils diffèrent notamment par leurs roues (à rayons de 19" à l'avant et 18" à l'arrière sur la Rally ; à bâtons de 17" sur les autres modèles), leurs pneus (tous chemins sur la Rally, routiers sur les autres modèles), le guidon (plus haut sur la Rallye), les fonctionnalités électroniques et les couleurs proposées. La Rally et la Sport sont équipées d'un saute vent. La Sport est en outre dotée d'une protection sous le moteur. Prix d'entrée 14 490 €.

La gamme comprend en outre deux modèles avec une finition spéciale en série limitée : la FTR Stealth Gray et la Challenger Elite. Ce dernier modèle est, à 41 590 €, le plus cher de la gamme Indian.
Tous les modèles sont à transmission secondaire par courroie dentée, à l'exception des FTR qui sont équipés, eux, d'une chaîne.

## Indian dans la culture populaire

### Littérature
Dans L'Hôtel New Hampshire de John Irving, l'ours acheté par la famille du narrateur exécute des numéros acrobatiques sur une Indian 1937 et voyage dans le side-car attaché à cette moto.
Dans le roman Avenue des géants de Marc Dugain, le personnage principal, Al Kenner, roule sur une Indian 1953, moteur bicylindre de 1 300 cm3, « […] une des dernières motos de la marque, d'ailleurs le numéro de production est à cinq chiffres. ».

### Cinéma et télévision

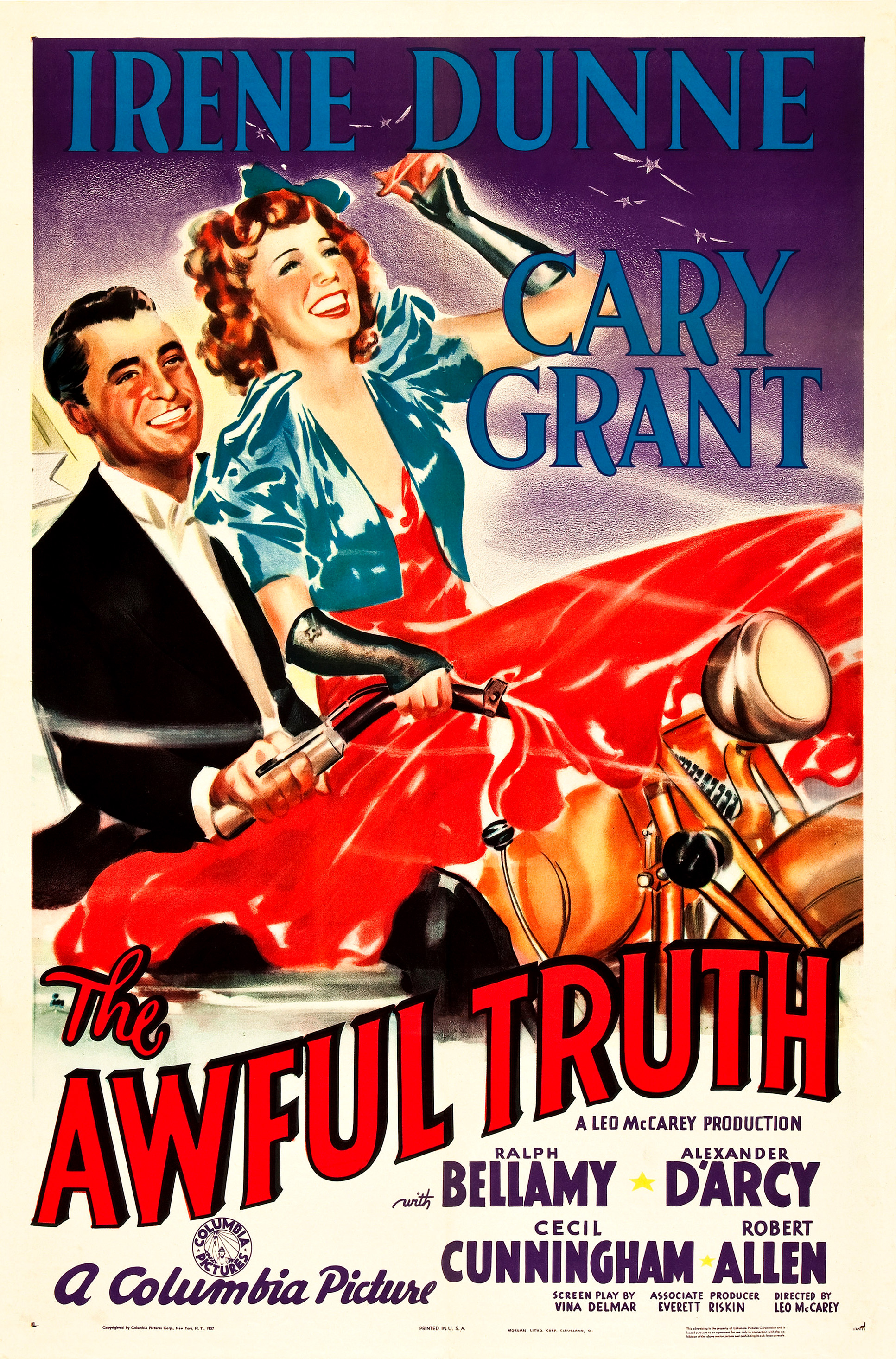

- The Awful Truth (titre en français Cette sacrée vérité), film américain de 1937 avec Irene Dunne et Cary Grant pilotant une Indian.
- The Perils of Pauline (titre en français Les Exploits de Pearl White), film américain de 1947 avec Betty Hutton faisant des cascades sur une Indian.
- West Wing (titre en français : À la Maison-Blanche) : série télévisée américaine diffusée de 1999 à 2006 sur NBC dans laquelle la police est équipée de Chief Indian[184].
- Terminator 3 - Rise of the machines (titre en français : Terminator 3 : Le Soulèvement des machines) : film de 2003 avec Arnold Schwarzenegger qui fait une course-poursuite au guidon d'une Chief Police[185].
- Burt Munro ou The Wolrld's Fastest Indian : film de 2005, sorti en France en 2006, relatant la vie et les exploits du fameux pilote néo-zélandais Burt Munro, interprété par Anthony Hopkins, et de son Indian Scout de 1920[186].
- The Indian : téléfilm de 2007 de James R. Gorrie avec Matt Dallas sur les relations père-fils autour d'un projet de restauration d'une Indian Powerplus[187].
- L'Étrange Histoire de Benjamin Button (titre original The curious case of Benjamin Button) : film américain de 2008 d'après une nouvelle de 1922 de F Scott Fitzgerald. Brad Pitt y pilote une Scout[188].
- Very Bad Dads (titre original Daddy's Home) : film américain de 2015 avec Will Ferrell, Mark Wahlberg et une Indian Chief[189].

### Jeux vidéo
Call of Duty: WWII : 14e épisode du jeu Call of Duty se déroulant durant la Seconde Guerre mondiale avec des Indian 741B aux couleurs de l'armée américaine (2017).

### Philatélie
Plusieurs pays ont émis des timbres portant des images de modèles Indian, notamment :
- Laos en 1985 (Chief 1930)[191] ;
- États-Unis en 2006 (Four 1940)[192] ;
- Mozambique en 2015 (Chief 2009)[193].

### Personnalités célèbres

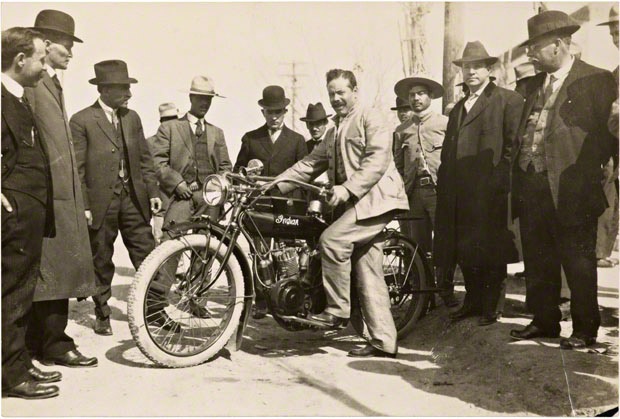
Pancho Villa avec une Indian Twin (1914).

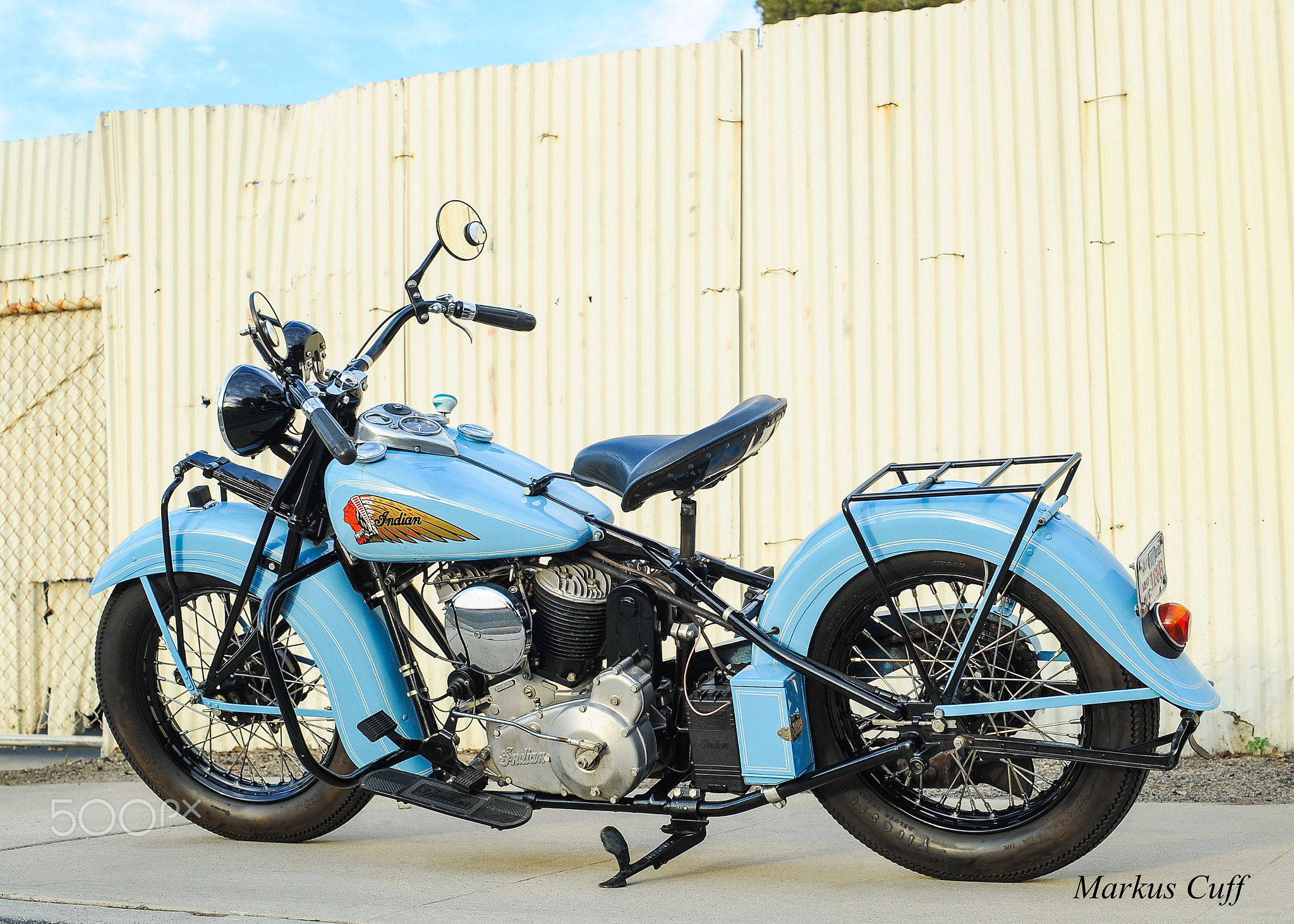
Chief ayant appartenu à Steve McQueen (1939).

- Pancho Villa, révolutionnaire mexicain, utilisa un Indian Twin au milieu des années 1910, notamment à l'époque des affrontements avec l'armée américaine[194].
- Steve McQueen, célèbre acteur et amateur de sports mécaniques, a utilisé et collectionné plusieurs Indian, notamment une Single de 1912, une Big Chief de 1927, une Sport Scout de 1934, une Four de 1940, et plusieurs Chief dont une de 1946, qui fut sa première moto[195].